# Liste deutscher Turmhügelburgen
Dies ist eine Liste deutscher Turmhügelburgen (Motten), die heute noch erhalten oder dokumentiert sind.

## Rekonstruktionsbeispiele

Beispiele
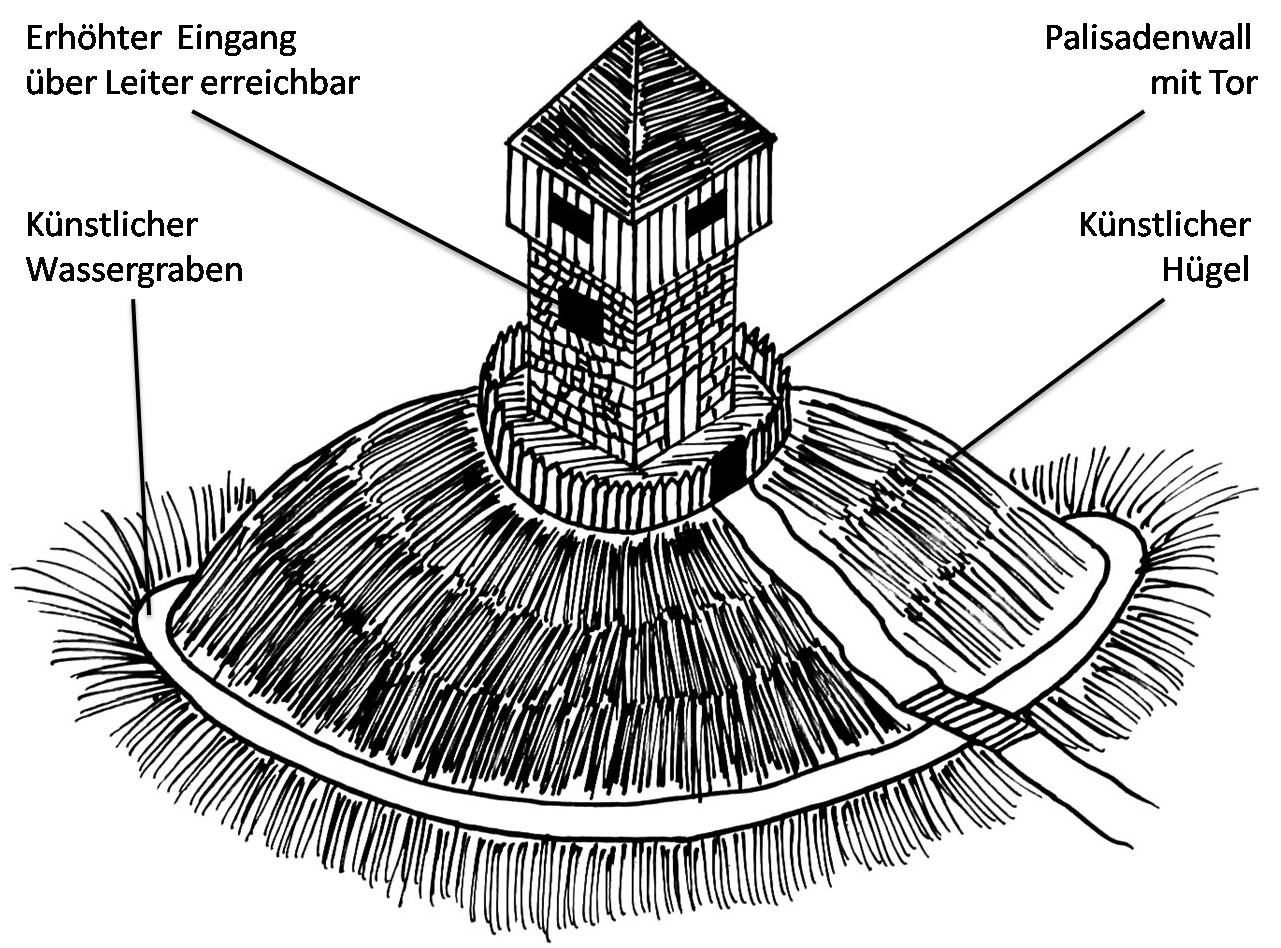
Rekonstruktionsversuch am Beispiel Schweinsbach (Münchberg)
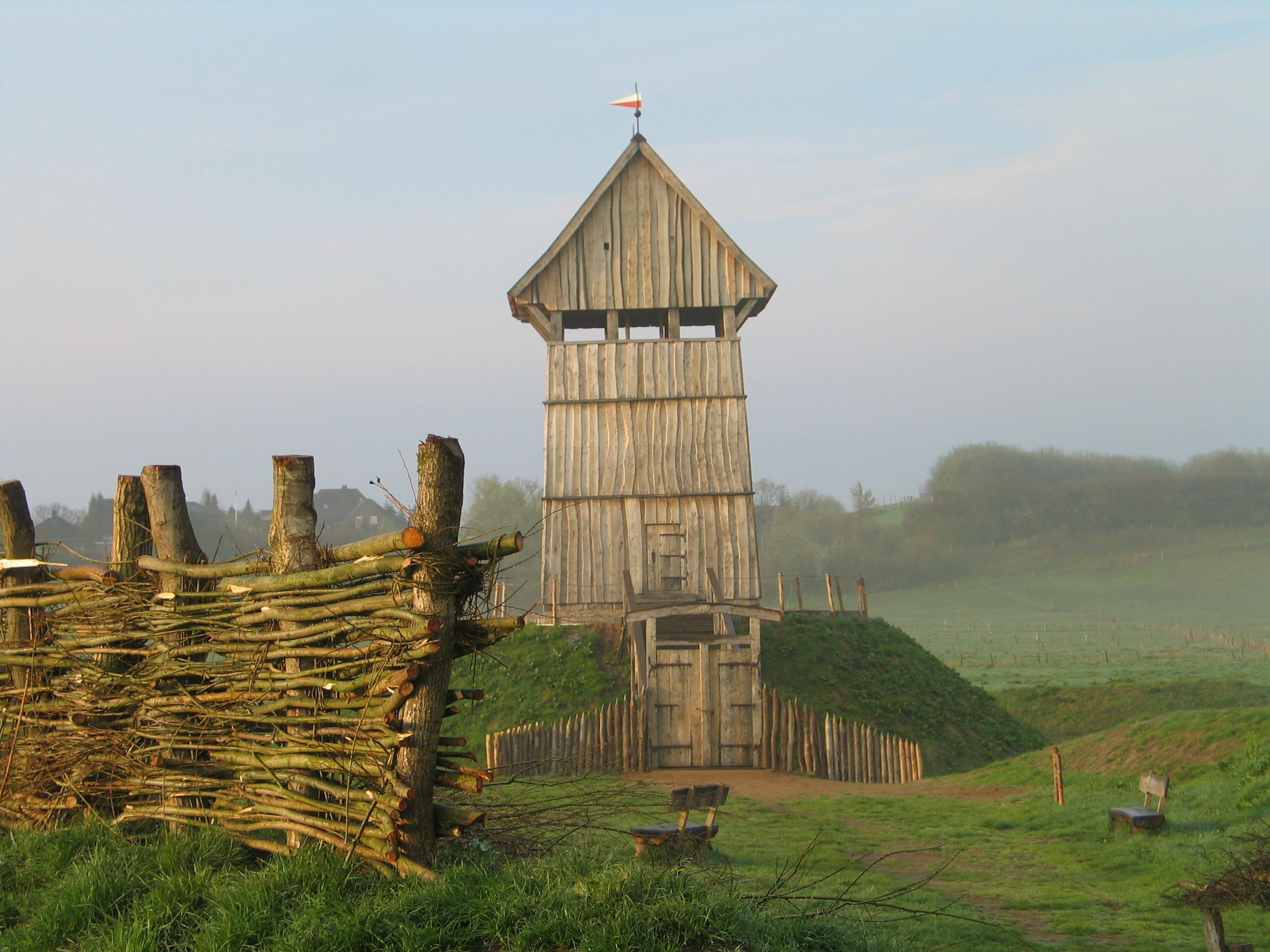
Rekonstruierte Turmhügelburg Lütjenburg
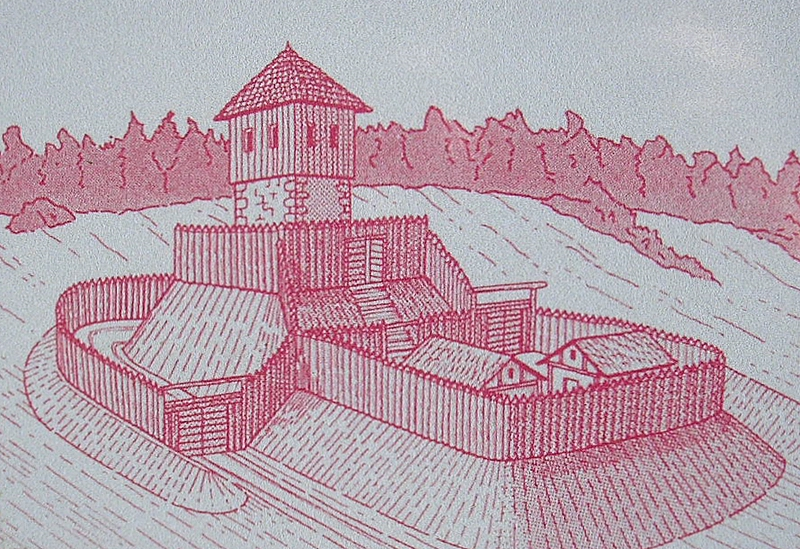
Rekonstruierter Aufbau am Burgstall Schlösslesberg
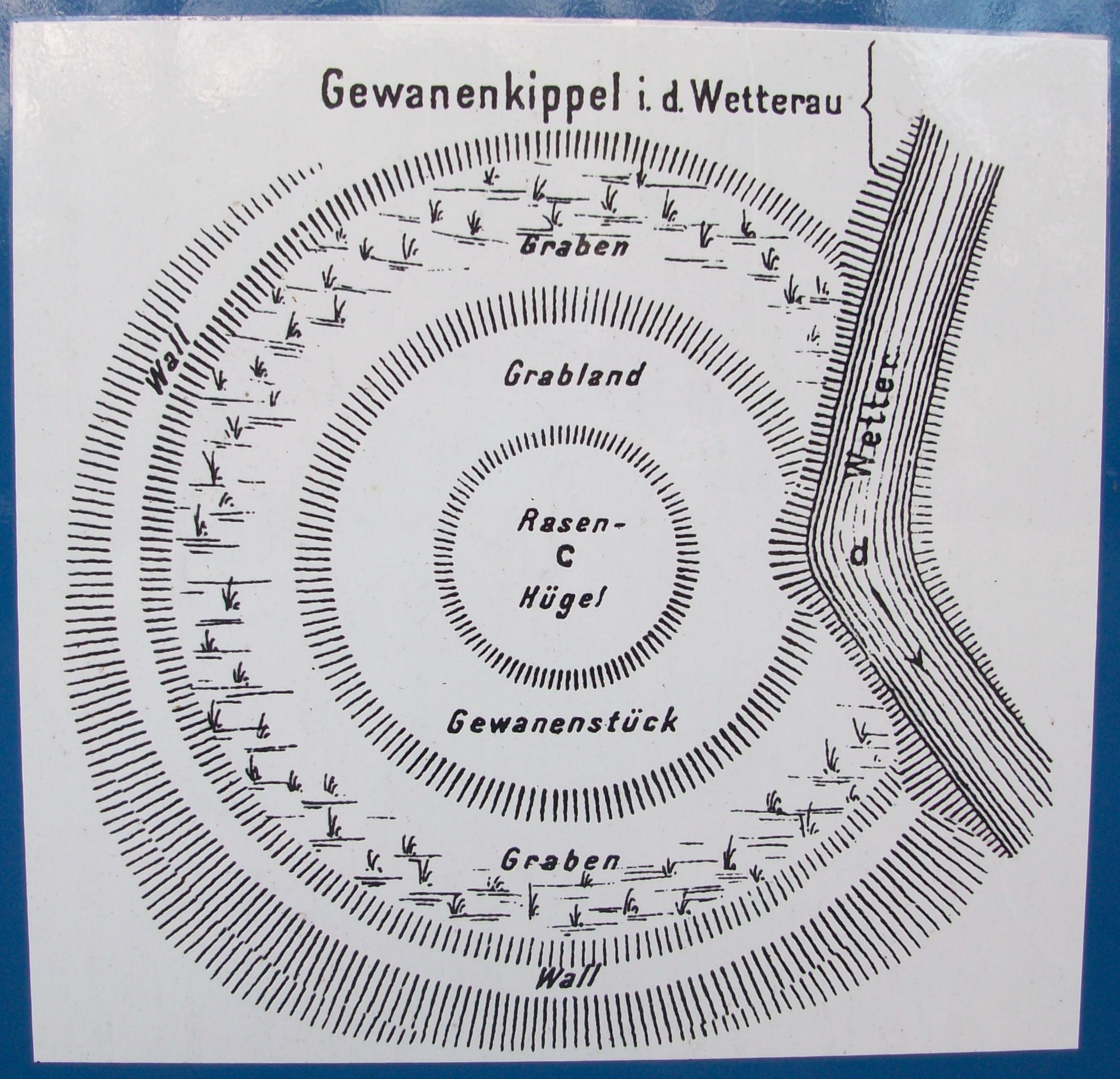
Struktur einer Motte nach Karl August von Cohausen am Beispiel des Gewanneküppel

## Baden-Württemberg

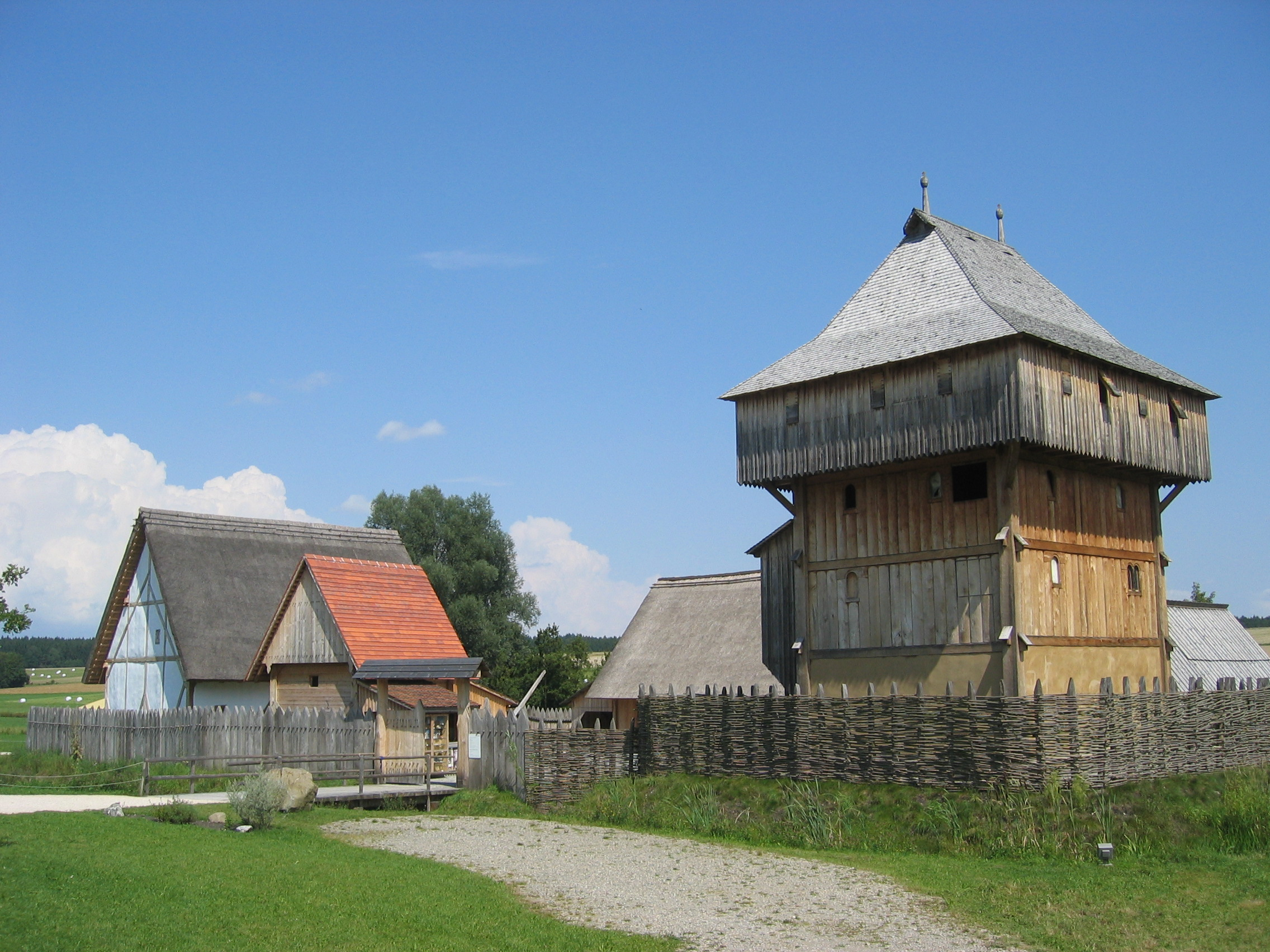
Rekonstruierte Bachritterburg Kanzach mit Wirtschaftshof
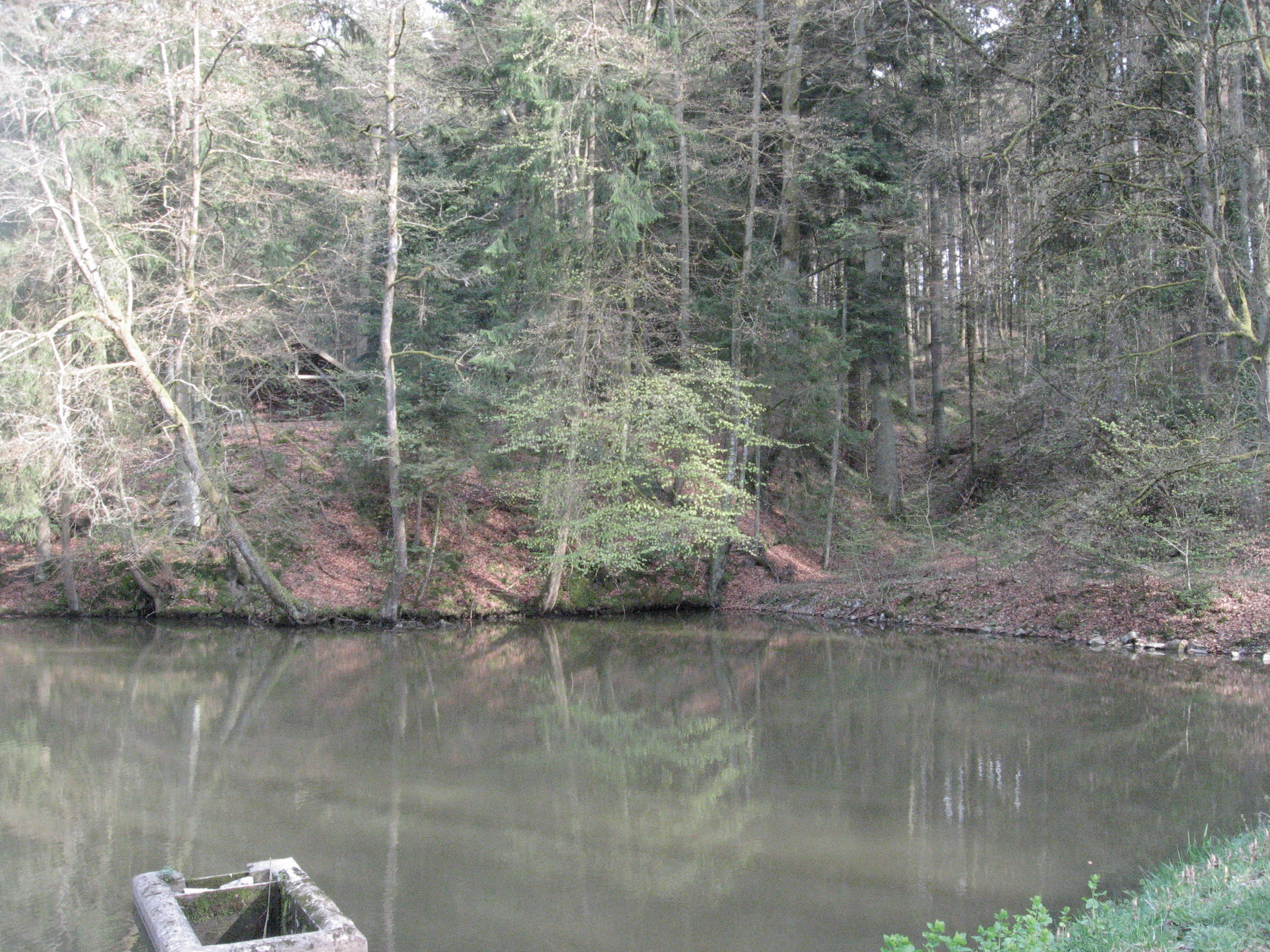
Burghügel bei den Schenkenseen mit westlichem Teil des inneren Grabens
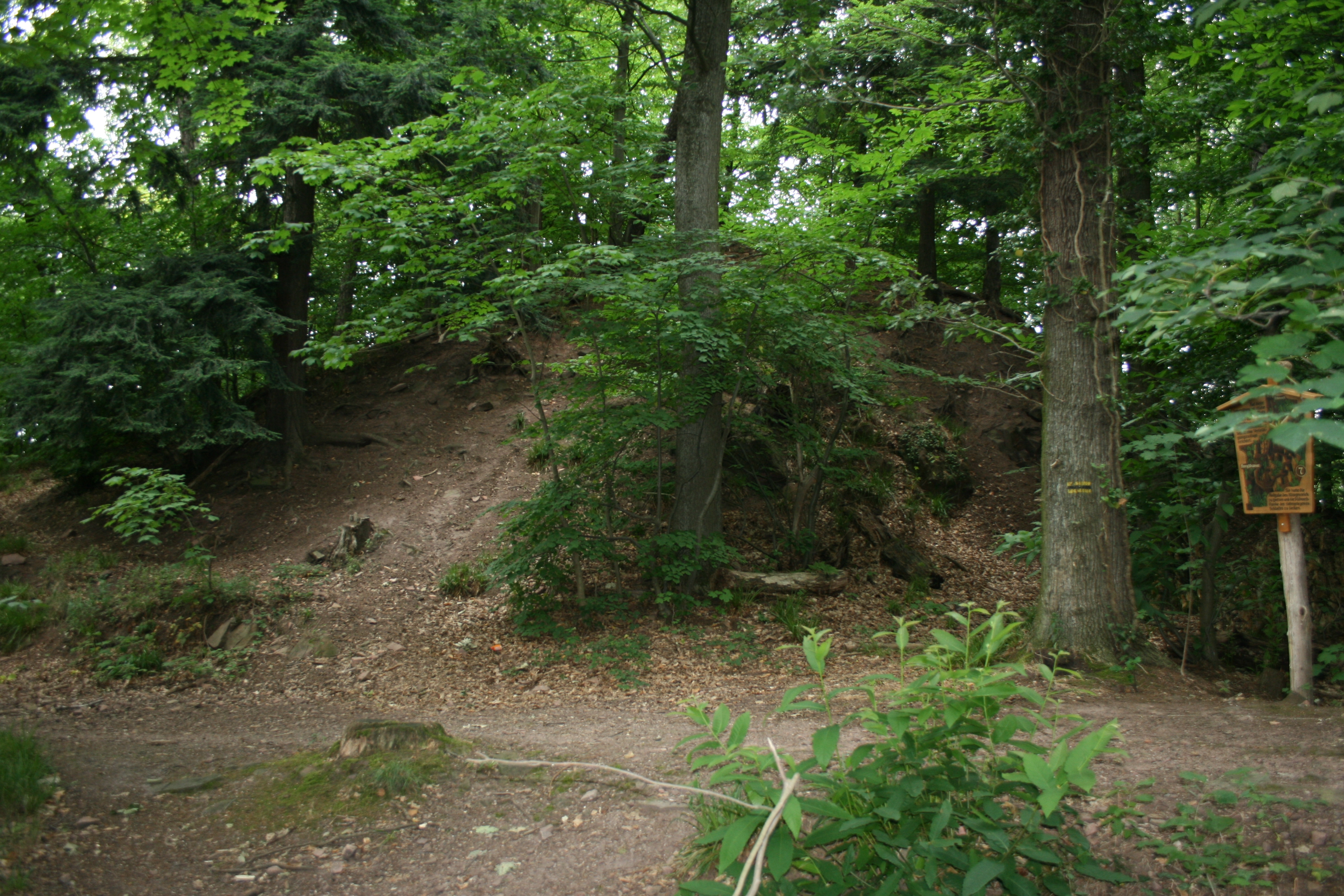
Der noch sichtbare Turmhügelrest der Burg zu Berge

- Baumburg (Burghügel, Graben) bei Herbertingen-Hundersingen
- Burgstock (Burghügel) bei Braunenweiler-Untereggatsweiler
- Burg Aasen (Burghügel) bei Donaueschingen-Aasen
- Burg Altkrenkingen (geringe Reste) bei Krenkingen
- Burgruine Altneufels (Mauerreste) nahe bei Neuenstein-Neufels, steht aber auf der Gemarkung der Stadt Niedernhall
- Burg Aufhofen (Reste) bei Stetten unter Holstein
- Bachritterburg Kanzach, (Rekonstruktion) bei Kanzach
- Burg Brie (abgegangen) in Stuttgart-Bad Cannstatt
- Burg bei Burg (Turmhügel) bei Kirchzarten-Burg
- Burg bei Burgweiler (Burghügel) bei Burgweiler
- Burgstall Burren (Fundamentreste, Graben) bei Wäschenbeuren
- Bürgle (bewaldeter Erdhügel) bei Scheer-Heudorf
- Burg Dietenberg (abgegangen) bei Rot an der Rot-Dietenberg
- Burg Dietenburg (Burghügelrest) bei Riedlingen
- Wasserburg Eschelbronn, ehemalige Turmhügelburg, Reste vorhanden, Eschelbronn
- Burg Flyhöhe (geringe Reste) bei Blaufelden
- Burg Gießen (erhalten) in Kressbronn am Bodensee-Gießen
- Burg Gründelbach (Burghügel) bei Vaihingen an der Enz-Gündelbach
- Wasserburg Grüningen (abgegangen) bei Riedlingen-Grüningen
- Burg Güggelsperg (abgegangen) bei Bonndorf im Schwarzwald
- Burg Gut-Krenkingen, (Burghügel, Grabenrest) bei Waldshut-Tiengen
- Burg Hengstfeld (abgegangen) bei Wallhausen-Hengstfeld
- Burg Herrentierbach (Graben) bei Blaufelden-Herrentierbach
- Burg Hohenhardt (erhalten: Hohenhardter Hof) bei Wiesloch
- Burg Kreuzberg (Burghügel, Graben) in Ummendorf
- Burg Leibertingen (Hügelrest) in Leibertingen
- Turmhügelburg Leinroden (erhalten) bei Abtsgmünd-Leinroden
- Burg Nordhausen (Burghügel) bei Nordhausen (Unterschneidheim)
- Ruine bei Oberreut (Erdhügel) in Karlsruhe-Oberreut
- Burg Oberried (Burghügel) bei Oberried (Breisgau)
- Burg Oberstetten (Hügelrest) bei Ochsenhausen
- Burg Obrigheim (geringe Reste) bei Obrigheim (Baden)
- Burg Oflings (erhaltene Turmburg) bei Wangen im Allgäu-Deuchelried
- Burgstall Onolzheim (Wall- und Grabenreste) bei Crailsheim-Onolzheim
- Wasserburg Ramsbach (abgegangen) bei Schwäbisch Hall-Ramsbach
- Burg Riedbach (Wall- und Grabenreste) bei Schrozberg-Riedbach
- Wasserburg Rohr (Burghügel, Graben) bei Stuttgart-Vaihingen-Rohr
- Burg Roßbürg (Wall- und Grabenreste) in Wallhausen-Roßbürg
- Burg zu Berge (Turmhügel sichtbar) in Heidelberg
- Burg Runstal entstand auf einer Motte im Wieselsbachtal 3 Kilometer südwestlich von Villingen-Schwenningen
- Burgstall bei den Schenkenseen (abgegangen) bei Frankenhardt-Markertshofen
- Burg Schlößlesbühl (Turmhügel) bei Aldingen
- Turmhügelburg Schorndorf, (geringer Turmhügelrest) in Schorndorf
- Schrozburg (Burghügel, Graben) in Schrozberg
- Burgrest Schwendi (abgegangen) bei Schwendi
- Turmhügelburg Schwaikheim in Schwaikheim (weitgehend abgetragen)
- Burg Stuben, vermutete Turmhügelburg (abgegangen) bei Altshausen-Stuben
- Turmhügel Tannenbuck, (Turmhügelrest) Rust
- Burgstelle Tiefenbach, (Burghügel, Wall, Graben) bei Dettingen unter Teck
- Wasserburg Untermünkheim (Burghügel und Gräben) bei Untermünkheim
- Tiefburg Vörstetten (Burghügel und Gräben auf Luftbildern noch erkennbar) in Vörstetten
- Burg Weidenstetten (Burghügelrest) in Weidenstetten
- Turmhügel Weiher, (Turmhügel, Grabenreste) Ubstadt-Weiher
- Burg Wernau (abgegangen) bei Erbach-Weiler
- Burg Wigoldesberg, (Mottenplateau, Gräben, Wälle) bei Eichelberg
- Burg Wolkenstein (Burghügel, Grabenrest) bei Sulzbach-Laufen-Altschmiedelfeld
- Burg Zillenhart (Burghügel, Gräben, Wälle) bei Göppingen

## Bayern

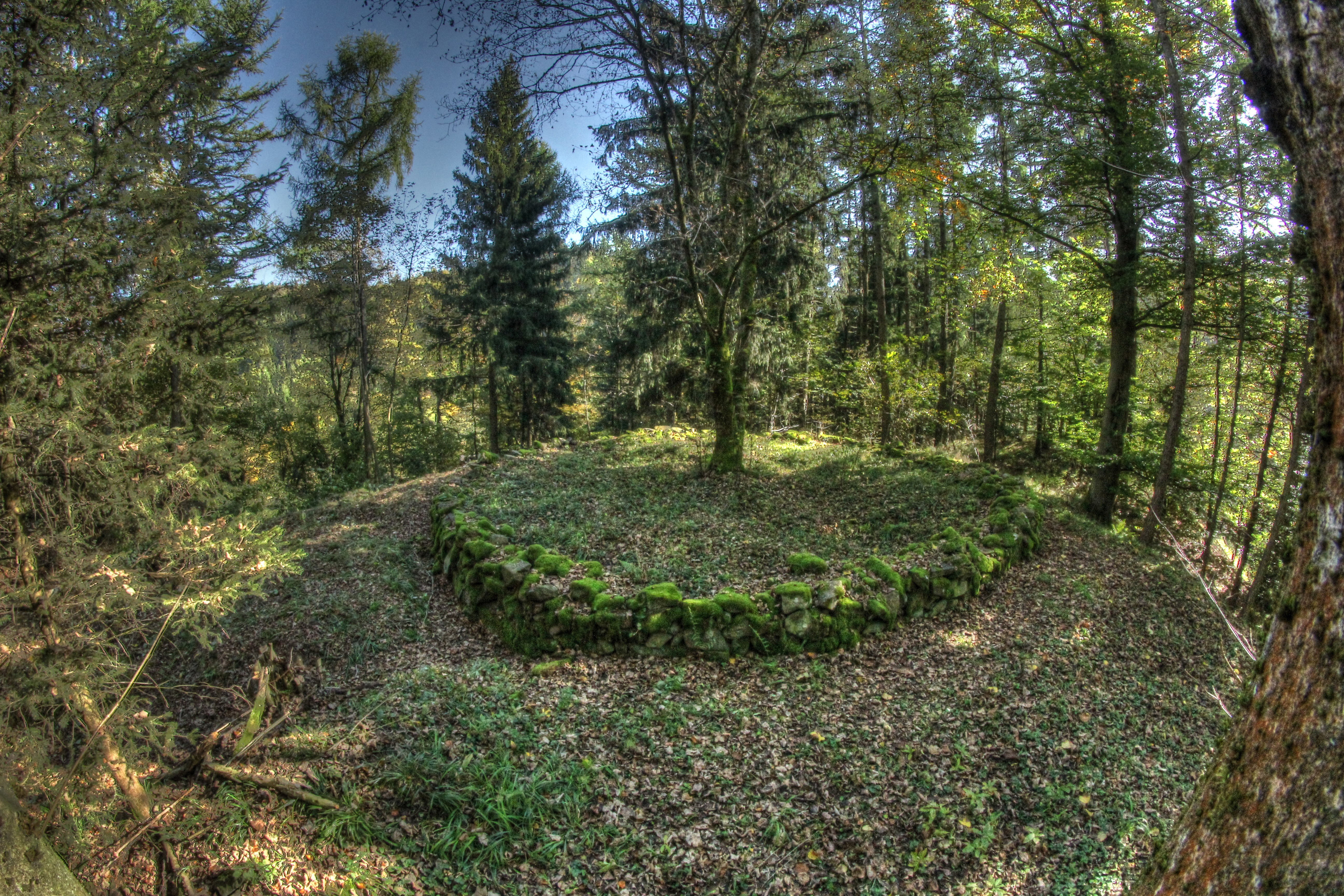
Turmburg Alt-Berneck
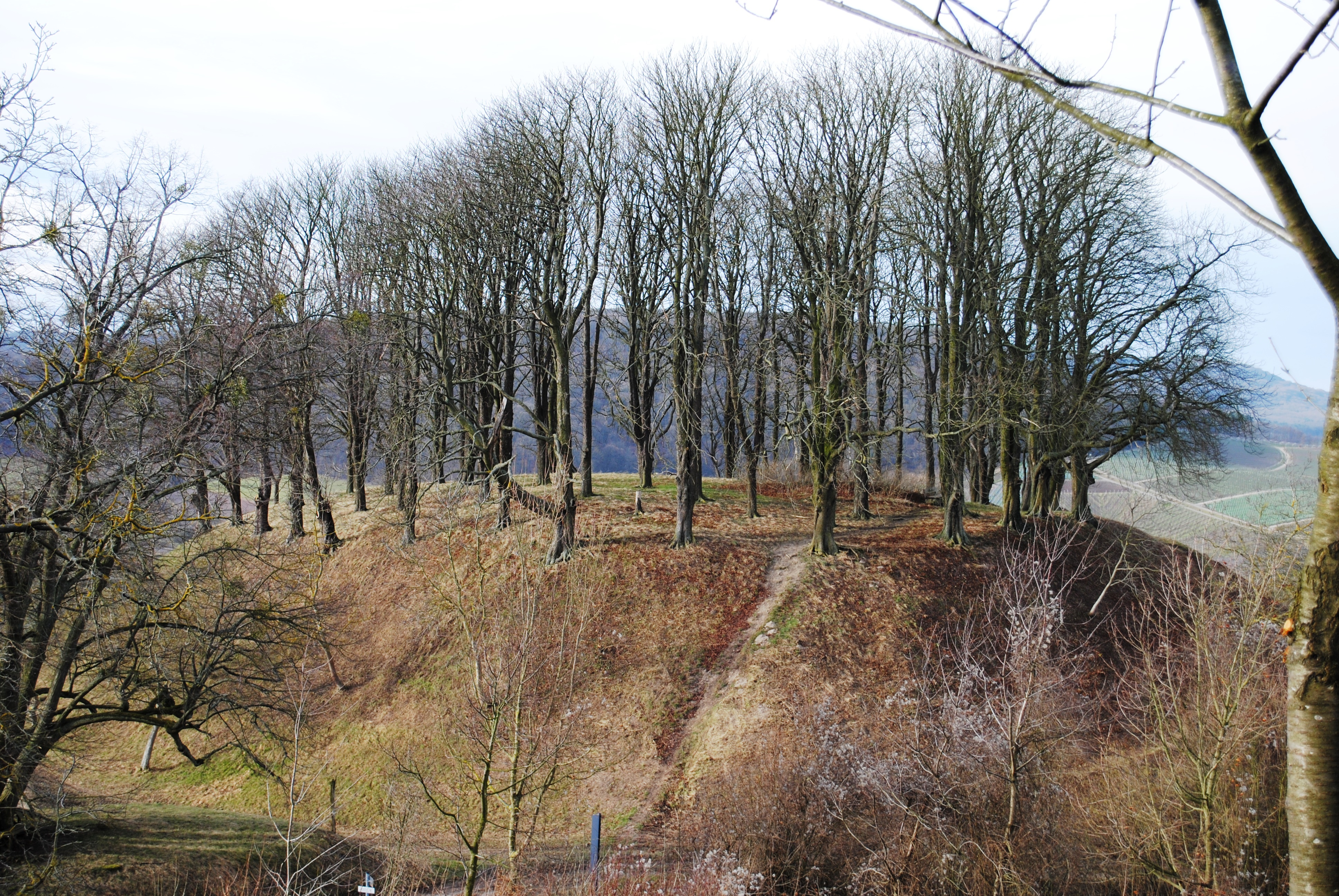
Turmhügel Altcastell
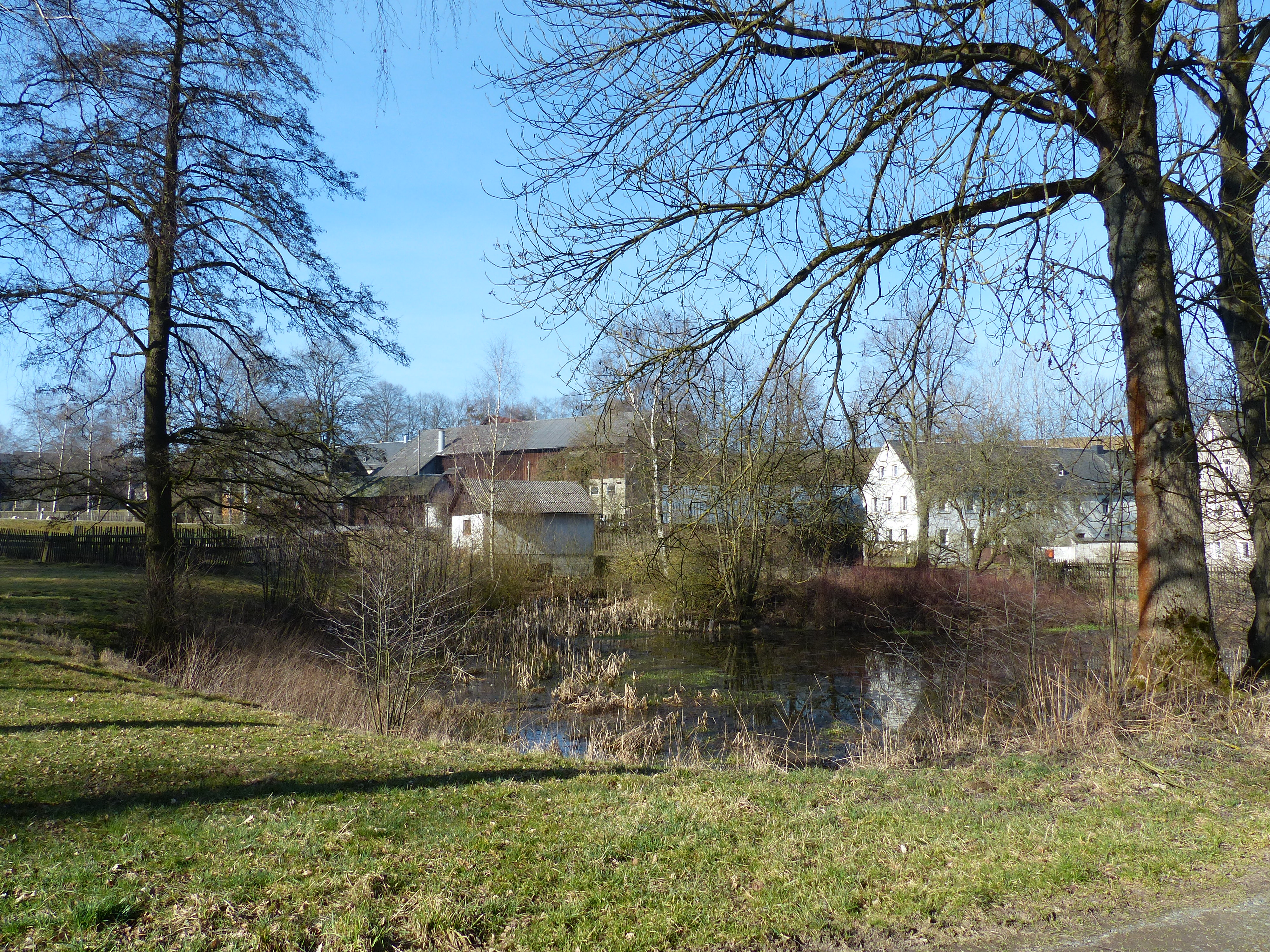
Turmhügel Altes Schloss, heutige Ansicht des Geländes
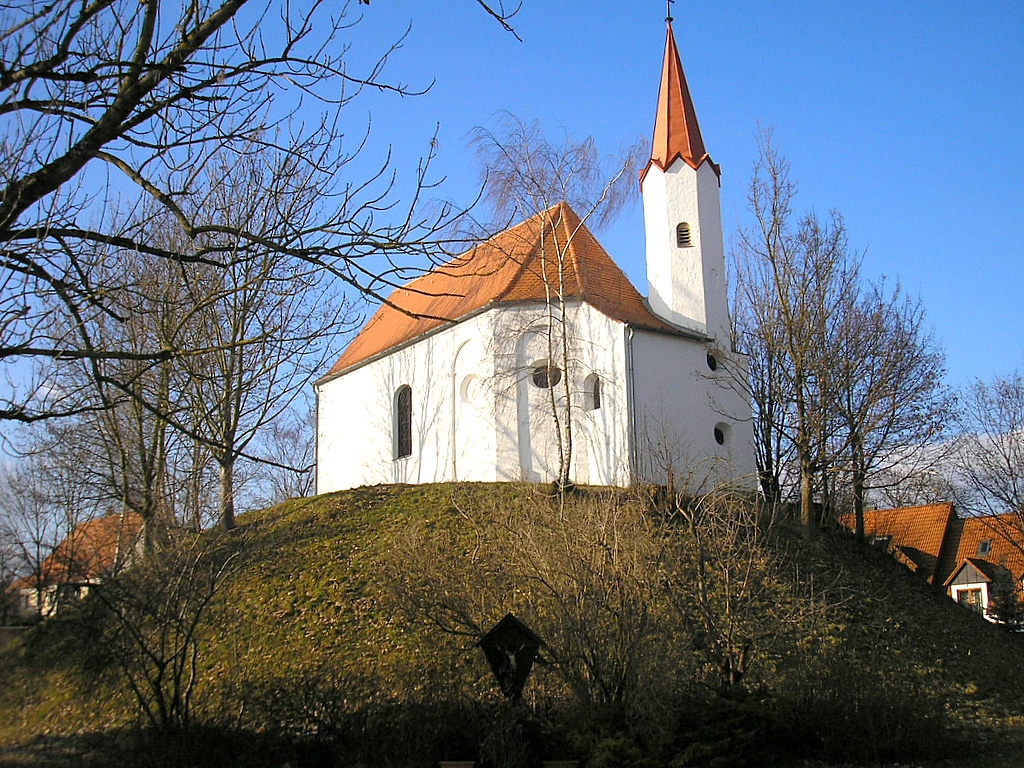
Burgstall Althegnenberg
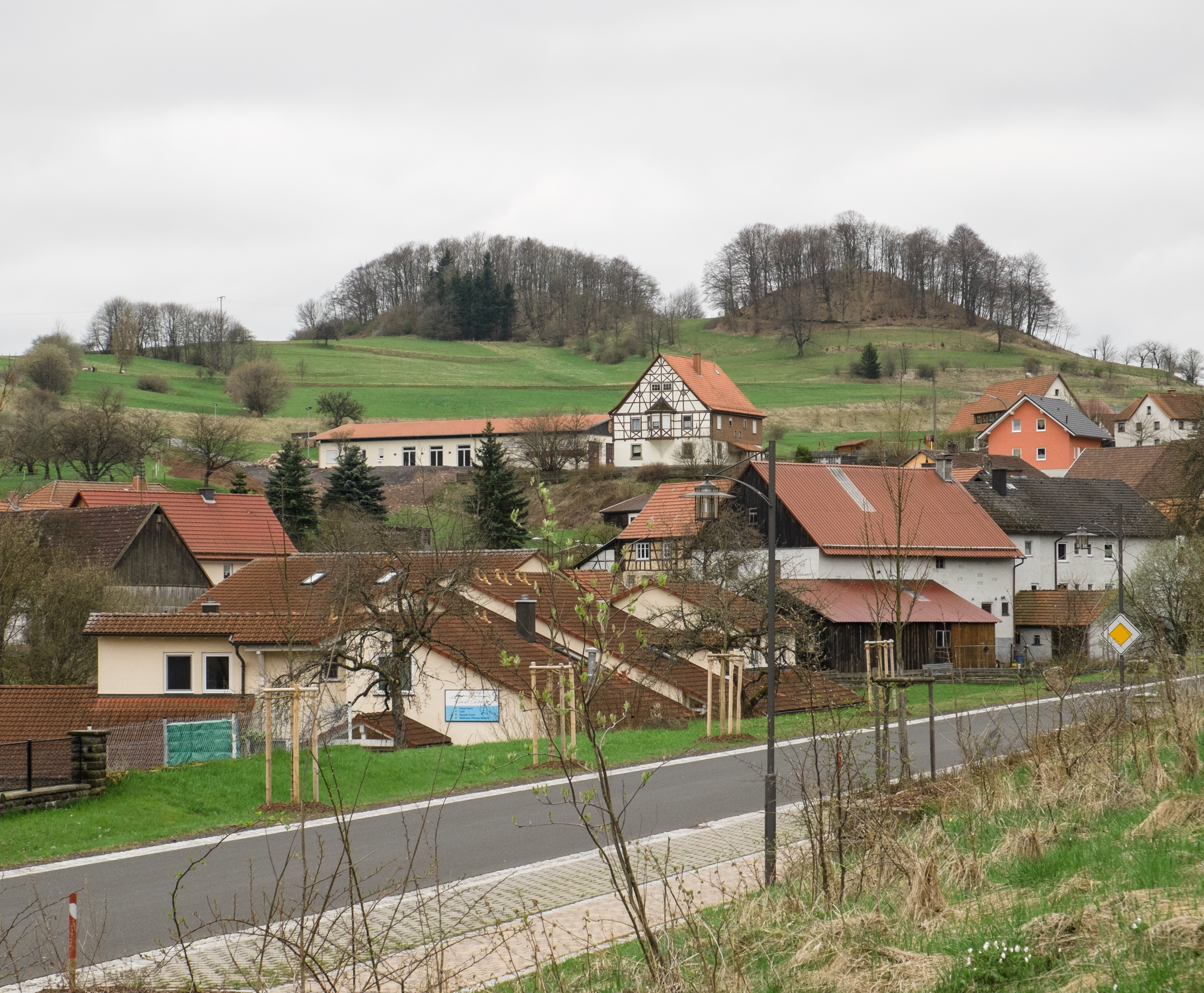
Doppelturmhügel Oberweißenbrunn
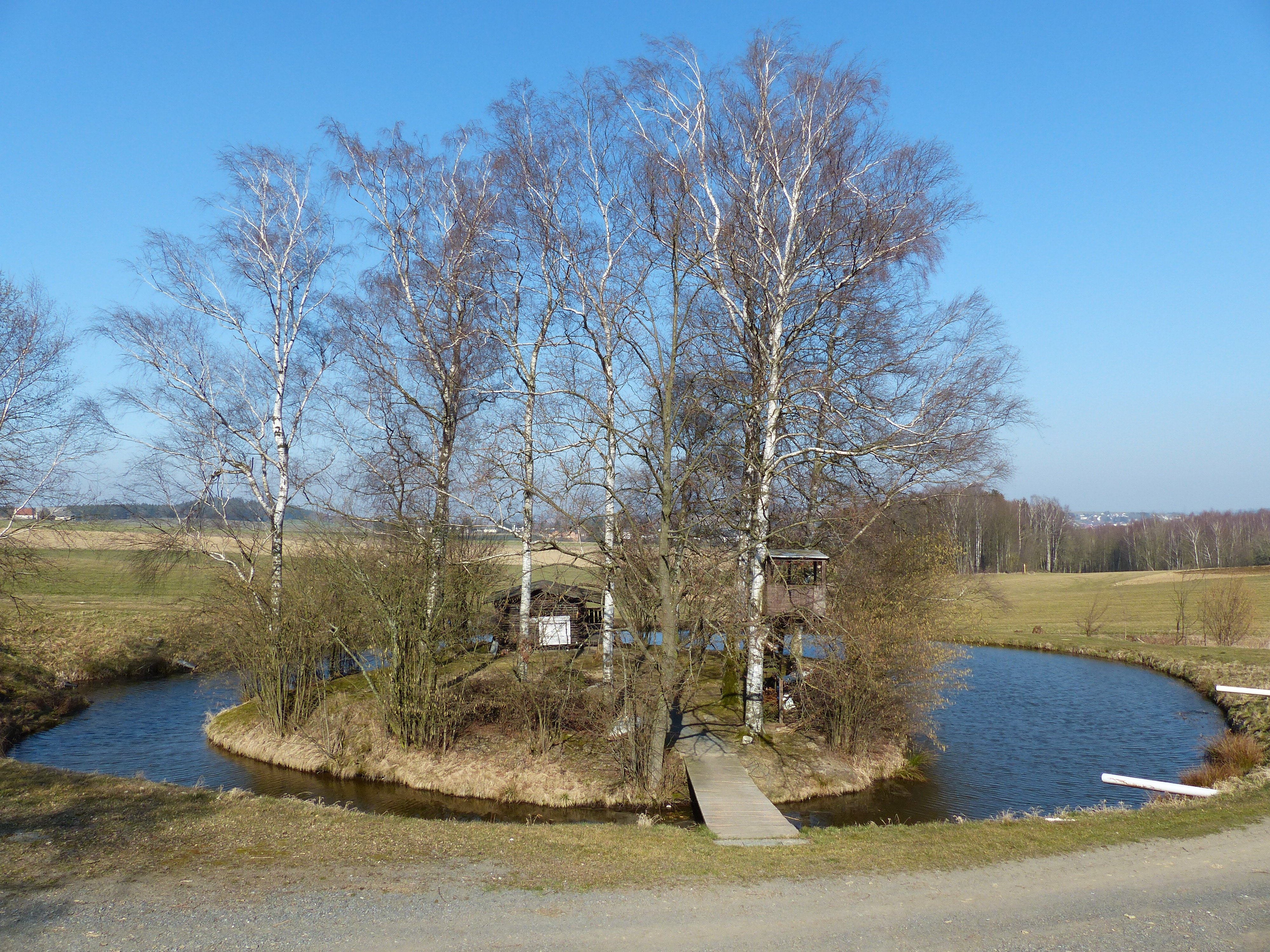
Turmhügelburg Autengrün
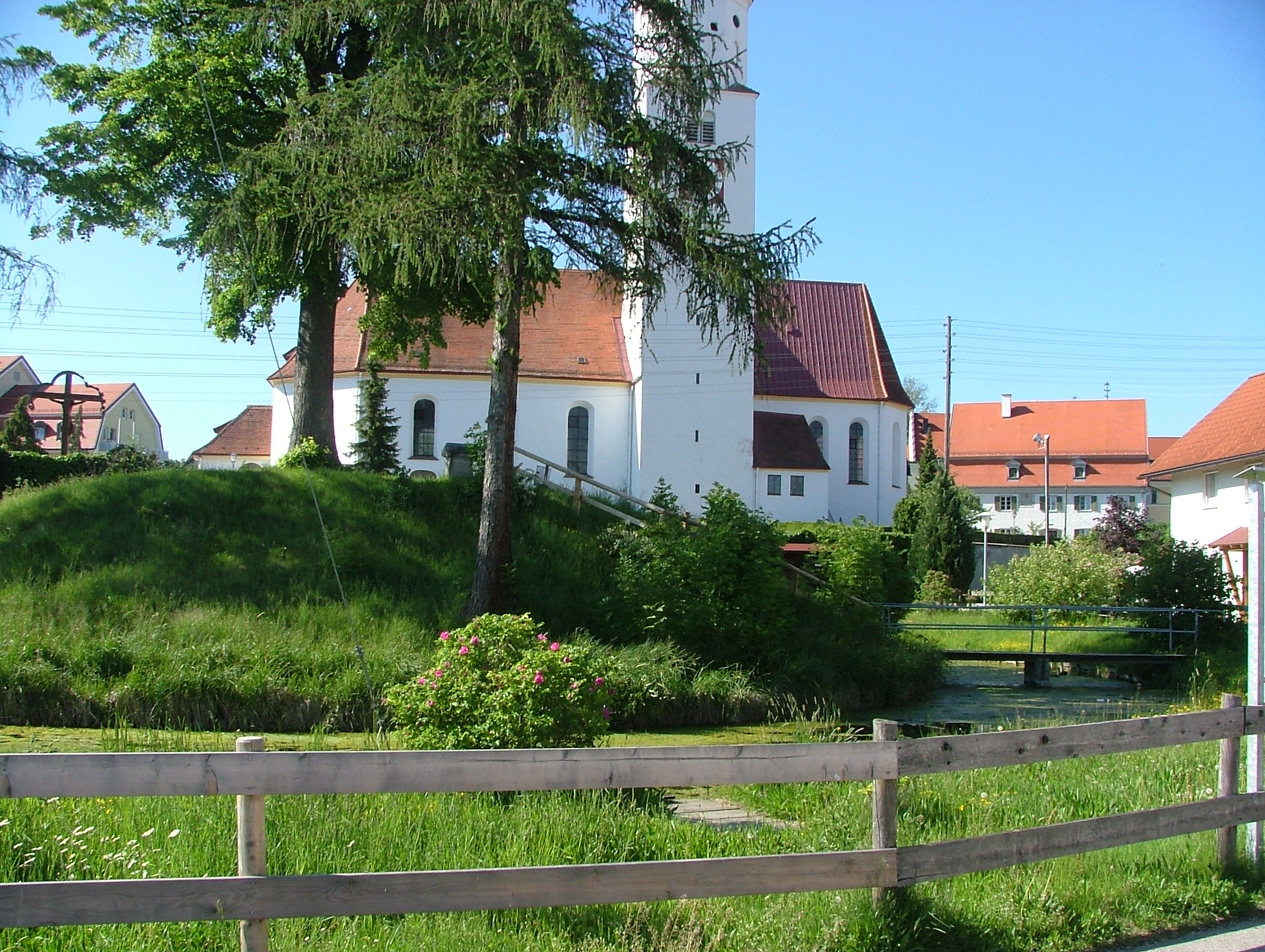
Burg Dietmannsried
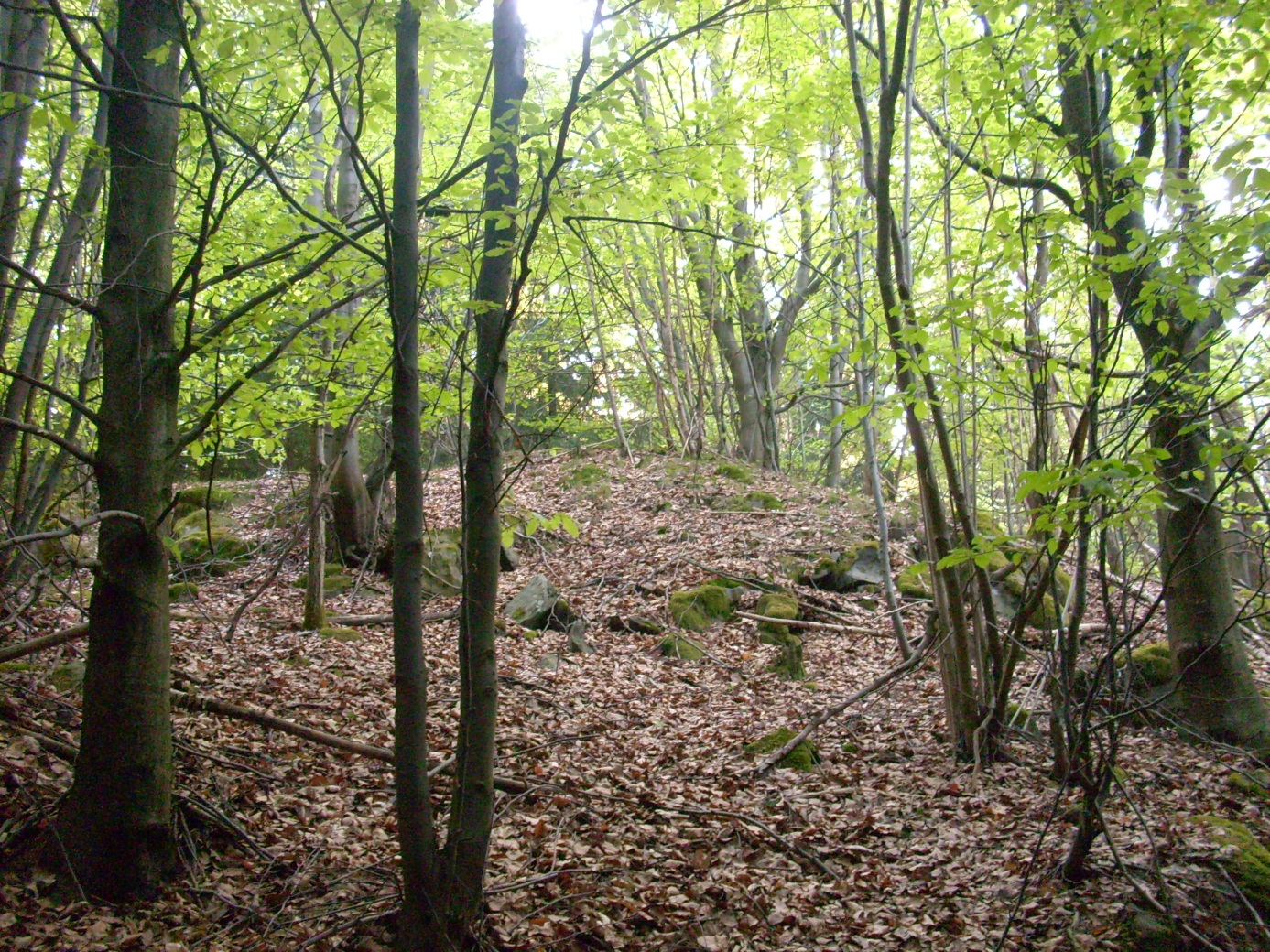
Motte Haidenschloss
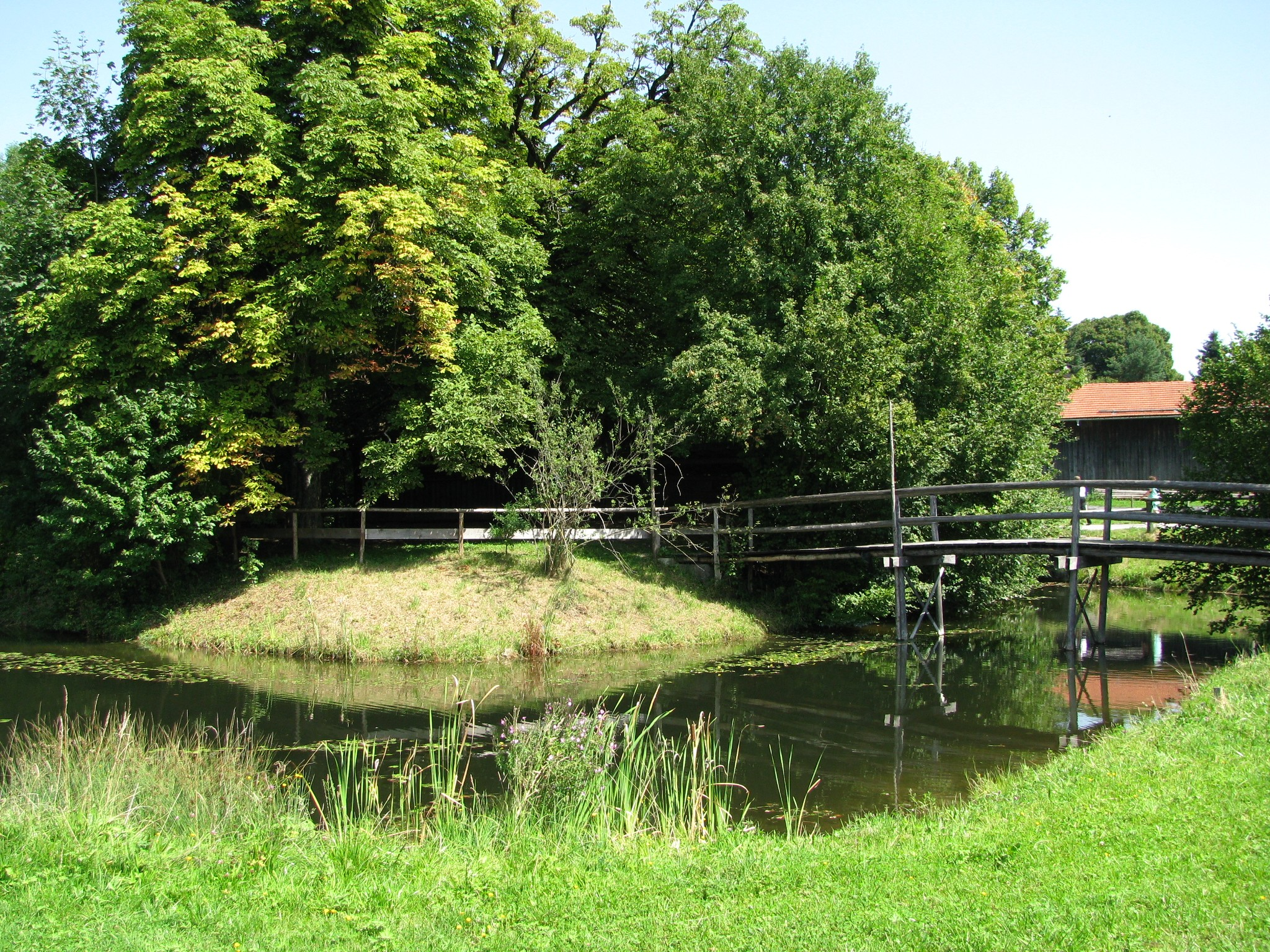
Turmhügel Hechenberg
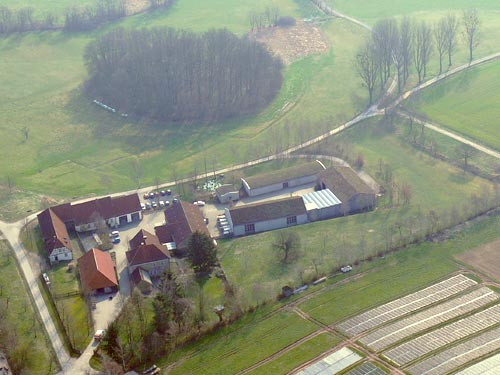
Turmhügel Kapellenberg
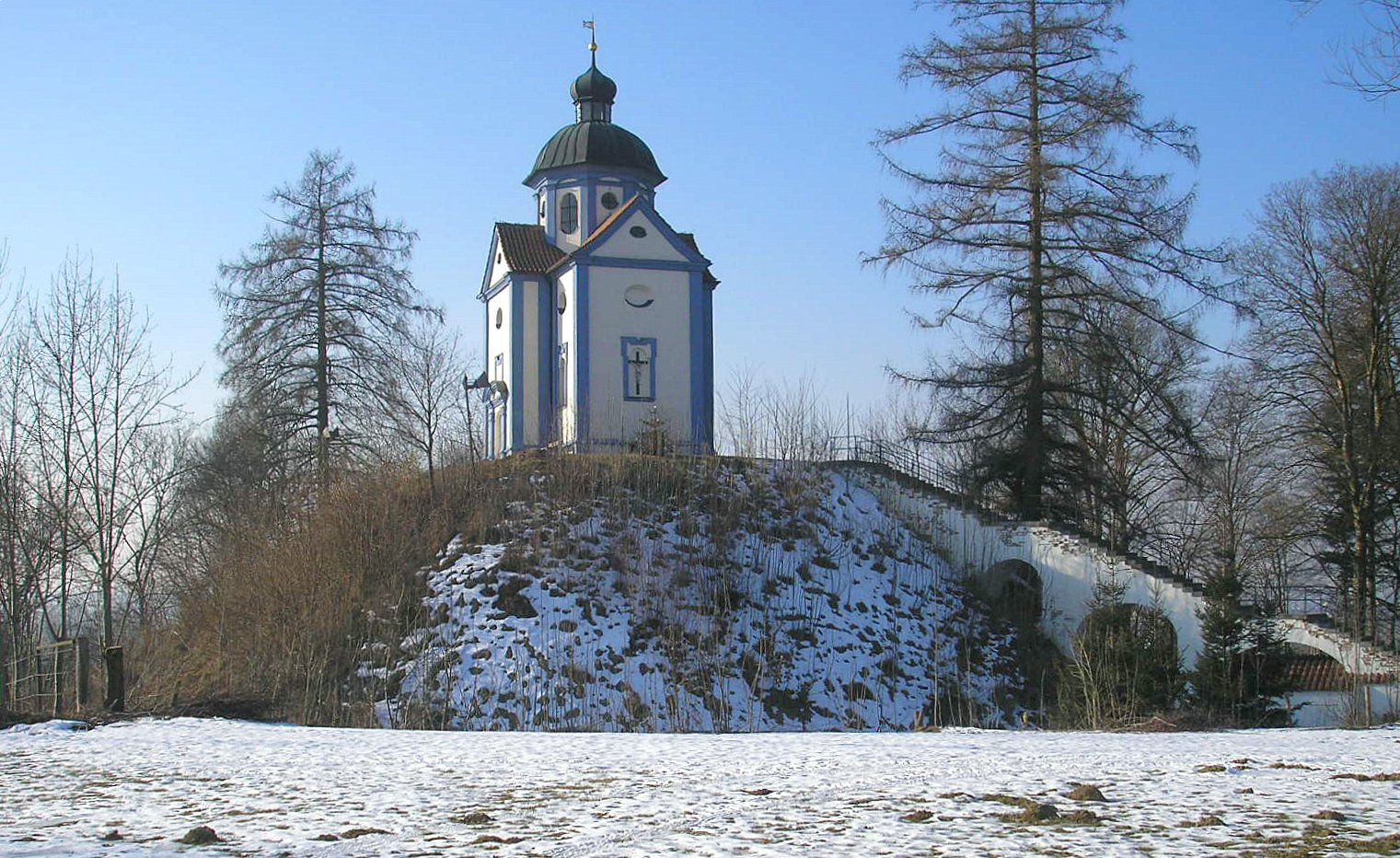
Burgstall Kissing
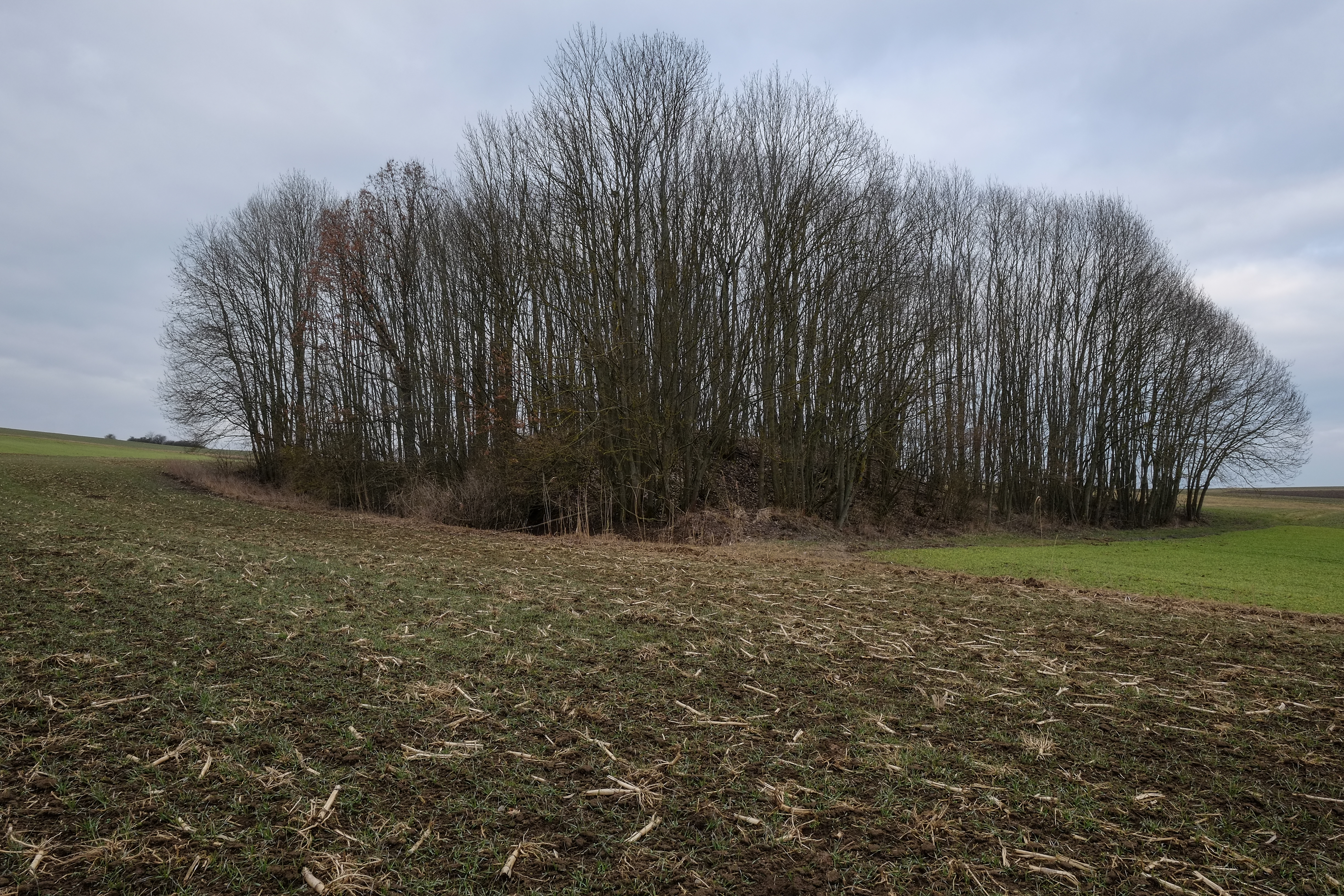
Turmhügel Rappershausen
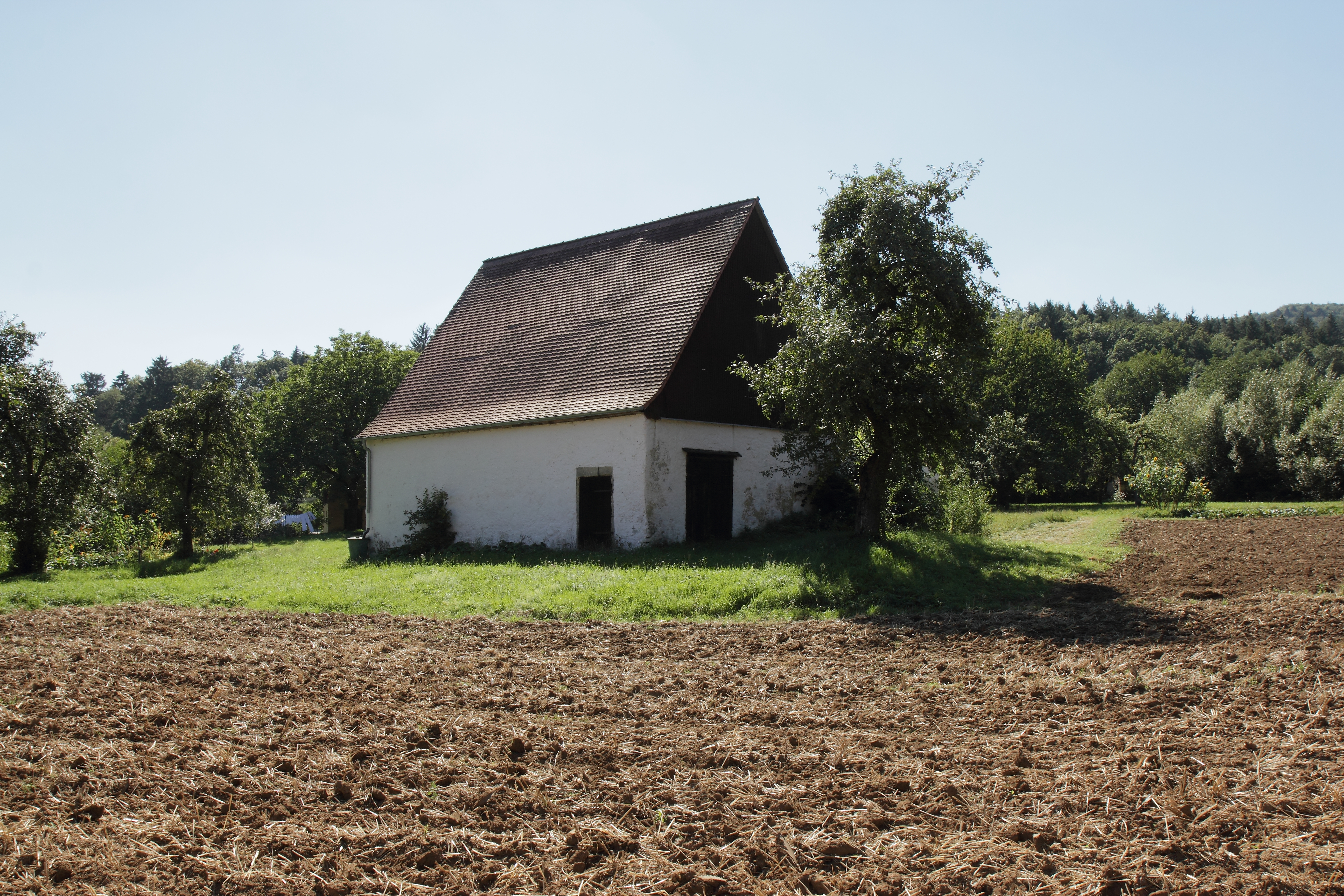
Turmhügel Rüssenbach
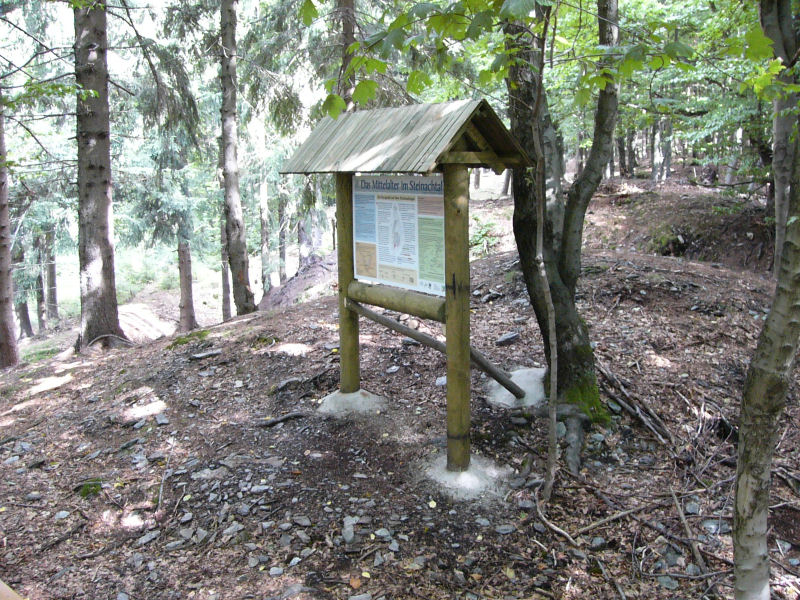
Burgstall Schlosshügel
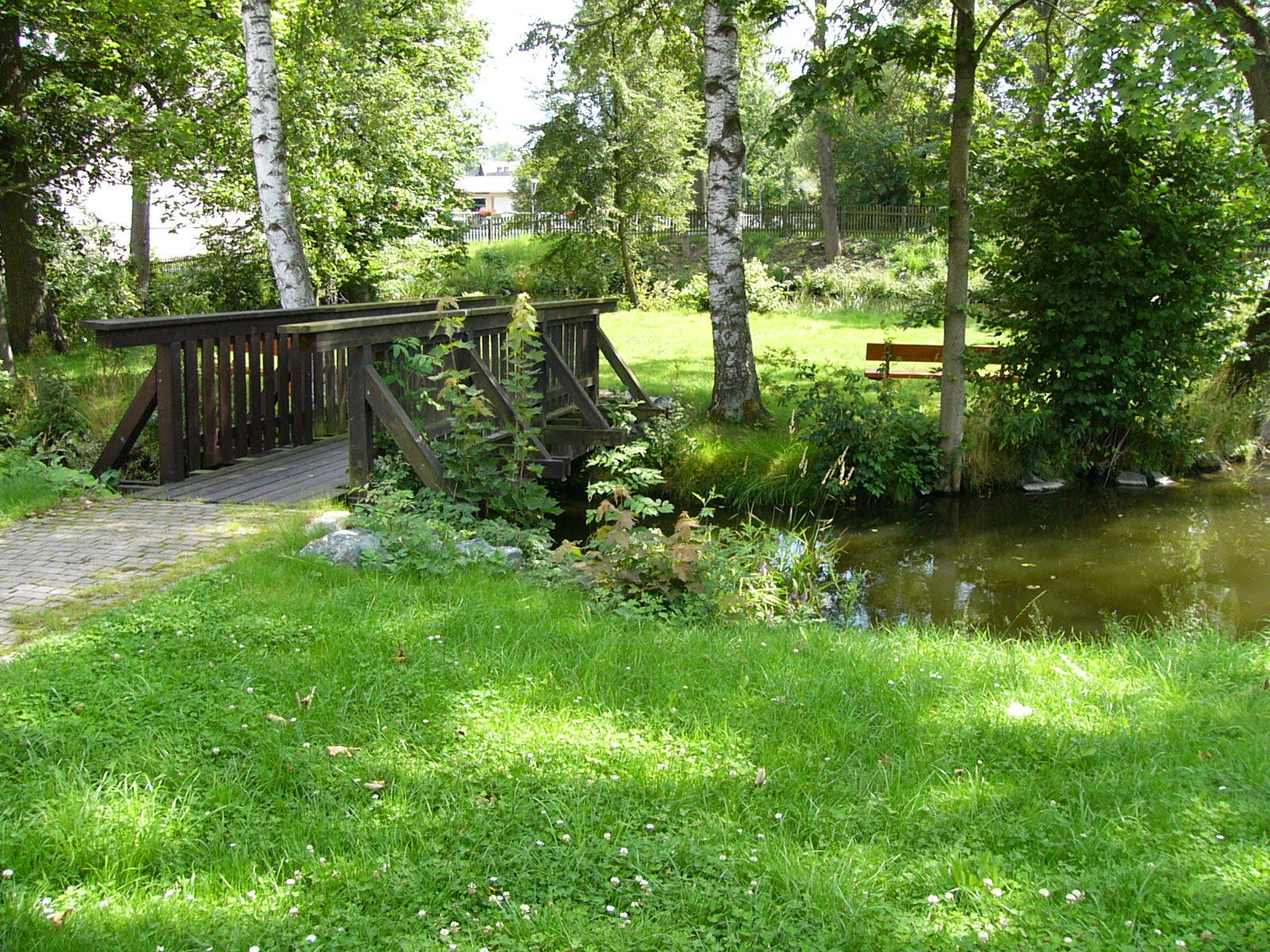
Turmhügelburg Tauperlitz

- Turmhügel Abraham (Wall- und Grabenreste) bei Obersüßbach-Abraham
- Burgstall Adelsdorf (abgegangen) bei Neuhof an der Zenn-Adelsdorf
- Burgstall Adelzhausen (geringe Reste) in Adelzhausen
- Turmhügel Adlitz (verbaute Reste) bei Ahorntal-Adlitz
- Turmhügel Aignhof (Turmhügel) bei Rimbach-Aignhof
- Turmhügel Aiterbach (Turmhügel) bei Allershausen-Aiterbach
- Turmhügel Albaching (Turmhügel im Weiher) bei Albaching
- Turmhügel Alladorf (Turmhügel, Graben, Wall) bei Thurnau-Alladorf
- Turmhügel Altcastell (Turmhügel erhalten) bei Castell
- Turmhügel Alteburg (abgegangen) bei Röttingen
- Turmhügel Altenburg (Turmhügel) bei Sulzfeld (im Grabfeld)
- Turmhügel Altencreußen (Grabenreste) bei Prebitz-Altencreußen
- Burgstall Altenspeckfeld (Turmhügel) in Markt Bibart-Altenspeckfeld
- Turmhügel Alter Schlossberg (Turmhügel) bei Kronach-Kathragrub
- Turmhügel Altes Schloss (Turmhügel, Wall) bei Lehrberg-Berndorf
- Turmhügel Altes Schloss (Turmhügel, Ringgraben) bei Gangkofen-Satzing
- Turmhügel Altes Schloss (abgegangen) bei Stockheim-Haßlach
- Turmhügel Altes Schloss (abgegangen) in Schwarzenbach an der Saale-Stobersreuth
- Turmhügel Altessing (Mauerreste) bei Altessing
- Alte Veste (Ruine, wieder aufgebauter Turm) bei Zirndorf
- Burgstall Althegnenberg (Burghügel) bei Althegnenberg
- Turmhügel Am Schanzl (abgegangen) in Amberg
- Turmhügel im Welschenholz (Turmhügel, Randwall) bei Abensberg
- Turmhügel Andermannsdorf (abgegangen) bei Hohenthann-Andermannsdorf
- Burg Arberg (Baufragmente, Mauerreste) in Arberg
- Burgstall Aubing (Turmhügel, Wall- und Grabenrest) bei München-Aubing
- Turmhügel Aunkofen (erhalten) in Abensberg-Aunkofen
- Turmhügelburg Autengrün (Insel mit Wassergraben) bei Autengrün
- Turmhügel Bach (überbaut) bei Dieterskirchen-Bach
- Burgstall Bachern (Graben, Turmhügel) bei Friedberg-Bachern
- Turmhügel Badberg (Turmhügel) bei Lengdorf-Badberg
- Burgstall Bäckerberg (abgegangen) bei Adelzhausen
- Turmhügel Beerbach (Turmhügel eingeebnet) in Lauf an der Pegnitz-Beerbach
- Burg Berghausen (Turmhügel überbaut) in Aiglsbach-Berghausen
- Burgstall Bergnerzell (Turmhügel) bei Feuchtwangen-Bergnerzell
- Burg Birkenfels (Mauerreste, Kellergewölbe) in Flachslanden-Birkenfels
- Turmhügel Birkensee (Turmhügel, Wall und Graben) bei Offenhausen-Birkensee
- Burgstall Braunsbach (abgegangen) in Fürth-Braunsbach
- Turmhügel Bruckhof (abgegangen) in Mengkofen-Bruckhof
- Burg Burghausen (Wall- und Grabenreste) in Windelsbach-Burghausen
- Burgstall bei Burgstall (abgegangen) bei Langdorf-Burgstall
- Turmhügel Der Turm (Turmhügel) bei Hohenburg-Berghausen
- Burgstall Burgweisach (abgegangen) in Vestenbergsgreuth-Burgweisach
- Turmhügel Buttendorf (Wall- und Grabenreste) in Roßtal-Buttendorf
- Turmhügel Beim Schlossbauern (abgegangen) bei Mistelgau
- Turmhügel Beim Kistlerbauern (Burghügelrest) bei Weyarn-Großpienzenau
- Burgstall Bobingen (abgegangen) bei Bobingen
- Burgstall Bruderhof (Wallreste) bei Scherstetten-Bruderhof
- Turmhügel Burglesau (abgegangen) bei Scheßlitz-Burglesau
- Turmhügel Burgrasen (abgegangen) bei Neustadt bei Coburg-Plesten
- Turmhügel Burgstaffel (Halsgraben, Wallreste) bei Hauzenberg-Eitzingerreut
- Turmhügel Burgstall (Turmhügel, Ringgraben) bei Pfarrkirchen-Degernbach
- Turmhügel Burgstall (verebnet) in Bodenmais-Burgstall
- Turmhügel Burgstall (Turmhügel- und Ringgrabenreste) bei Eging am See-Burgstall
- Burgstall Burk (Burghügel, Wall- und Grabenrest) in Seeg-Burk
- Turmhügel Burk (abgegangen) bei Forchheim-Burk
- Burgstall Buschel (Turmhügel, Wälle, Gräben) bei Treuchtlingen
- Burgstall Buschelberg (abgegangen) bei Laugna-Bocksberg
- Turmhügel Das Pürgel (Wall- und Grabenreste) in Reisbach–Untergünzkofen
- Turmhügel Dickersbronn (Turmhügel) bei Schopfloch-Dickersbronn
- Burgstall Dicklburg (Turmhügel, Grabenreste) bei Herrieden-Seebronn
- Turmhügel Die Bastei (überbaut) bei Weißenbrunn
- Turmhügel Diemannskirchen (Turmhügel) bei Geisenhausen
- Turmhügel Diepling (geringe Reste) bei Tittmoning-Diepling
- Burg Dietmannsried (Turmhügel und Ringgraben) in Dietmannsried
- Burg Dobeneck (abgegangen) bei Rehau-Dobeneck
- Burg Dobl (Grabenrest) bei Rotthalmünster-Dobl
- Turmhügel Döttenberg (Burgkegel und Graben überbaut) bei Arnstorf-Döttenberg
- Burgstall Dornstadt (Burghügel) in Auhausen-Dornstadt
- Burg Dünzelbach (abgegangen) in Moorenweis-Dünzelbach
- Burgstall im Dürnbucher Forst II (Wall- und Grabenreste) bei Dürnbucher Forst-Umbertshausen
- Burgstall Ebermannstadt (Turmhügel und Wälle) bei Ebermannstadt
- Burg Ebertshausen (Turmhügel, Grundmauern) bei Gmund am Tegernsee
- Turmhügel Edeldorf (überbaut) bei Theisseil-Edeldorf
- Turmhügel Egelsee (abgegangen) bei Lauf an der Pegnitz-Egelsee
- Turmhügel Egensbach (abgegangen) in Offenhausen-Egensbach
- Turmhügel Eiselstorf (Burgkegel und Graben überbaut) bei Arnstorf-Eiselstorf
- Turmhügel Eisenwind (abgegangen) in Rugendorf-Eisenwind
- Burgstall Einsiedelbuckel (drei Turmhügel) bei Malching
- Burgstall Elsenfeld (abgegangen) in Elsenfeld
- Turmhügelburg in Enheim bei Martinsheim
- Burgstall Emetzheim (Turmhügelrest) bei Weißenburg-Emetzheim
- Turmhügel Emtmannsberg (geringer Rest) bei Emtmannsberg
- Turmhügel Endsee (Turmhügelrest) bei Steinsfeld-Endsee
- Turmhügel Engleshof (Turmhügel, Wall und Graben) bei Pirk-Engleshof
- Turmhügel Engkofen (Wall- und Grabenreste) bei Aham-Engkofen
- Burgstall Erkenbrechtshofen (abgegangen) in Bad Windsheim-Erkenbrechtshofen
- Veste Erlangen (Brunnenrest) in Erlangen
- Burg Erlbach (Turmhügel verebnet) in Neusitz-Erlbach
- Burg Esbach (Turmhügel verebnet) bei Feuchtwangen-Esbach
- Turmhügel Eschenau (Turmhügel) bei Pittenhart-Eschenau
- Burgstall Eurasburg (Turmhügel) bei Eurasburg
- Turmhügel Exenbach (Turmhügel, Ringgraben) in Arnbruck-Exenbach
- Turmhügel Eyb (Turmhügel) bei Ansbach-Eyb
- Turmhügel Fahring (abgegangen) bei Baierbach-Fahring
- Turmhügel Feldkirchen (abgegangen) bei Feldkirchen-Westerham
- Turmhügel Fellerer Berg (abgegangen) bei Frasdorf-Ebnat
- Turmhügel Fisching (Turmhügel, Grabenreste) bei Taching am See-Fisching
- Burg Flüglingen (abgegangen) bei Weißenburg in Bayern
- Burgstall Foerles-Neudürrlas (geringe Reste) bei Thierstein (Fichtelgebirge)
- Turmhügel Frauenroth „Castrum Burkardrode“ (Turmhügel) bei Burkardroth-Frauenroth
- Turmhügel Freinberg (Grabenreste) in Marklkofen-Freinberg
- Abgegangene Turmhügelburg Gabelbach (Erdwerke) bei Zusmarshausen-Gabelbach
- Turmhügel Gebersdorf (Mottenhügel, Schlossreste) Thalmässing-Gebersdorf
- Motte Gefrees-Bühl (Burghügel) bei Gefrees
- Abgegangene Turmhügelburg Geldhügel bei Hassfurt
- Burg Gelting Lusthaus (abgegangen) in Pliening-Gelting
- Burgruine Gensberg (Mauer- und Grabenreste) bei Großmehring-Kleinmehring
- Turmhügel Geratskirchen (überbaut) bei Geratskirchen
- Turmhügel Gessenhausen (Wall- und Grabenrest) bei Taching am See
- Turmhügel Gestungshausen (abgegangen) in Sonnefeld-Gestungshausen
- Turmhügel Gingkofen (überbaut) in Geiselhöring-Gingkofen
- Turmhügel Göttersdorf (Eingeebnet) in Osterhofen–Göttersdorf
- Grabhügel bei Weihersmühle (Grabhügel) bei Weismain-Weihersmühle
- Burgstall Grafenhaun (überbaut) bei Hohenthann–Geratspoint
- Burgstall Gräfenbuch (Turmhügel, Graben) bei Lehrberg-Gräfenbuch
- Turmhügel Greißing (überbaut, Grabenreste) bei Geiselhöring–Greißing
- Turmhügel Grögling (Turmhügel erhalten) bei Dietfurt an der Altmühl-Grögling
- Turmhügel Großköllnbach (Wall- und Grabenreste) in Großköllnbach
- Burgstall Großwendern (Wall- und Grabreste) bei Marktleuthen-Großwendern
- Turmhügel Grubach (Turmhügel) bei Berching-Grubach
- Turmhügel Grünbach (Turmhügel) in Reisbach-Grünbach
- Turmhügel Günzenhausen (Turmhügel) bei Eching-Günzenhausen
- Turmhügel Gutser Schloss, (Turmhügel) bei Freystadt-Jettenhofen
- Turmhügel Guttenberg (Mauer-, Wall- und Grabenreste) im Guttenberger Forst bei Reichenberg
- Turmhügel Haardorf (Turmhügel, Grabenrest) in Osterhofen-Haardorf
- Turmhügel Habertshofen (Turmhügel) bei Pilsach-Habertshofen
- Turmhügel Häuselberg (Wall- und Grabenreste) bei Bogen-Häuselberg
- Turmhügel Hahnhof (Turmhügel) bei Ebensfeld-Hahnhof
- Turmhügel Haidenkofen (abgegangen) Sünching-Haidenkofen
- Motte Haidenschloss (Hügelrest mit Graben) bei Gefrees
- Turmhügel Hainzendorf (Reste) bei Burgkunstadt-Hainzendorf
- Hallburg (Bodenreste) bei Bad Reichenhall-„Streitbühl“
- Burgstall Handwerk (abgegangen) bei Unterdietfurt-Handwerk
- Turmhügel Harskirchen (Turmhügel) bei Adlkofen-Harskirchen
- Burg Hartershofen (Burghügelrest) in Steinsfeld-Hartershofen
- Turmhügel Hartungs (abgegangen) in Leupoldsgrün-Hartungs
- Turmhügelburg Haselberg (überwachsene Reste) bei Roding-Strahlfeld
- Turmhügel Haßlach (Wallgrabenbefestigung) bei Stockheim-Haßlach
- Turmhügel Hausen (Turmhügel) bei Langenzenn-Hausen
- Turmhügel Hechenberg (Insel in Weiher erhalten) bei Dietramszell
- Turmhügel Hechenberg (Turmhügel, Wall- und Grabenreste) bei Tittmoning
- Turmhügel Heidenkam (abgegangen) bei Tiefenbach-Heidenkam
- Burgstall Herbolzheim (Wallrest) in Markt Nordheim-Herbolzheim
- Turmhügel Herrngiersdorf (Turmhügel mit Ringgraben) bei Herrngiersdorf
- Turmhügel Hermersreuth (Turmhügel) bei Gefrees
- Turmhügel Herrnberchtheim (Turmhügel) bei Ippesheim-Herrnberchtheim
- Burgstall Heubelsburg (Turmhügel) bei Waldstetten-Heubelsburg
- Turmhügel Hilleck (Turmhügel, Wall) bei Chieming
- Turmhügel Hinterer Buberg (abgegangen) bei Weißdorf-Burg
- Turmhügel Hirschbach (Turmhügel) bei Kirchdorf an der Amper-Hirschbach
- Turmhügel Hirschfeld (abgegangen, überbaut) in Steinbach am Wald-Hirschfeld
- Turmhügel Höflas (Turmhügel) bei Schnaittenbach-Wüstung Höflas
- Turmhügel Höhenberg (Turmhügelrest) bei Dietersburg-Höhenberg
- Turmhügel bei Hofreith (abgegangen) bei Kößlarn–Hofreith
- Turmhügel Hofstatt (Turmhügel) in Zell im Fichtelgebirge-Grossenau
- Burgstall Hohenrasch (geringe Reste) bei Altdorf bei Nürnberg-„Rascher Berg“
- Turmhügel Holztraubach (Grabenreste) bei Mallersdorf-Pfaffenberg–Holztraubach
- Turmhügel Horneck (Turmhügel) bei Elsendorf-Horneck
- Turmhügelburg Hütt (Burghügel von Kirche überbaut) bei Eichendorf
- Turmhügel Hütten (abgegangen) bei Grafenwöhr-Hütten
- Turmhügel Hüttenfurth (Wall- und Grabenreste) bei Eching-Hüttenfurth
- Turmhügel Hundsdruck (Hügelrest) bei Happurg
- Turmhügel Hutterhof (Wall- und Grabenreste) bei Bogen-Hutterhof
- Turmhügel Indobl (Turmhügel überbaut) in Reischach-Indobl
- Turmhügel Ingolstadt Kautzenturm an der Kauzenmühle (abgegangen) bei Giebelstadt-Ingolstadt in Unterfranken
- Schloss Inzing (abgegangen) bei Pocking-Inzing
- Burgstall Ipsheim (Weiherhäuschen) in Ipsheim
- Rekonstruierte Turmhügelburg im Geschichtspark Bärnau-Tachov
- Turmhügel Kaisersberg (Turmhügel, Graben) bei Anzing-Kaisersberg
- Turmhügel Kaltenherberg (abgegangen) bei Bernhardswald-Kaltenherberg
- Turmhügel Kapellenberg (baumbewachsener Burghügel) bei Königsberg in Bayern-Erbrechtshausen
- Turmhügel Kattenbach (Wassergraben und Hügel) bei Moosthenning
- Turmhügel Kellerhübl (verebnet) in Schnaittenbach-Demenricht
- Burgstall Keckenburg (Burgstall mit Gruftkapelle) bei Weiden in der Oberpfalz
- Turmhügel Kersbach (abgegangen) in Forchheim-Kersbach
- Turmhügel Kettenberg (Turmhügel, Grabenrest) bei Tittmoning
- Burgstall Ketzelburg (Ausgrabungen, Teilrestaurierungen) bei Haibach
- Burg Kirnberg (geringer Turmhügelrest) bei Gebsattel-Kirnberg
- Burgstall Kissing (Turmhügel erhalten) bei Kissing
- Turmhügel Kleinhelfendorf (Turmhügel) in Aying-Kleinhelfendorf
- Burgstall Klingenberg (Turmhügel) bei Aichach-Oberwittelsbach
- Burgstall Kobel (Turmhügel, Grabenrest) bei Neusäß-Kobel
- Turmhügel Kötschdorf (abgegangen) bei Wernberg-Köblitz-Kötschdorf
- Burgstall Kollbach (Turmhügel) bei Petershausen-Kollbach
- Turmhügel Koppenwall (Wall- und Grabenreste) bei Pfeffenhausen-Koppenwall
- Burg Kropfsburg (Erdhügel, Grabenrest) bei Lengdorf-Kopfsburg
- Turmhügel Kühbach (Turmhügelrest) bei Floß-Kühbach
- Burgstall Kugelburg (Turmhügel, Wall- und Grabenrest) Goldbach
- Turmhügel Kunreuth (Kerhügel, Graben, Wall) bei Presseck-Kunreuth
- Turmhügel Kutzenberg (Turmhügel, Wall und Graben) bei Ebensfeld-Kutzenberg
- Turmhügel Laichstätt (Turmhügelrest) bei Cham-Laichstätt
- Turmhügel Lamberg (Wall- und Grabenreste) bei Cham-Haderstadl
- Turmhügel Langenerling (abgegangen) bei Hagelstadt-Langenerling
- Turmhügel Langenzenn (Turmhügel) in Langenzenn
- Burg Leitenbach (abgegangen) bei Mainburg-Leitenbach
- Burg Lenkersheim (Turmhügel) in Bad Windsheim-Lenkersheim
- Turmhügel Lettenbühl (Turmhügel) bei Otzing-Lailling
- Turmhügel Leutstetten (abgegangen) bei Starnberg-Leutstetten
- Burgstall Liebenau (Hügelrest) bei Pommersfelden-Stolzenroth
- Burg Liebenburg (Turmhügel, Mauerreste, Graben) Ebensfeld-Oberbrunn
- Burg Lindenberg (Turmhügel, Graben, Wall) in Kasendorf-Lindenberg
- Burg Lindkirchen (Turmhügel überwachsen) bei Lindkirchen
- Turmhügel Löhlitz (geringe Reste) bei Waischenfeld-Löhlitz
- Turmhügel Loitersdorf (Wall- und Grabenreste) in Frontenhausen–Loitersdorf
- Turmhügel Ludwigsstadt (abgegangen) bei Ludwigsstadt
- Turmhügel Lückenrieth (abgegangen) bei Leuchtenberg-Michldorf
- Turmhügel Lughof (Insel mit Graben) bei Ortenburg-Lughof
- Lunkenburg (Wall- und Grabenreste) bei Meinheim-Wolfsbronn
- Turmhügel Mainbach (Turmhügel, Ringgraben) bei Unterdietfurt-Mainbach
- Turmhügel Mangern (überbaut) bei Gerzen-Mangern
- Turmhügel Mangersreuth (Turmhügel) bei Kulmbach-Mangersreuth
- Turmhügel Mantel (Turmhügel mit Graben) bei Mantel-Rupprechtsreuth
- Turmhügel Marklkofen (abgegangen) in Marklkofen
- Turmhügel Martinsreuth (abgegangen) bei Martinsreuth
- Burgstall Massenhausen (Grabenreste) bei Neufahrn bei Freising-Massenhausen
- Turmhügel Mechlenreuth (abgegangen) in Münchberg-Mechlenreuth
- Burgstall Minettenheim (Burgplateau) bei Hilpoltstein-Minettenheim
- Turmhügel Mitterfischen (Turmhügel) bei Pähl
- Turmhügel Mögersbronn (Turmhügel) bei Feuchtwangen-Mögersbronn
- Burgstall Mörlbach (Turmhügelrest) in Gallmersgarten-Mörlbach
- Burg Mole (Grundmauern) bei Heimbuchenthal
- Burgstall Moosbürg (verflachter Burghügel) bei Weiden in der Oberpfalz-Moosbürg
- Turmhügel Münchberg (abgegangen) in Münchberg
- Turmhügel Mundlfing (Wall- und Grabenreste) bei Leiblfing-Mundlfing
- Abgegangene Turmhügelburg Muthmannsreuth bei Bayreuth
- Turmhügel Nassanger Weiher (Turmhügel) bei Lichtenfels-Trieb
- Burgstall Neudürrlas (abgegangen) bei Thierstein-Neudürrlas
- Turmhügel Nentschau (Turmhügel) bei Regnitzlosau-Nentschau
- Burg Neuhausen (Turmhügel) in Offenberg-Neuhausen
- Turmhügel Neuhaus (Turmhügel) in Wirsberg
- Turmhügel Neusitz (Turmhügel) in Neusitz
- Turmhügel Niederbayerbach (Wall- und Grabenreste) bei Neufraunhofen-Niederbayerbach
- Turmhügel Niederfüllbach (abgegangen) bei Niederfüllbach
- Turmhügel Niederhöcking (abgegangen) in Niederhöcking
- Turmhügel Niedermirsberg (abgegangen) bei Ebermannstadt-Niedermirsber
- Turmhügel Niederumelsdorf (erhalten) bei Niederumelsdorf
- Burg Oberbibrach (geringe Reste) bei Vorbach-Oberbibrach
- Turmhügel Oberdornlach (abgegangen) in Kulmbach-Oberdornlach
- Turmhügel Oberfüllbach (abgegangen) in Ebersdorf bei Coburg-Oberfüllbach
- Turmhügel Oberhausen (abgegangen) in Reisbach-Oberhausen
- Turmhügel Oberkemmathen (Turmhügel) bei Langfurth-Oberkemmathen
- Turmhügel Oberlind (Grabenreste) bei Vohenstrauß-Oberlind
- Turmhügel Obermelsendorf (Turmhügel, Graben) bei Schlüsselfeld-Obermelsendorf
- Turmhügel Obermondsberg (Burgplateau, Graben) bei Helchenbach-Obermondsberg
- Turmhügel Oberried (abgegangen) bei Drachselsried-Oberried

- Turmhügel Obersenftenberg (Burghügel, Graben, Wälle) bei Buttenheim-Senftenberg
- Turmhügel Oberunsbach (Burgkegel erhalten) bei Essenbach-Oberunsbach
- Turmhügel Oberweißenbach I (Turmhügel) Selb-Oberweißenbach
- Turmhügel Oberweißenbach II (Turmhügel) Selb-Oberweißenbach
- Doppelturmhügel Oberweißenbrunn (abgegangen) bei Bischofsheim in der Rhön
- Turmhügel Oedenthurn (Wallanlage) bei Parsberg-Oedenthurn
- Burg Ohrenbach (Grabenrest) in Ohrenbach
- Turmhügel Ollerding (abgegangen) bei Tittmoning
- Turmhügel Ostergaden (Turmhügel) bei Altdorf-Ostergaden
- Turmhügel Ottenburg (verebnet) bei Eching-Ottenburg
- Turmhügel Otterskirchen (abgegangen) bei Windorf-Otterskirchen
- Burg Otzing (abgegangen) bei Otzing
- Burgstall Parsberg (Turmhügel) bei Puchheim-Germering
- Turmhügel Partenfeld (Turmhügel, Wall- und Grabenreste) bei Thurnau-Partenfeld
- Turmhügel Perwolfing (abgegangen) bei Runding-Perwolfing
- Turmhügel Petzenbach (Wall- und Grabenreste) bei Eichendorf-Petzenbach
- Turmhügel Pirk (Turmhügel, Wall, Graben) bei Pirk-Pirkerziegelhütte
- Burg Poppenbach (Turmhügel, Wall- und Grabenreste) bei Colmberg-Poppenbach
- Turmhügel Püchersreuth (Turmhügel) bei Püchersreuth
- Turmhügel Purkstal (Wiesenhügel) bei Pommelsbrunn-Bürtel
- Burgstall Puschendorf (Futtermauern) in Puschendorf
- Burg Rainding (Grabenreste) bei Haarbach-Rainding
- Turmhügel Rampoldstetten (abgegangen) bei Frontenhausen-Rampoldstetten
- Turmhügel Rappershausen (Turmhügel, Graben) bei Hendungen-Rappershausen
- Turmhügel Rasch (Wall- und Grabenreste) bei Mengkofen-Rasch
- Turmhügel Rastenhof (Turmhügel) bei Störnstein-Rastenhof
- Turmhügel Regnitzlosau (abgegangen) bei Regnitzlosau
- Turmhügel Regnitzlosau II (abgegangen, überbaut) in Regnitzlosau
- Burgstall Rehling (Gräben und Erdwerke) bei Rehling-Unterach
- Turmhügel im Rheinhauser Grund (Turmhügel Rothenberg) bei Haßfurt-Wülflingen
- Reichenau (Wassergraben) bei Bechhofen-Reichenau
- Burg Reinstein (Graberest, Schutt) bei Schollbrunn
- Burg Reutern (geringe Reste) in Welden-Reutern
- Turmhügel Reuthlas (abgegangen) in Konradsreuth-Reuthlas
- Turmhügel Riedburg (abgegangen, eingeebneter Turmhügel) bei Geldersheim-„Steyershügel“
- Turmhügel Rodesgrün (abgegangen) bei Selbitz-Rodesgrün
- Schloss Röckingen (Schlossbau von 1572) bei Röckingen
- Turmhügel Römersbühl (abgegangen) bei Eschenbach in der Oberpfalz-Römersbühl
- Turmhügel Rohrenfels (Turmhügel mit Gewölbekeller) in Rohrenfels
- Turmhügel Roßbach (abgegangen) bei Chamerau-Bärndorf-Roßbach
- Turmhügel Roßhof (überbaut) bei Großheubach-Roßhof
- Turmhügel Rothenberg (Turmhügel) bei Böhmfeld
- Turmhügel Rotzendorf (Turmhügel, Graben) bei Püchersreuth-Rotzendorf
- Turmhügel Rüssenbach (abgegangen) bei Ebermannstadt-Rüssenbach
- Turmhügel Sachsenhausen (abgegangen) bei Pfeffenhausen-Sachsenhausen
- Burgstall Sandau (Turmhügel) bei Landsberg am Lech-Sandau
- Turmhügel im Sauanger (geringe Reste) bei Offenhausen-Mittelhofen
- Burgstall Schäfstoß (abgegangen) bei Schäfstoß, Gemeinde Horgau
- Burgstall Schalkhausen (Rundanlage sichtbar) in Ansbach-Schalkhausen
- Burg Scherstetten (geringe Reste) bei Schwabmünchen
- Turmhügel Schimmendorf (Turmhügel, Graben) bei Mainleus-Schimmendorf
- Turmhügel Schlösschen (Turmhügel teilweise überbaut) in Insingen
- Turmhügel Schlösschen (Turmhügel) bei Windelsbach-Karrachmühle
- Turmhügel Schlösslberg (Turmhügel, Grabenreste) bei Ihrlerstein-Walddorf
- Turmhügel Schlössle (Turmhügel, Wall, Graben) bei Kupferberg-Dörnhof
- Burgstall Schlösslesberg (Wallreste) bei Zusmarshausen
- Turmhügel Schlössleshöppel (Burghügelrest) bei Hirschaid-Großbuchfeld
- Turmhügel Schloss (Turmhügel) bei Ködnitz
- Burgstall Schlossberg (abgegangen) bei Gablingen
- Turmhügel Schlossberg (Grabenreste) bei Wurmannsquick-Rogglfing
- Turmhügel auf dem Schlossberg (Wallgräben um einen Kernhügel) Wunsiedel-Schönlind
- Turmhügel Schlossbuck (überbaut) bei Schnelldorf-Haundorf
- Turmhügel Schlossbuck im Hag (Turmhügel, Wall- und Grabenreste) bei Pfofeld
- Burgstall Schlossgraben (Turmhügel, Außenwallrest, Gräben) bei Westheim
- Turmhügel Schlosshöhe (Turmhügel, Halsgraben und Wallreste) bei Bad Griesbach im Rottal-Baumgarten
- Burgstall Schlosshügel (sichtbare Gräben und Wälle) bei Weidenberg
- Turmhügel Schlosshügel (abgegangen) bei Rattelsdorf-Helfenroth
- Turmhügel Schlosshügel (abgegangen) bei Stegaurach-Seehöflein
- Turmhügel Schmidgaden (überbaut) bei Schmidgaden
- Turmhügel Schmiedorf (überbaut) bei  Roßbach-Schmiedorf
- Turmhügel Schnackenburg (abgegangen) bei Neustadt bei Coburg-Birkig
- Turmhügel Schneirersbuckel (abgegangen) bei Oberburg-Eisenbach
- Burg Schönbrunn (Turmhügel, Wall und Graben) bei Wunsiedel-Schönbrunn
- Burg Schönbrunn (Turmhügel, Wall- und Grabenreste) bei Bad Staffelstein-Schönbrunn
- Burg Schopfloch (überbaut) in Schopfloch
- Turmhügelburg Schwabegg (geringe Reste) bei Augsburg
- Turmhügel Schwand (überbaute Reste) in Stadtsteinach-Schwand
- Turmhügel Schwedenschanze (Turmhügel, Graben) bei Kulmbach-Burghaig
- Turmhügel Schwedenschanze (abgegangen) bei Kulmbach-Lehenthal
- Turmhügel Schweinsbach (abgegangen) in Münchberg-Schweinbach
- Turmhügel Seeleiten (abgegangen) bei Schönbrunn im Steigerwald-Frensdorf
- Turmhügel Seibelsdorf (abgegangen) bei Marktrodach-Seibelsdorf
- Turmhügelburg Seuckenreuth (abgegangen) in Schwarzenbach an der Saale
- Turmhügel Seubersdorf (Burghügel) in Seubersdorf
- Turmhügel Seubersdorf II (Burghügel) Seubersdorf
- Turmhügel Seysdorf (abgegangen) in Au in der Hallertau-Seysdorf
- Turmhügel Siegerstetten (Turmhügel) bei Kumhausen-Siegerstetten
- Turmhügel Sinatengrün (überbaut) in Wunsiedel-Sinatengrün
- Turmhügel Sindelsdorf (Turmhügel) bei Sindelsdorf
- Turmhügel Solling (Wall- und Grabenreste) bei Vilsbiburg-Solling
- Turmhügel Sonderdilching (Turmhügelrest) in Weyarn-Sonderdilching
- Turmhügel Spanische Koppe (abgegangen) bei Bad Rodach-„Spanische Koppe“
- Burg Spielberg (Turmhügel) in Oberdachstetten-Spielberg
- Burgstall Spielberg (Turmhügel) bei Bad Windsheim-Rüdisbronn
- Turmhügel Stein (Turmhügel) bei Lichtenfels-Stein
- Turmhügel Steingrube (überbaut) bei Regensburg-Prebrunn
- Turmhügel (erhalten) bei Schweinspoint
- Turmhügel bei Sonderhofen
- Burgstall Steinhaus (Reste) bei Markt Berolzheim
- Turmhügel Steinrab (Turmhügel) bei Seeon-Seebruck-Steinrab
- Turmhügel Straßkirchen (abgegangen) bei Straßkirchen
- Sunderburg (Turmhügel, Wall- und Grabenreste) bei Grafrath und Schöngeising
- Burg Surberg (Turmhügel, Grabenrest) bei Surberg
- Turmhügelburg Tauperlitz (geringe Reste) bei Döhlau-Tauperlitz
- Turmhügel Tegernbach (verebnet) bei Rudelzhausen-Tegernbach
- Turmhügelburg Teinitz (Turmhügel, Graben) bei Weidenberg-Gossenreuth
- Turmhügel Der Tempel (Turmhügel) in Marktleuthen
- Burg Tennenlohe (Turmhügel) in Erlangen-Tennenlohe
- Turmhügel Thal (Turmhügel) bei Eching-Thal
- Turmhügel Thalkirchen (abgegangen) bei Perkam-Thalkirchen
- Schloss Thann (Burghügel) bei Bechhofen-Thann
- Turmhügel Thauernhausen (abgegangen) bei Chieming-Thauernhausen
- Turmhügel Theisseil (abgegangen) bei Theisseil
- Turmhügel Thundorf (Turmhügel überbaut) in Osterhofen-Thundorf
- Burg Töpen (abgegangen) bei Töpen
- Burg Törring (Turmhügel, geringe Mauer- und Grabenreste) bei Taching am See-Haus
- Turmhügel Trametsried (abgegangen) in Kirchdorf im Wald-Trametsried
- Turmhügel Trauschendorf (abgegangen) beiWeiden in der Oberpfalz-Trauschendorf
- Turmhügel Trebitzmühle (Turmhügel) bei Hochstadt am Main-Wolfsloch
- Turmhügel Trebsau (abgegangen) bei Bechtsrieth-Trebsau
- Turmhügel Tröglersricht (Grabenrest) bei Weiden in der Oberpfalz-Tröglersricht
- Burgstall Ullersricht (Turmhügelrest) bei Weiden in der Oberpfalz-Ullersricht
- Turmhügel Unterauhof (Turmhügel, Ringgraben) in Mainleus-Unterauhof
- Turmhügel Unterunsbach (Wall- und Grabenreste) bei Essenbach-Unterunsbach
- Turmhügel Urfersheim (Turmhügel) in Illesheim-Urfersheim
- Turmhügel Vielitz (Turmhügel) bei Selb-Vielitz
- Turmhügel Vogelsang (Turmhügel, Wall- und Grabenreste) bei Mengkofen-Vogelsang
- Burg Vorderreuth (Turmhügel, Graben, Wall) bei Stadtsteinach-Vorderreuth
- Burgstall Wagesenberg (Turmhügel, Wall) bei Pöttmes-Wagesenberg
- Burgstall Waldeck (abgegangen) in Dinkelsbühl-Waldeck
- Burgstall Walkertshofen (Burghügel) in Walkertshofen
- Turmhügel Wallberg (Turmhügel erhalten) bei Gefrees-Streitau
- Burgstall Walleshausen (Gräben erhalten) bei Geltendorf-Walleshausen
- Turmhügel Wallmersbach (überbaut) in Uffenheim-Wallmersbach
- Burgstall Warnberg (Hügelstumpf) bei München-Solln
- Turmhügel Wartenfels (Turmhügel) bei Presseck-Wartenfels
- Turmhügel Weichselgarten (abgegangen) in Illesheim
- Turmhügel Weiher (Marklkofen) (abgegangen) in Marklkofen-Weiher
- Turmhügel Weihersmühle (Grabhügel) bei Weismain-Weihersmühle
- Turmhügel Weingartsgreuth, (Turmhügel) bei Wachenroth-Weingartsgreuth
- Turmhügel Wettersdorf (Graben- und Wallreste) bei Frontenhausen-Wettersdorf
- Turmhügel Wieserkreuz (Turmhügel mit Halsgräben) bei Kelheim
- Turmhügel Wiesentfels (abgegangen) bei Hollfeld-Wiesentfels
- Burgstall Wilburg (abgegangen) in Wilburgstetten
- Turmhügel Wildenau (Turmhügel) in Selb-Wildenau
- Burgstall Wildenforst (Turmhügel) bei Offenberg-Wildenforst
- Turmhügel Willanzheim (Grabenrest) bei Willanzheim
- Turmhügel Wilzhofen (Kernhügelrest) bei Wielenbach-Wilzhofen
- Turmhügel Winkl (Turmhügel, Wassergraben) bei Winkl bei Grabenstätt
- Turmhügel Witzeldorf (abgegangen) in Frontenhausen-Witzeldorf
- Motte Witzleshofen (abgegangen) in Gefrees-Witzleshofen
- Turmhügel Wocka (Dammreste) in Niederviehbach-Wocke
- Turmhügel Wölkendorf (Grabenrest) bei Stadelhofen-Wölkendorf
- Turmhügel Wöhr (geringer Hügelrest) bei Wiesenttal-Streitberg
- Turmhügelburg Woja (geringer Rest) bei Rehau-Woja
- Turmhügel Wollbach, Wartturm auf Turmhügel (Turmhügel erhalten) bei Wollbach-„Ochsenbühl“
- Turmhügel Zellingen (geringer Turmhügelrest) bei Zellingen
- Turmhügel Zoggendorf (Turmhügel) bei Heiligenstadt in Oberfranken-Zoggendorf
- Turmhügel Zultenberg (Wallgrabenstück) bei Kasendorf-Zultenberg

## Brandenburg

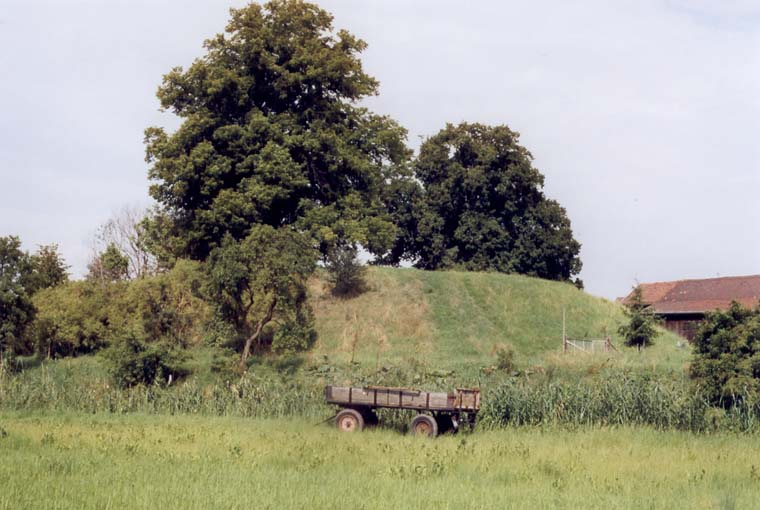
Burg Vehlefanz, Burghügel

- Mahlenzien, Motte von Mahlenzien (abgegangen) bei Brandenburg an der Havel-Mahlenzien
- Schöna, Turmhügel Schöna (Burghügel) in Schöna-Kolpien
- Teschendorf, Burg Schrabsdorf (Ruine), Teschendorf (Löwenberger Land), Landkreis Oberhavel
- Vehlefanz, Botscheberg (Burghügel) in Oberkrämer-Vehlefanz
- Vehlefanz, Burg Vehlefanz (Turmhügel, Turmruine) bei Oberkrämer-Vehlefanz

## Hamburg
- Billstedt: Spökelburg (Geländespuren) in Hamburg-Billstedt
- Kirchwerder: Riepenburg (Burghügel, Reste von Wall- und Graben) bei Hamburg-Kirchwerder
- Sasel: Mellingburg (Geländespuren) in Hamburg-Sasel
- Rönneburg: Hamburg-Rönneburg (Burghügel) in Hamburg-Rönneburg

## Hessen

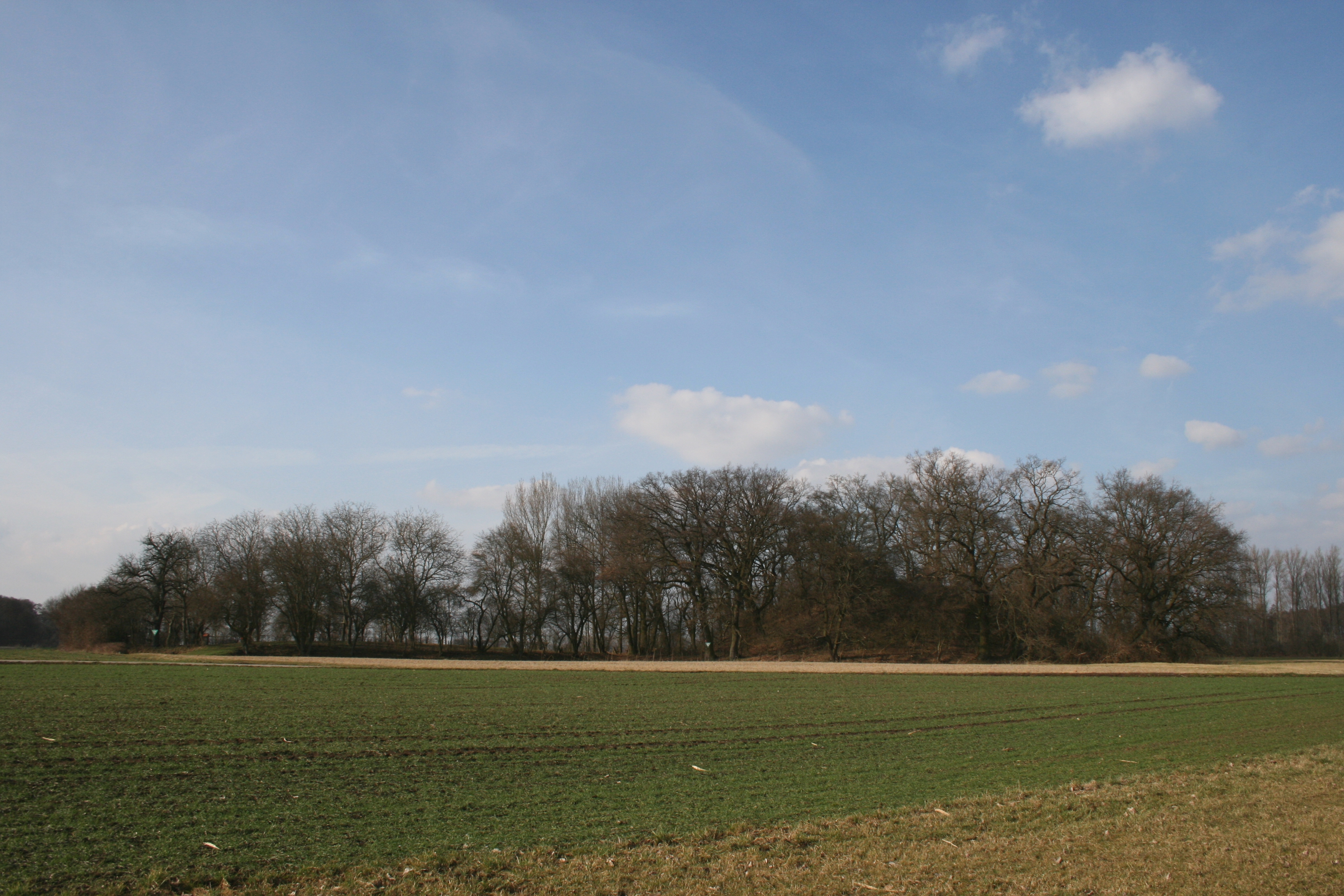
Weilerhügel
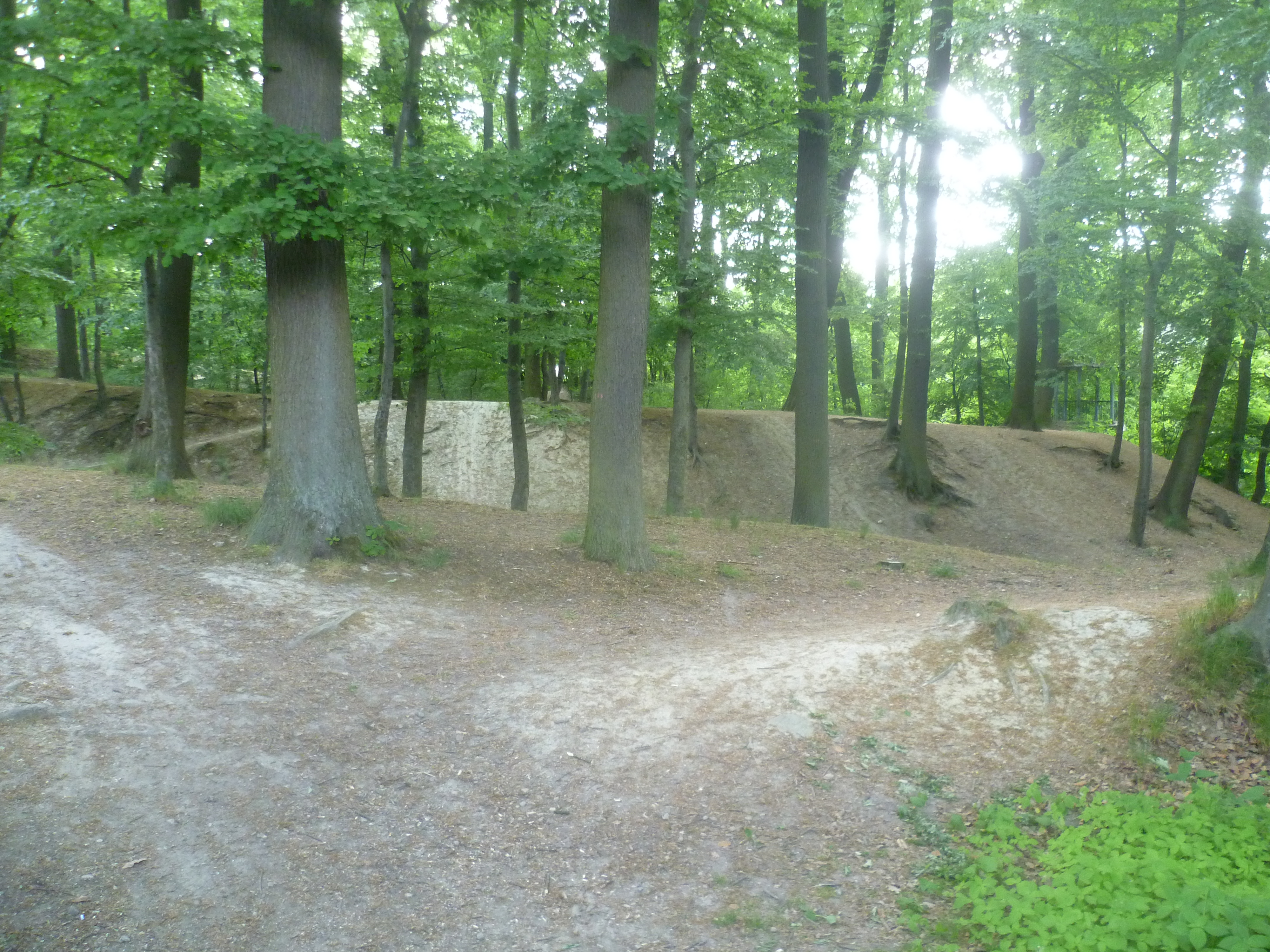
Schnepfenburg
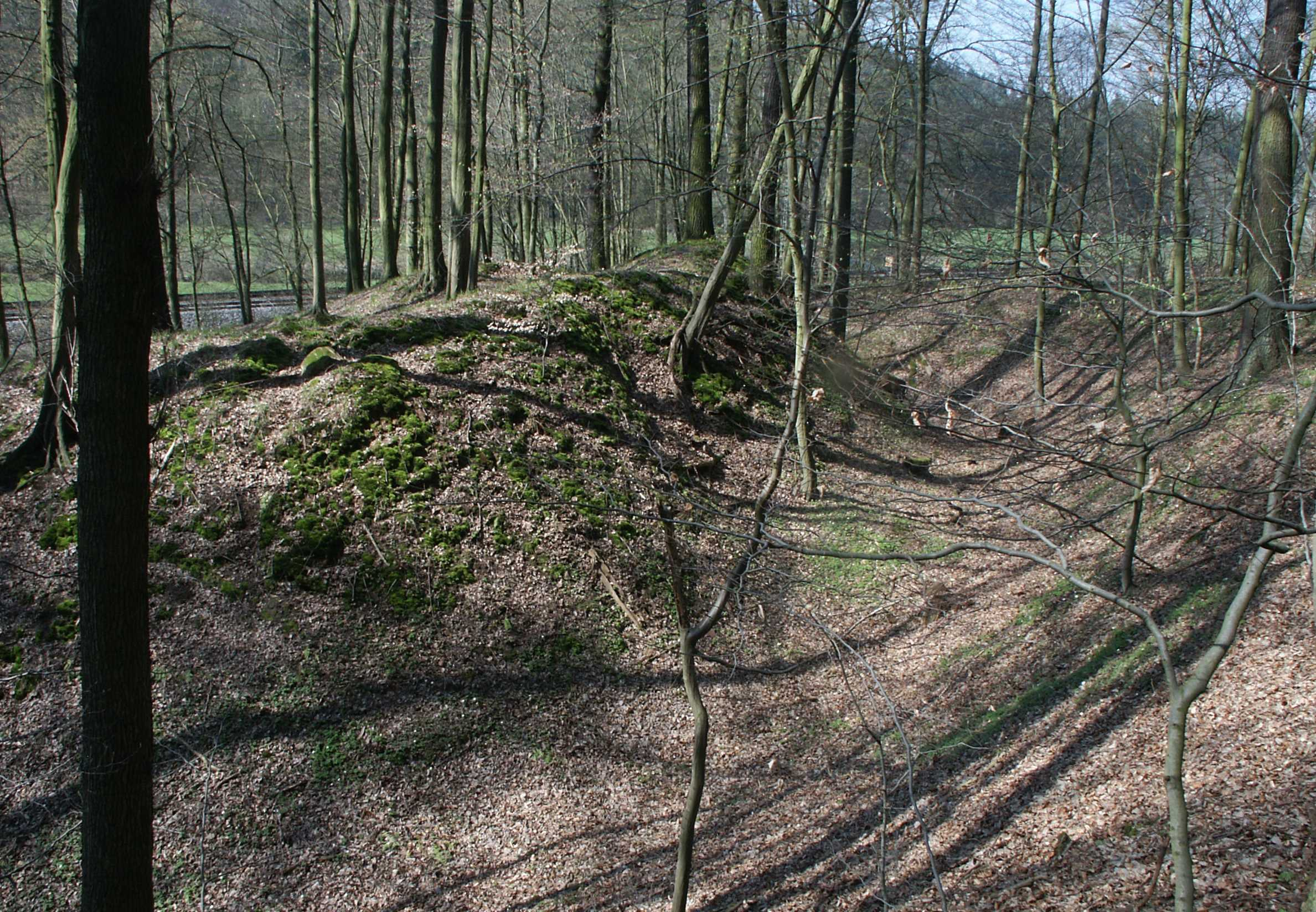
Sinzigburg
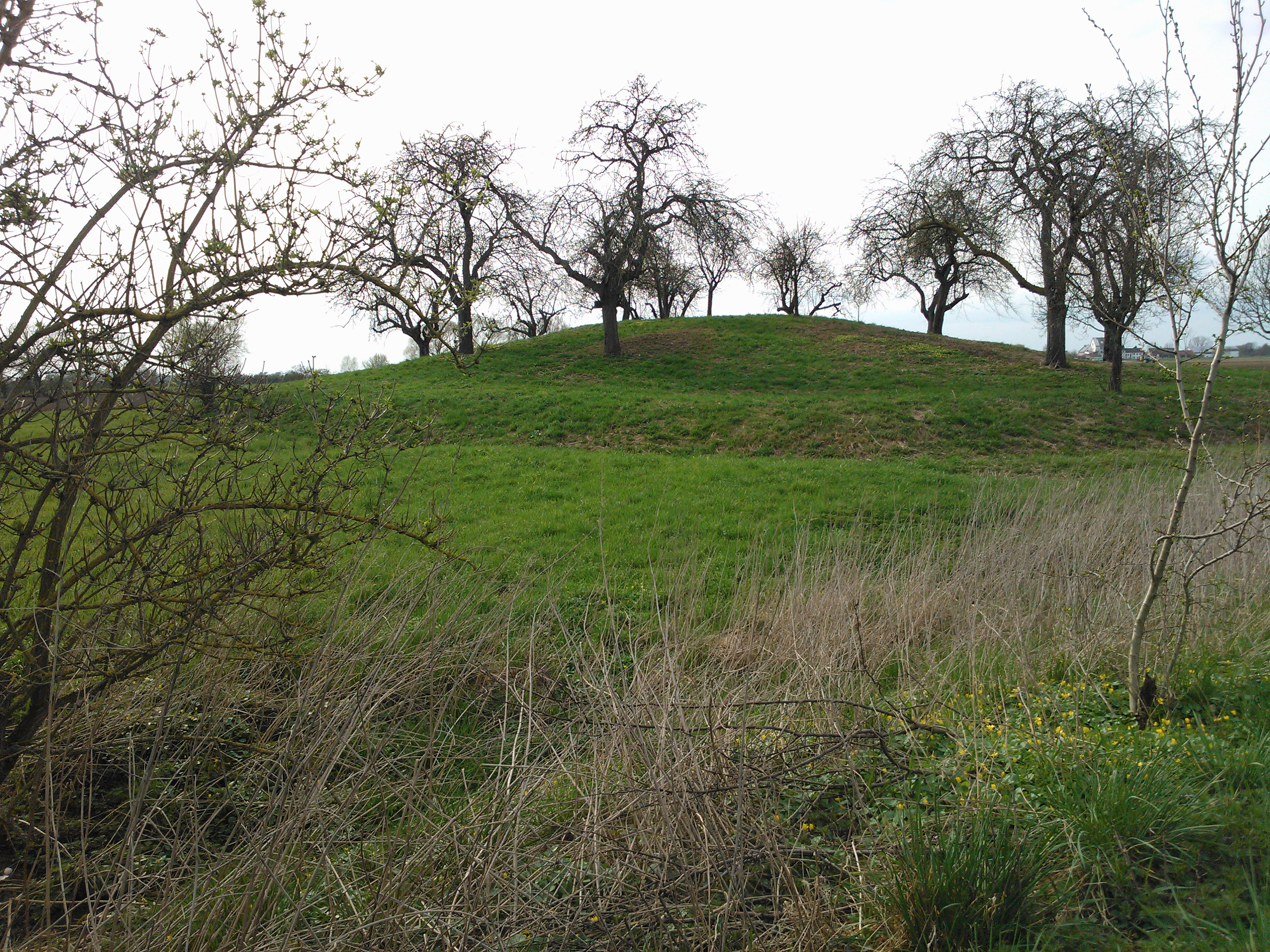
Wellberg, Blick aus der 2013 nachgewiesenen Vorburg
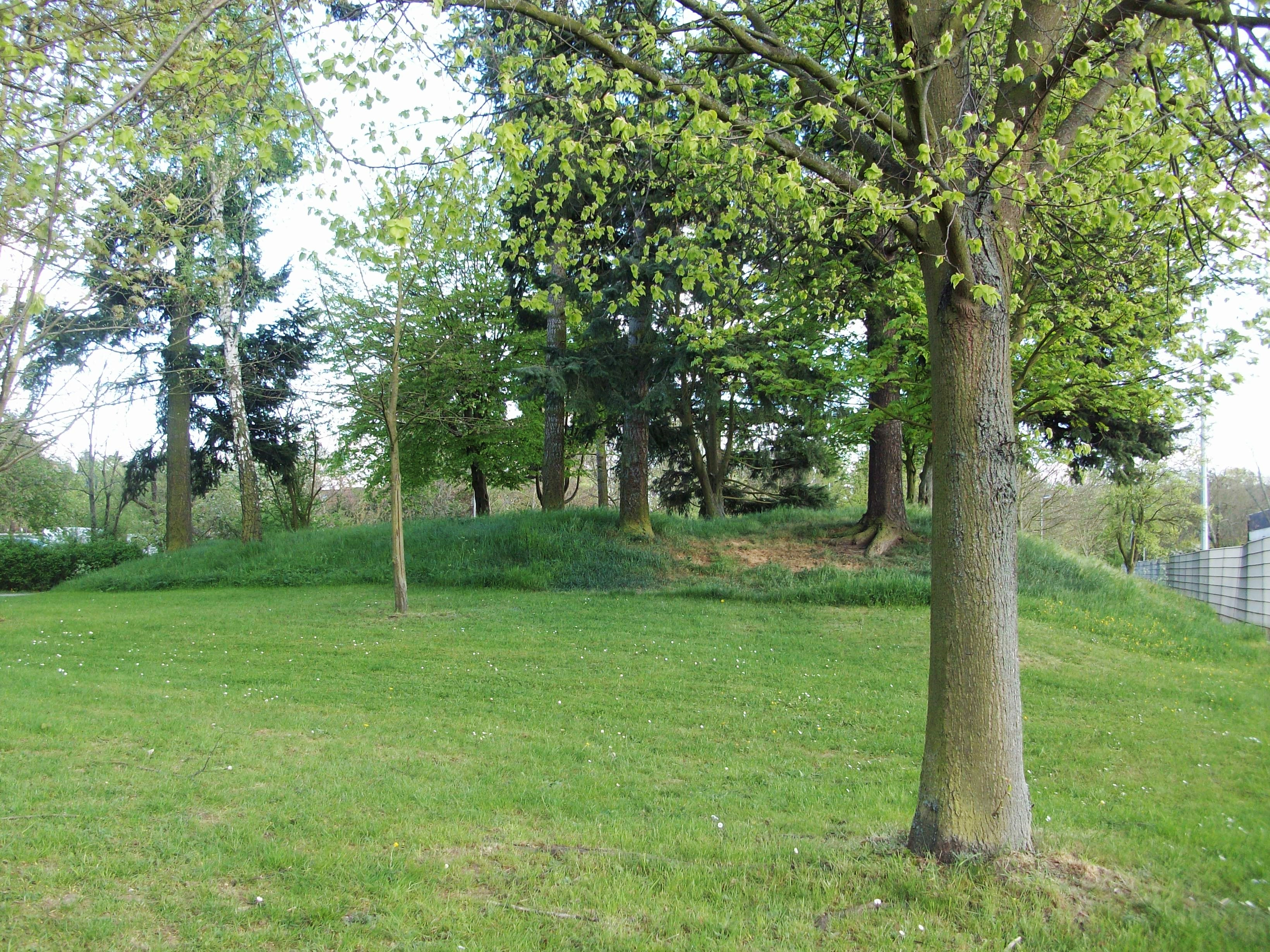
Der Gewanneküppel

- Bellnhausen, Burgruine Bellnhausen (Graben und Mauerreste) bei Gilserberg-Bellnhausen
- Bergen-Enkheim, Schelmenburg (überbaut) bei Frankfurt-Bergen-Enkheim
- Bickenbach, Weilerhügel (Burghügel, Vorburgareal mit Wall und Gräben im Gelände erkennbar) zwischen Bickenbach und Alsbach-Hähnlein, Hochmotte
- Bisses, Burg Bisses, vermutlicher Turmhügel (abgegangen) Echzell-Bisses
- Bommersheim, Burg Bommersheim (erste Bauphase, rekonstruierte Mauerreste) in Oberursel-Bommersheim
- Bottendorf, Burgstall Linne (Turmhügelrest) bei Burgwald-Bottendorf
- Dreieichenhain, Burg Hayn (Umfassungsmauern) in Dreieichenhain
- Ebsdorf, Burg Ebsdorf (abgegangen) bei Ebsdorf
- Ebsdorfergrund, Röderburg, (Wall- und Grabenreste) bei Ebsdorfergrund
- Eschborn, Turmburg Eschborn (abgegangen) bei Eschborn
- Friedrichsdorf, Schnepfenburg (Reste) bei Friedrichsdorf
- Groß-Gerau, ehem. Kernburg der Wasserburg Dornberg, erhaltener Turmhügel mit Mauerresten und Torhaus, Vorburgareal mit Mauerresten, Torhaus und jüngeren Bauwerken, Groß-Gerau
- Hatzbach, Burgstall Hatzbach (Grabenreste) in Stadtallendorf-Hatzbach
- Heidenrod, Alte Schanz, (Wall- und Grabenreste) bei Heidenrod
- Linnenmühle, Burgstall Linne, Turmhügelrest in Burgwald-Bottendorf südwestlich des Hofes Linnenmühle
- Lohra, Burg Offenhausen (abgegangen) bei Lohra
- Obernhain, Drusenküppel (Erdhügel) bei Wehrheim-Obernhain
- Obertshausen, Burg im Hayn (Mauerreste) bei Obertshausen
- Pfungstadt, Burg Wellberg (Hügelrest, 2013 Vorburg gefunden, einzigen bekannte Motte mit 7 bis 8 Gräben) südwestlich Pfungstadt
- Preungesheim, Burg Bachberg, (Burghügel erhalten) in Frankfurt am Main-Preungesheim
- Rhina, Sinzigburg (Gräben und Wälle) in Haunetal-Rhina
- Riedstadt, Burg Alt-Wolfskehlen (abgegangen) bei Riedstadt
- Röllshausen, Burgküppel (Burghügel, Wall- und Grabenreste) bei Schrecksbach-Röllshausen
- Schlitz, Burg Niederschlitz (Burghügel) bei Schlitz
- Schwalheim, Gewanneküppel (Hügelrest) in Bad Nauheim-Schwalheim (Schautafel)
- Seelbach, Burg Alt-Dernbach (Turmhügelrest, Wall- und Grabenreste) bei Herborn-Seelbach
- Spielberg, Burgstall Spyelberg (Turmstumpf) bei Brachttal-Spielberg
- Stedebach, Burg Stedebach (abgegangen) in Weimar (Lahn)-Stedebach
- Trohe, Burgstall Trohe (abgegangen) in Trohe
- Wachenbuchen, Burg Wachenbuchen (zwei Burghügel und Gräben im Gelände) in Maintal-Wachenbuchen
- Warzenbach, Burg Hollende (Ruine) bei Wetter-Warzenbach
- Zellhausen, Häuser Schloss (Burghügel) bei Mainhausen-Zellhausen

## Mecklenburg-Vorpommern

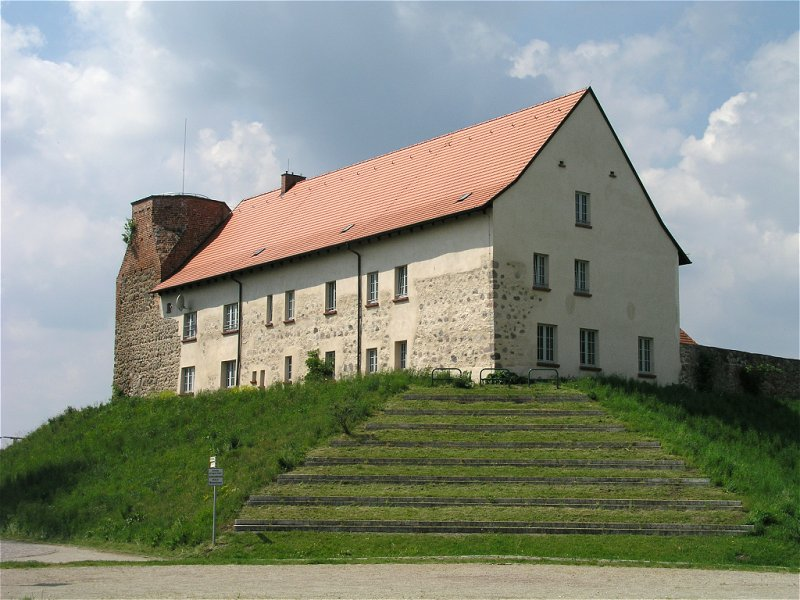
Burg Wesenberg (Mecklenburg-Vorpommern)
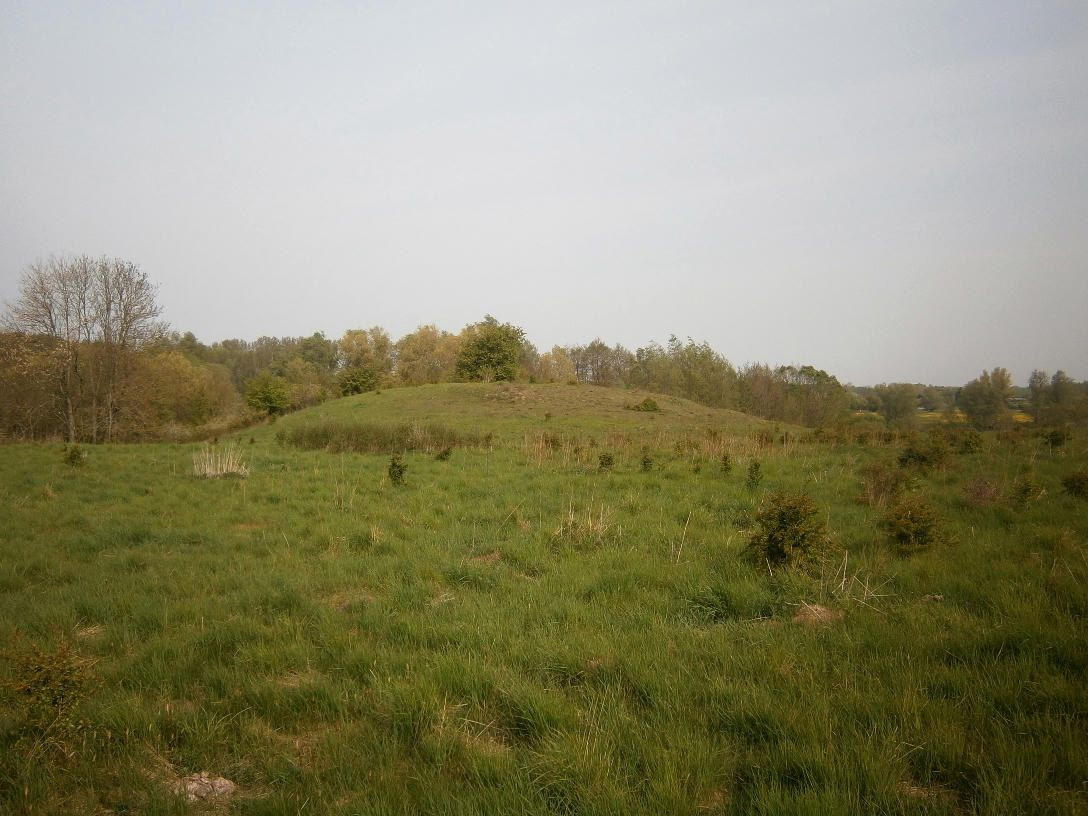
Mörderberg Blick zum Turmhügel

In Mecklenburg-Vorpommern sind offiziell 463 Turmhügelburgen registriert. Turmhügelburgen bestanden in Mecklenburg ab 1200, in Vorpommern ab 1230 und auf Rügen ab 1250. Sie standen meist etwa 100 Jahre und wurden durch Burgen oder Herrenhäuser abgelöst.

### Landkreis Ludwigslust-Parchim
- Lehsen: Turmhügel Lehsen (überbaut mit Grabkapelle) in Lehsen
- Zühr: Turmhügel mit Wassergraben im Park des Herrenhauses Zühr, bei Stadt Wittenburg

### Landkreis Mecklenburgische Seenplatte
- Conerow: Burgruine Conerow, Turmhügel mit Bergfriedrest (Ziegelbau), Conerow, Landkreis Mecklenburgische Seenplatte
- Darze: Turmhügel Darze (Turmhügel, Grabenrest) bei Altenhof-Darze
- Galenbeck: Burg Galenbeck (Ruine) bei Galenbeck
- Kratzeburg: Turmhügel Kratzeburg (abgegangen) in Kratzeburg
- Quitzerow-Siedlung: Quitzerower Burg, nordöstlich von Demmin bei Quitzerow-Siedlung, ehemals ein Wehrhof der Stadt Demmin
- Schlicht: Turmhügel Maledei (Schlicht) im Ort Schlicht, Gemeinde Feldberger Seenlandschaft
- Stuer: Turmhügel Stuer (Burghügel) bei Röbel-Stuer
- Weitin: Mörderberg (Burghügel) auf dem Mörderberg bei Neubrandenburg-Weitin
- Wesenberg: Burg Wesenberg (Bergfried, Mauerreste) in Wesenberg

### Kreis Vorpommern-Greifswald

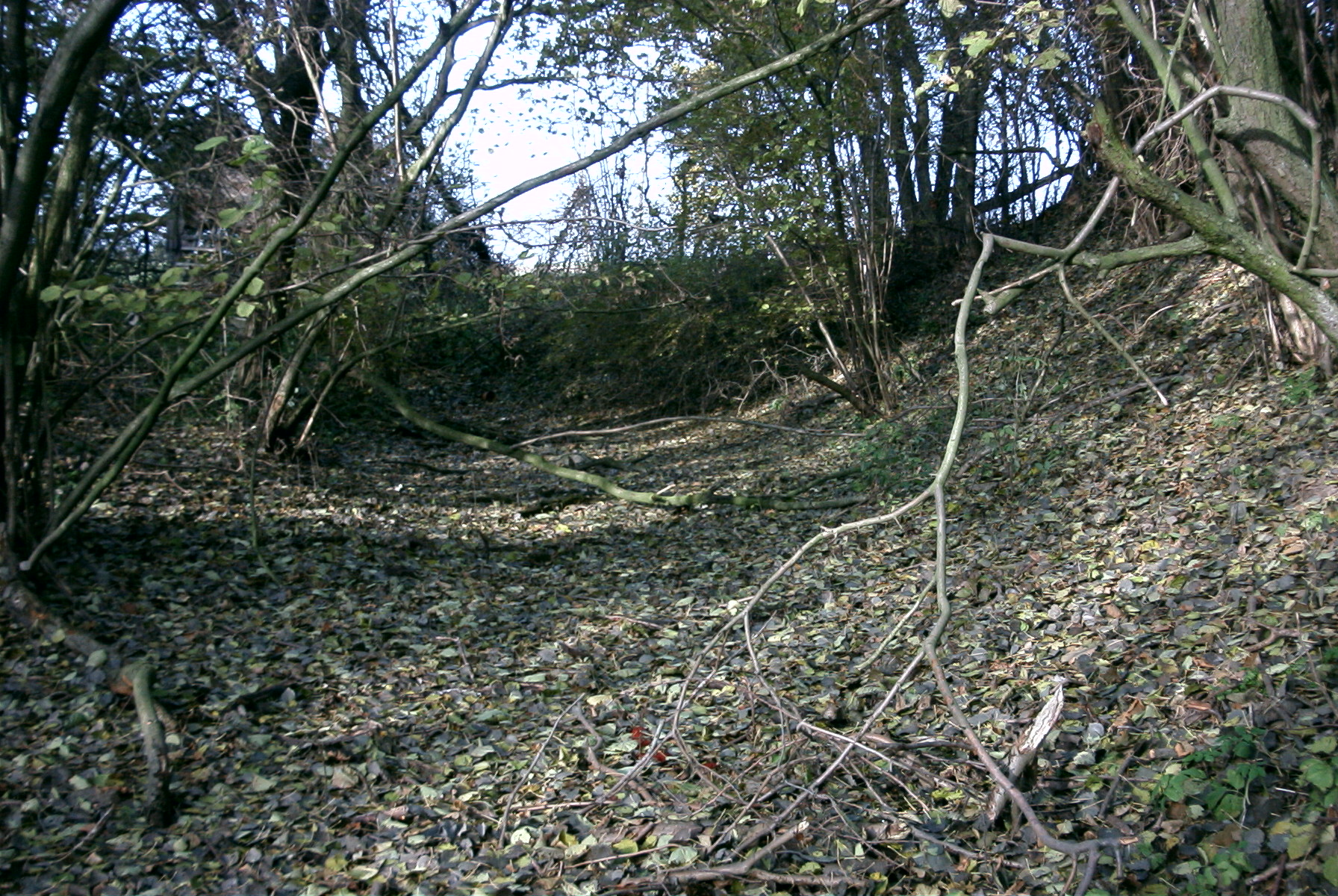
Turmhügel „Stuer“ Gützkow
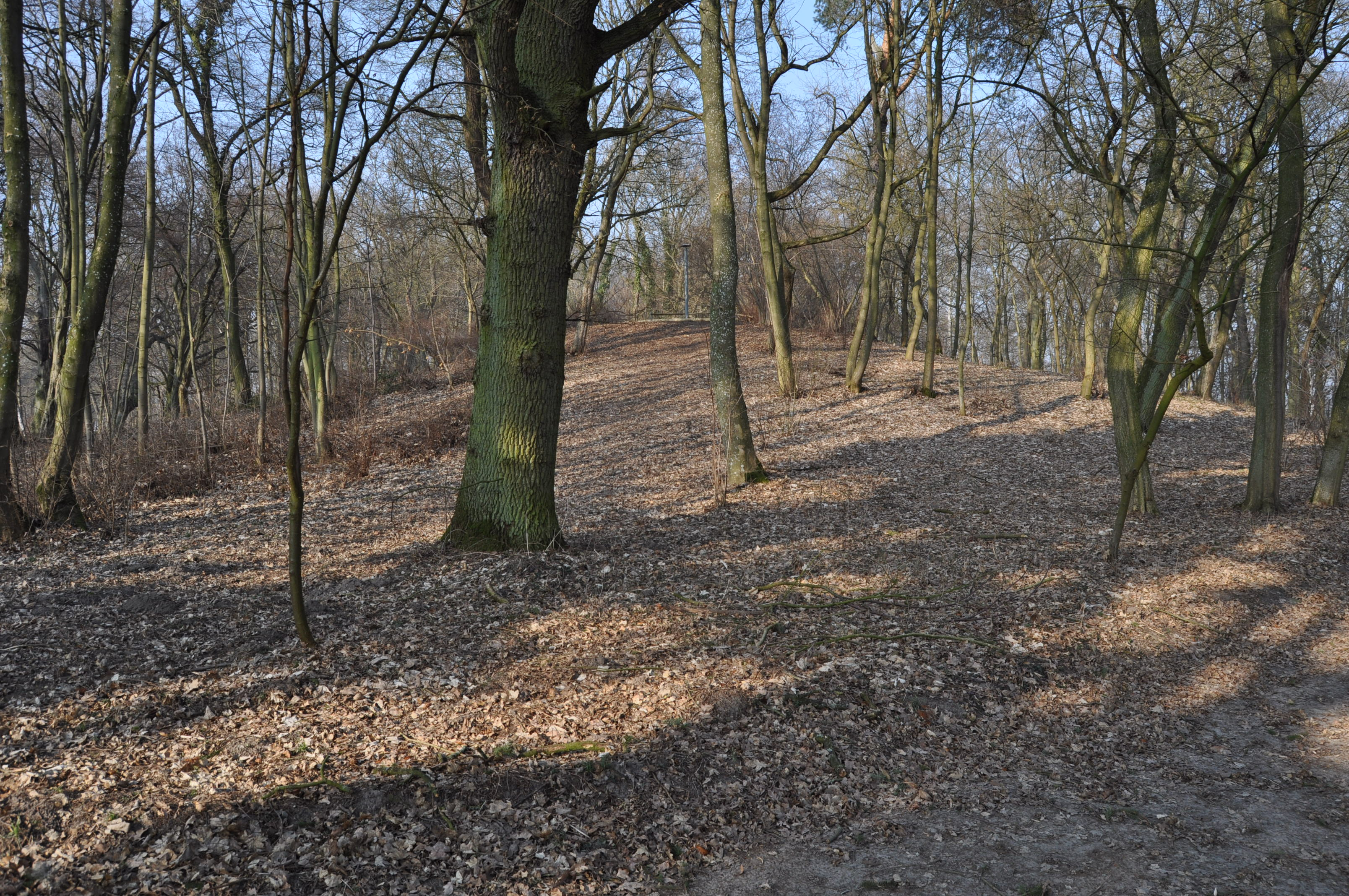
Turmhügel Janow
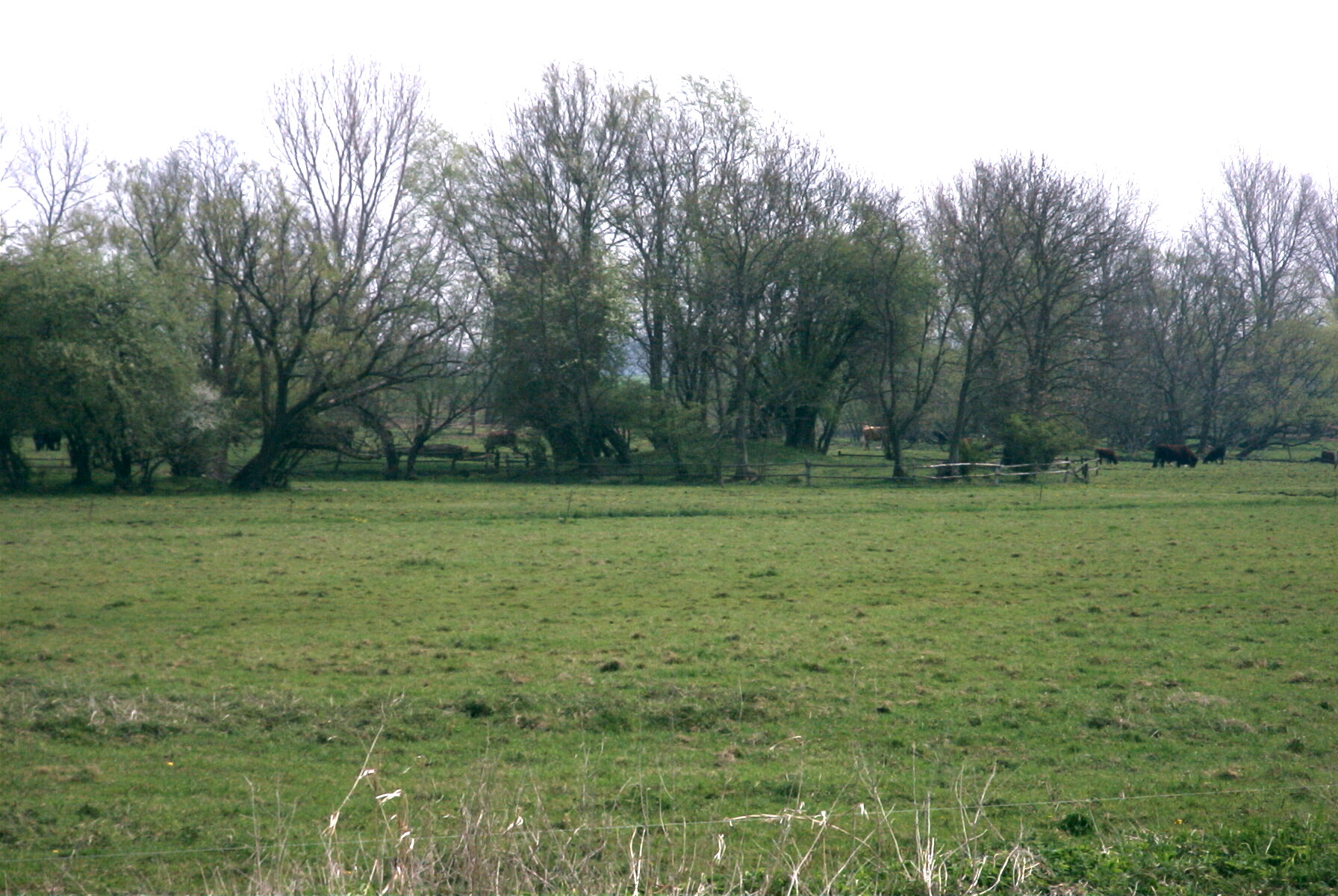
Turmhügel „Judenberg“ Kagenow
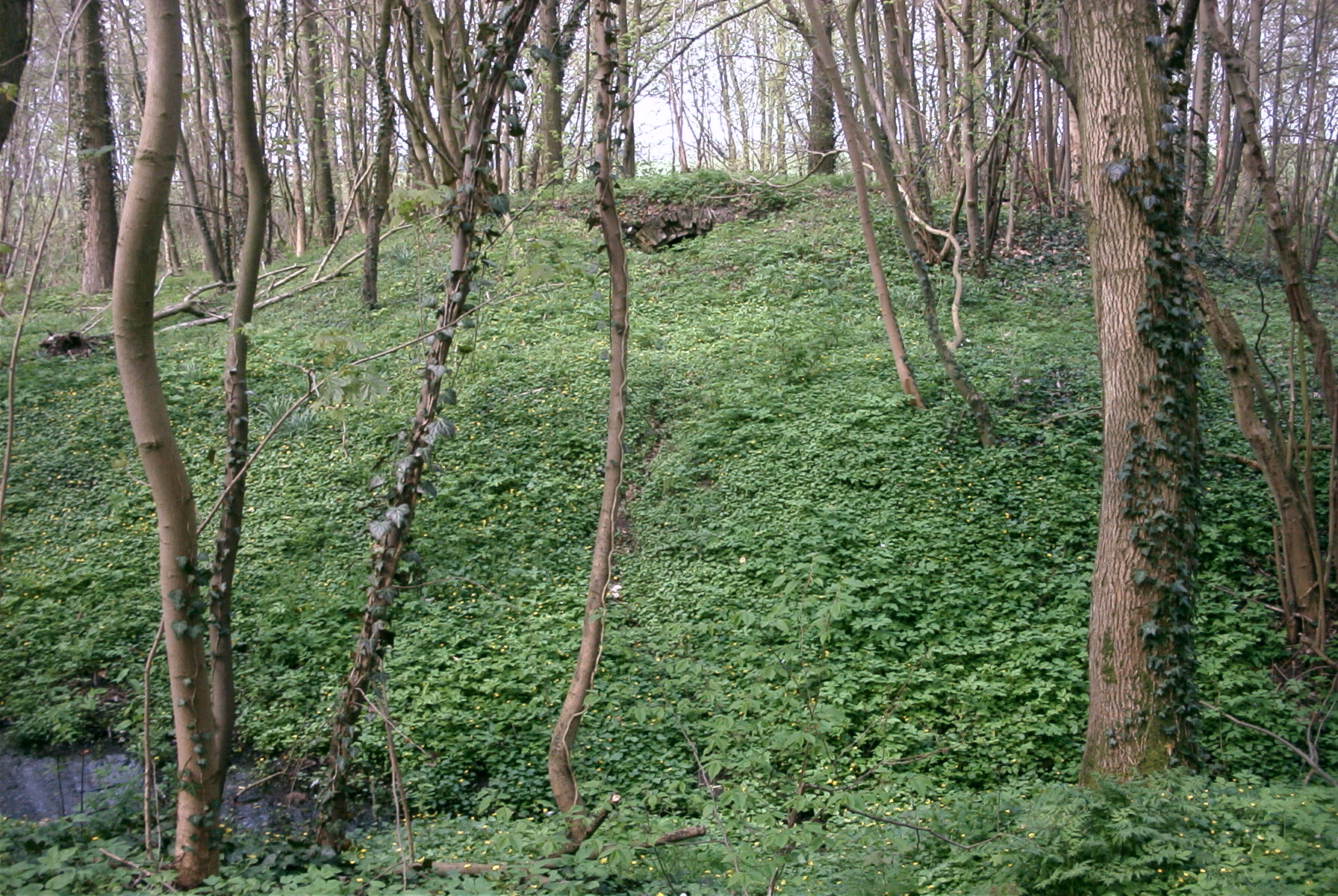
Turmhügel Neetzow
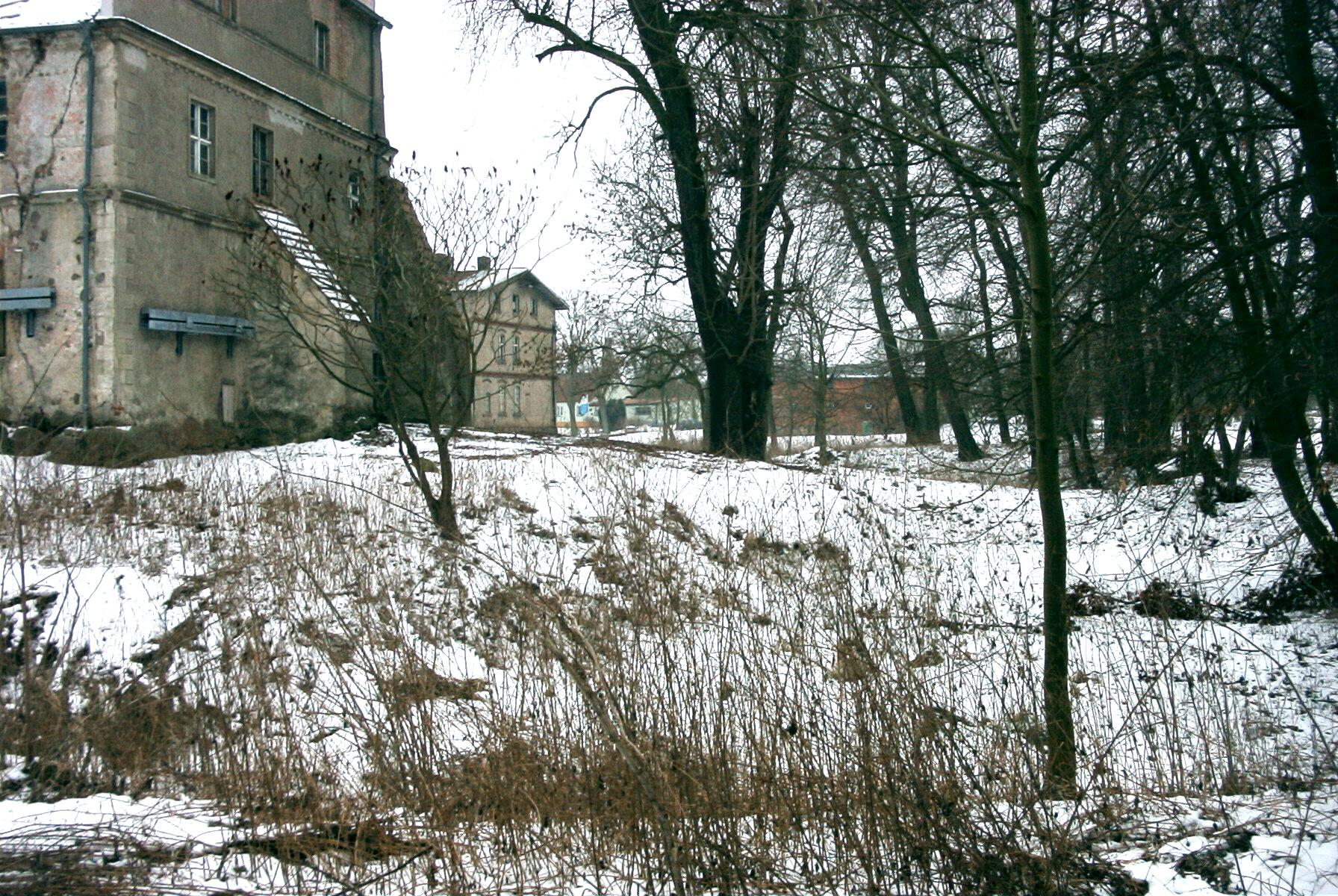
Turmhügel Quilow (Überbaut mit Burg)
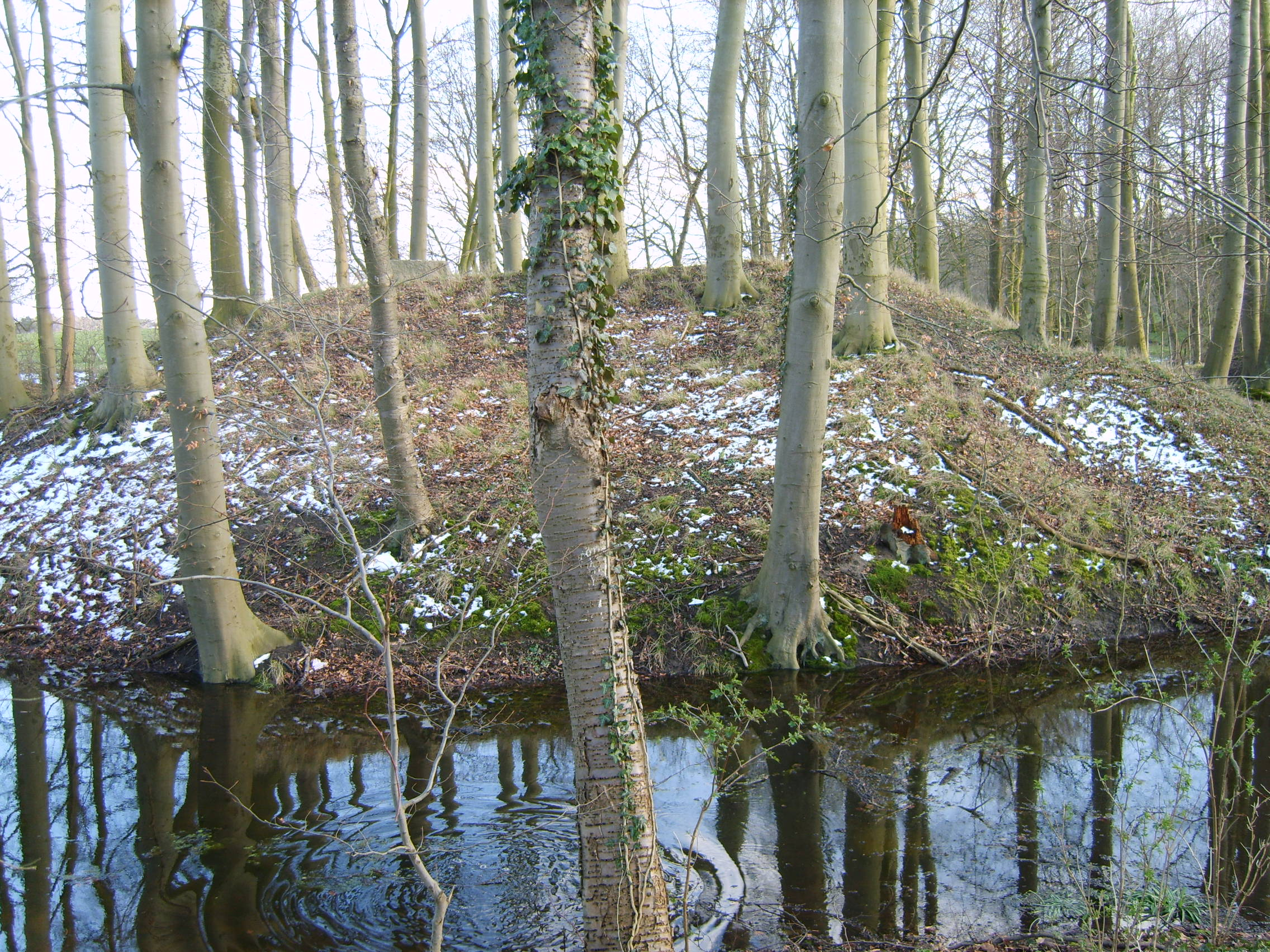
Turmhügel Schmoldow
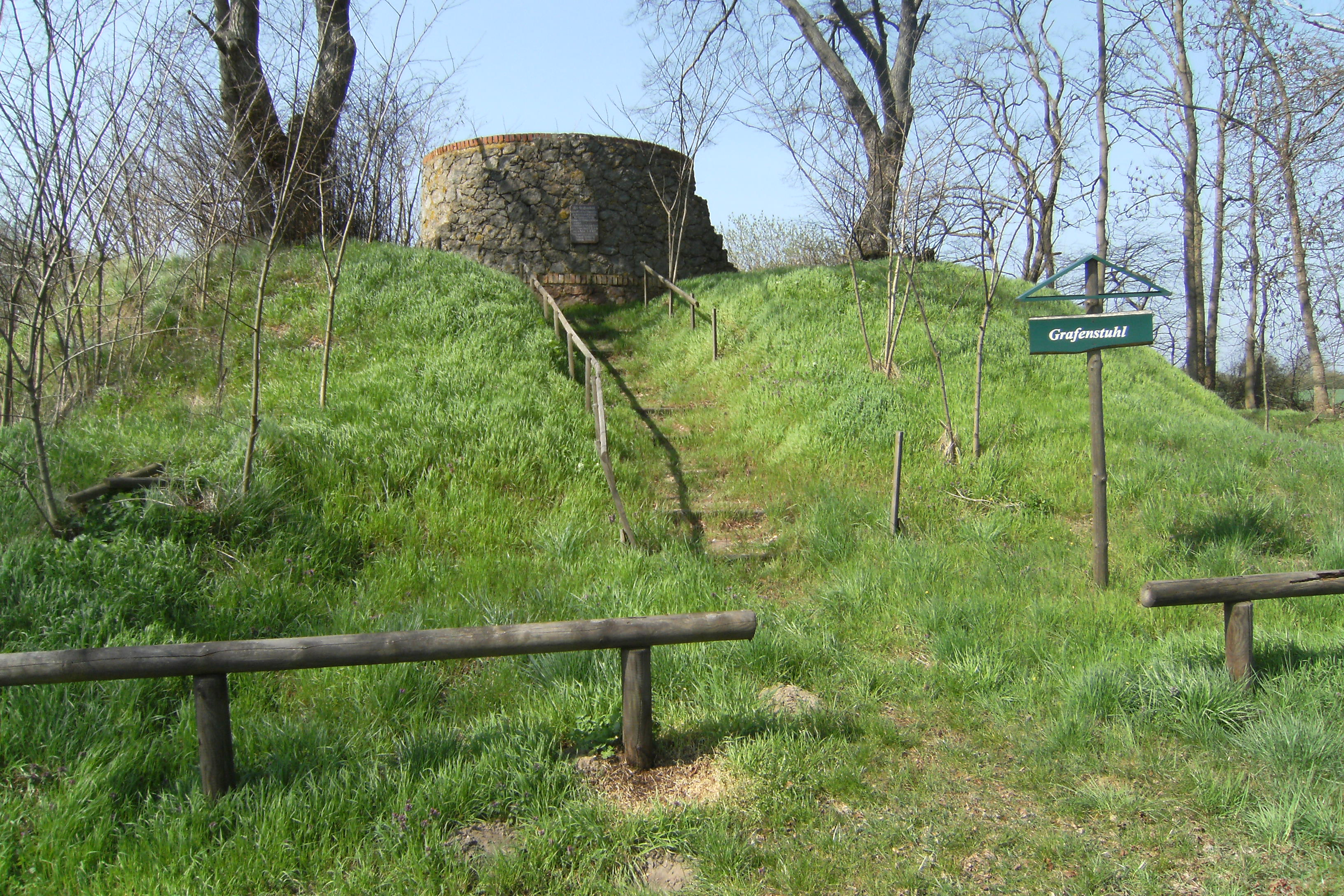
Turmhügel „Grafenstuhl“ Zinzow
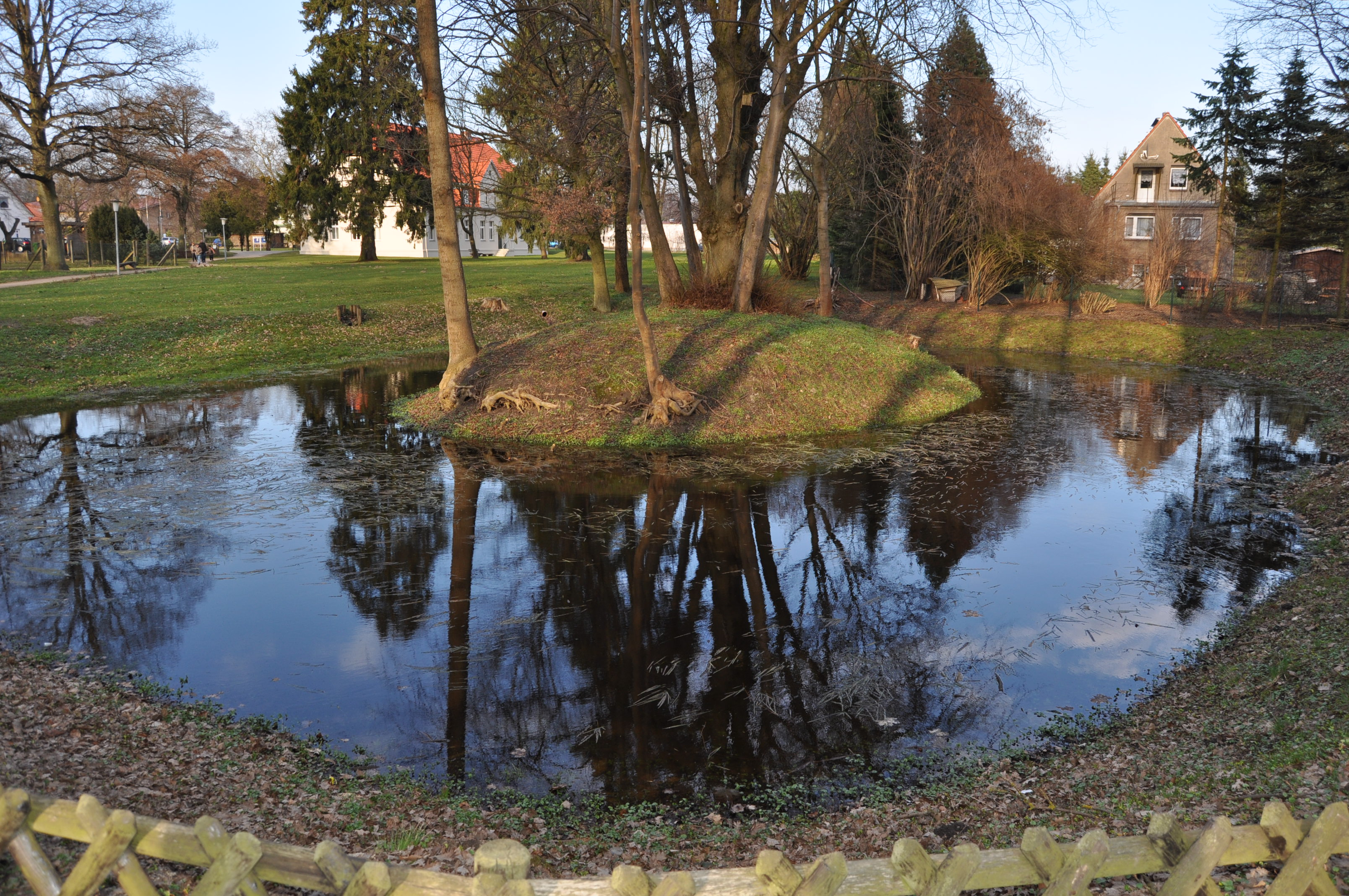
Turmhügel Züssow

Alle Objekte sind verzeichnet in der Liste der obertägig sichtbaren Bodendenkmale:
- Altwigshagen: Turmhügel Altwigshagen, mit rechteckigem Graben, noch wasserführend; darauf ehem. Gutshaus
- Altwigshagen: Turmhügel Wietstock (Altwigshagen), 20 m Dm., umlaufender Graben
- Anklam: Turmhügel des Wartturmes Hoher Stein (Anklam), Feldwarte, Rom (Mecklenburg)
- Anklam: Turmhügel Gellendin (Anklam), guter Erhaltungszustand, mit Wassergraben

- Boldekow: Turmhügel Zinzow (Boldekow), FlN „Grafenstuhl“, am Kavelpaß, bebaut mit gemauerter Aussichtsplattform, Denkmal: 1962
- Brünzow: Turmhügel Kräpelin (Brünzow), Denkmal: 1965
- Bugewitz: Turmhügel Bugewitz, mit Wall und Graben, Frühdeutsche Keramik, Denkmal: 1966
- Butzow: Turmhügel Lüskow (Butzow), mit Graben, Denkmal: 1996

- Crowelin (Wüstung): Turmhügel Gützkow, FlN „Stuer Gützkow“, mit Wall u. Graben, Denkmal: 1966, siehe Crowelin (Wüstung)
- Dargibell: Turmhügel nordwestlich vom Schloss

- Dargen: Turmhügel Kachlin (Dargen), „Schlossberg“, Ziegelreste, palisadenartige Pfahlsetzungen, Keramik des 14. Jahrhunderts, Radsporen, Hufeisen, Topfhelm, Pferdeskelett, Denkmal: 1985
- Ducherow: Turmhügel Sophienhof (Ducherow), 700 m nördl. vom Ort, mit Trockengraben, Dm. 17 m, H. ca. 1,5 m

- Ferdinandshof: Turmhügel Louisenhof (Ferdinandshof), Hügel – kleines Plateau, flacher Graben, FlN „Räuberberg“, schwed. Matrikelkarte „Borckwall“, Schwarz: „Meiersberg“

- Groß Polzin: Turmhügel Konsages (Groß Polzin), mit Graben, Denkmal: 1991

- Janow: Turmhügel Janow, später Eiskeller, Denkmal: 1964

- Kagenow: Turmhügel Kagenow, mit Vorburg, mehrere Erdwerke (Doppelmotte mit Zugangswall). Nördlicher Hügel Dm. 16 m – Höhe 0,7 m; Findlinge; eigentlicher Turmhügel ca. 25 m südlich, Dm. 30 m – Höhe 1,8–2 m, Wegedamm, Denkmal: 1962
- Kamminke: Turmhügel Kamminke, „Kellerberg“, Hügel – Ausdehnung ca. 14 × 12 m, Höhe ca. 2 m; Bereich zum Haff rechteckige Erhöhung von 3 × 4 m, dort Hügel 3 m hoch. West 2–2,5 m tiefer Graben. Schatzsage: (Störtebecker-Schatz), Denkmal: 1962
- Katzow: Turmhügel Netzeband (Katzow), auf Höhe 20,1; Denkmal: 1968

- Lübs: Turmhügel Lübs (Vorpommern), Schw. Matrikelkarte „Borchwall“, steil geböschter Hügel H 2 m, Dm 20 m, mit Graben
- Lütow: Turmhügel Neuendorf (Lütow), SW-Ecke des Gutsparkes, Denkmal: 1967

- Medow: Turmhügel Nerdin (Medow), Denkmal: 1990
- Mellenthin: Turmhügel Mellenthin, Turmhügel „Eiskellerberg“ 50 × 40 m, sö des Wassergrabens am Renaissance-Schloss (befestigter Hof)
- Murchin: Turmhügel Libnow (Murchin), im Gutspark, Dm. Hügel ca. 10 m, Grabenbreite ca. 5–10 m, nicht wasserführend

- Neetzow: Turmhügel Neetzow, mit Wassergraben, Erbbegräbnis des Gutsherrn eingebaut – 1945 zerstört, Denkmal: 1969
- Neu Boltenhagen: Turmhügel Karbow (Neu Boltenhagen), Denkmal: 1966
- Neu Kosenow: Turmhügel Dargibell (Neu Kosenow), mit Graben, sehr gut erhalten, bebaut mit „Saufhaus“ (Ruine – nur noch Keller vorhanden)
- Neu Kosenow: Turmhügel Kosenow-Vorwerk (Neu Kosenow), ca. 80 m lang rechteckig, breiter Graben;1331 urkundlich erwähnt (MUB VIII, 5225)

- Owstin: Turmhügel Owstin, Denkmal: 1970

- Padderow: Turmhügel Padderow, mit Wassergraben, Denkmal: 1970
- Putzar: Rosenberg (Burghügel) bei Boldekow-Putzar

- Quilow: Turmhügel Quilow, ca. 2–3 m hoch, mit Renaissanceschloss überbaut, Wassergraben verfüllt, Denkmal: 1962

- Ranzin: Turmhügel Ranzin, Denkmal: 1967
- Rathebur: Turmhügel Rathebur, „Hausberg“, 3 Hügel bzw. Plateaus, westl. Plateau Verbindung mit Wall
- Rossin: Turmhügel Rossin, FlN „Goldberg“, Südwestrand Gutspark, Plateaugröße 20 × 20 m, H. ca. 2,2 m, Böschungen ca. 5 m breit

- Schmoldow: Turmhügel Schmoldow, Ausgrabungen am Turmhügel des 14. Jahrhunderts mit Fortifikation, Kleinfunde Armbrustbolzen, Hufeisen, Keramik – harte Grauware, Denkmal: 1955
- Schönwalde: Turmhügel Stolzenburg (Schönwalde (Vorpommern)), Umfang/Fuß 55 m, Höhe 1,5–1,8 m, Feldsteine, Lehmziegel Klosterformat
- Spantekow: Turmhügel Rehberg (Spantekow), FlN „Backofen“, Denkmal: 1965
- Stolpe auf Usedom: Turmhügel Stolpe auf Usedom, Höhe 1–1,5 m; Dm 25 m, Denkmal: 1974
- Strellin: Turmhügel Strellin, planiert, Denkmal: 1965
- Suckow auf Usedom: Turmhügel Suckow (Usedom), 2 m Höhe; 6–8 m Dm, Felssteine u. Ziegelschutt, mit Graben, Denkmal: 1971

- Wackerow: Turmhügel Wackerow, „Venusberg“, doppelter Grabenzug, Ziegelschutt, blaugraue Scherben, Denkmal: 1954

- Zemitz: Turmhügel Seckeritz (Zemitz), Denkmal: 1991
- Züssow: Turmhügel Züssow, mit Graben, Denkmal: 1967

### Kreis Vorpommern-Rügen

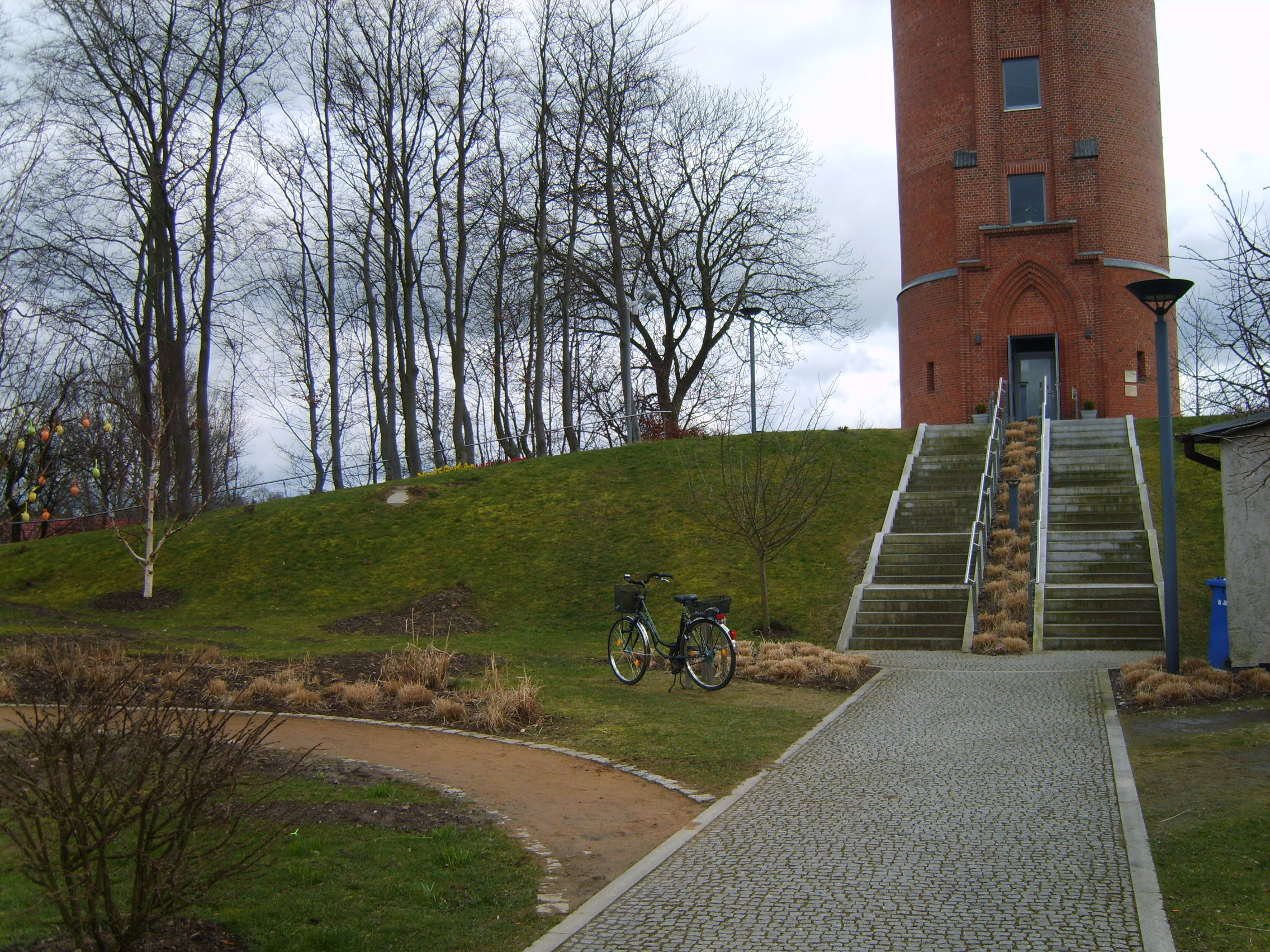
Turmhügel „Ritterhaus“ Grimmen
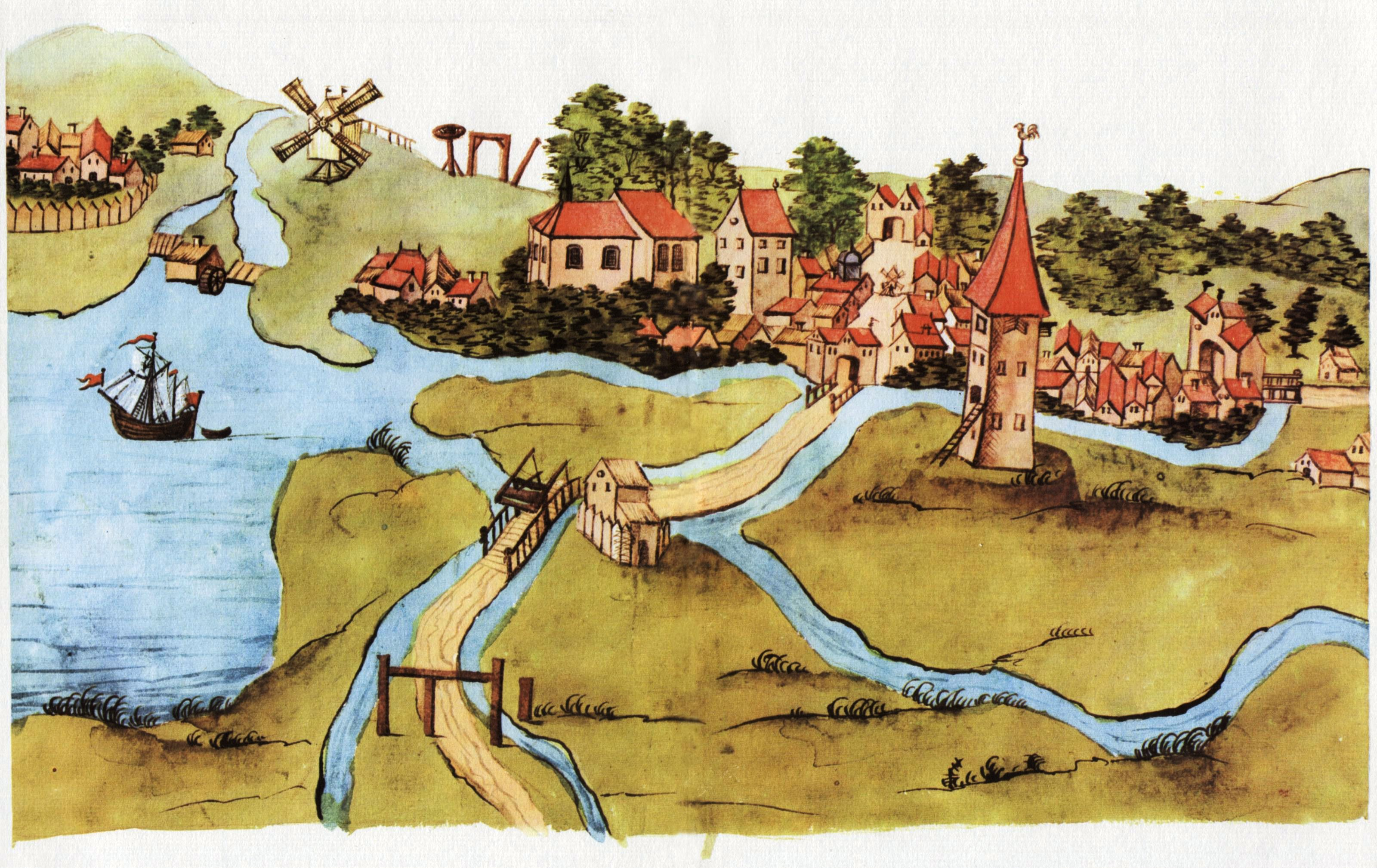
Turmhügel „Jaromarsturm“ Damgarten
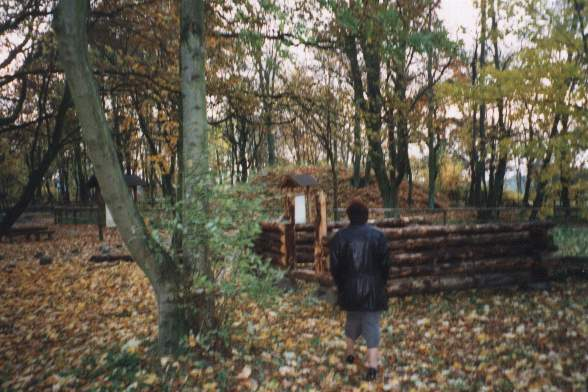
Turmhügel Stremlow

Alle Objekte sind verzeichnet in der Liste der obertägig sichtbaren Bodendenkmale:
- Ahrenshagen-Daskow: Turmhügel Gruel (Ahrenshagen-Daskow), mit Graben
- Ahrenshagen-Daskow: Turmhügel Pantlitz (Ahrenshagen-Daskow), mit Graben, Durchmesser etwa 60 m, FlN „Eiskellerberg“, guter Zustand; frühdeutsche Scherben, harte Grauware
- Brandshagen: Turmhügel Brandshagen, mit Graben, 19. Jahrhundert: Grabung in „Seeräuberburg“, Funde: Pfeilspitzen, Sporen und Riegel aus Eisen, Keramik
- Damgarten: Turmhügel Damgarten, FlN „Jaromarsturm“, in Recknitzniederung, in Stralsunder Bilderhandschrift abgebildet
- Dettmannsdorf: Turmhügel Dammerstorf (Dettmannsdorf), Maße: Durchmesser etwa 30 m, Höhe etwa 2,5 m; am Hügel Feldsteine, Ziegelschutt
- Dettmannsdorf: Turmhügel Dettmannsdorf, etwa 5 m hoch, zur Wiese abfallend, dort früher Graben, Funde: Ziegelreste und Felsgesteine, gestört
- Dettmannsdorf: Turmhügel Kölzow (Dettmannsdorf), mit teilweise wasserführenden Ringgraben. Direktorialvermessungskarte 1769 Topographie erkennbar.
- Drechow: Turmhügel Krakow (Drechow), mit Graben, 1,4 km nach Nordost
- Eixen: Turmhügel Kavelsdorf (Eixen), FlN „Schwedenschanze“ – quadratisch, 12 m Seitenlänge, mit rechteckigem Graben
- Forkenbeck: Turmhügel Forkenbeck, FlN: „Räuberhöhle“, Hügel 3–4 m Höhe, Basisdm. 15 m; z. T. erhaltener Wassergraben 5–7 m breit und 2–3 m tief; Fundament Mauersteine Klosterformat.
- Glewitz: Turmhügel Zarnekow (Glewitz), Südwestecke Gut – Rudiment Turmhügel
- Gransebieth: Turmhügel Kirch Baggendorf (Gransebieth), urkundlich Anlage 1327, Funde: 1706 Brunnen u. alte Fußeisen, 1909 Fundament-Steine ausgegraben, Ziegelschutt u. Feldsteine
- Grammendorf: Turmhügel Grammendorf, keine Beschreibung
- Gremersdorf-Buchholz: Turmhügel Pöglitz (Gremersdorf-Buchholz), In O und N zugepflügte Gräben, rechteckige Anlage mit Fundamenten von 2 Gebäuden, Maße: 15 × 15 m, Gräben 3–4,5 m breit und 2 m tief; FlN „Zetelvitzer Friedhof“ – Wüstung
- Grimmen: Turmhügel Grimmen, nachgewiesen: Turmhügel künstlich aufgeschüttet, Fuß mit Feldsteinpackung gesichert. Auf Plateau Reste von zwei Bauwerken unterschiedlicher Bauhöhe freigelegt; nördlich Feldsteinfundament vermutlich 1320, südlich Backsteinmauerzug, nördliches Fundament – Reste ma Fußböden dokumentiert und ma Funde. Westlich Feldsteinfundament freigelegt, 14. Jahrhundert, durch Schrift- und Bildquellen überliefertes „Ritterhaus“. 3500 Scherben Grauware geborgen, Südhang 13. Jahrhundert, als Wall am Graben interpretiert. Vorgänger der Burg Grimmen. Jetzt mit Wasserturm bebaut.
- Grimmen: Turmhügel Grellenberg (Grimmen), FlN: „Schaukelberg“, drei Steinbänke, Ziegelschutt u. Findlinge, Scherben harter Grauware, Bruchstk. Flachglas – grün-braun
- Grimmen: Turmhügel Groß Lehmhagen (Grimmen), Wassergraben verfüllt
- Hugoldsdorf: Turmhügel Hugoldsdorf, urkundlich 1295 gegründet
- Kloster Wulfshagen: Turmhügel Kloster Wulfshagen, mit teilw. erhaltenem Wassergraben
- Lindholz: Turmhügel Böhlendorf (Lindholz), am Rande der Ortschaft, Basisdm. ca. 16–20 m, Plateaudm. ca. 10–12 m., Grabenreste verfüllt; Anlage verschliffen
- Lindholz: Turmhügel Tangrim (Lindholz), Maße: 15 × 20 m, H = 3 m, Reste des umlaufenden Grabens erkennbar. Gekesseltes Hügelinneres – Felssteine und Ziegelreste.
- Löbnitz in Vorpommern: Turmhügel Redebas (Löbnitz (Vorpommern)), FlN „Schwedenschanze“, Dm. ca. 40 m, H. ca. 1,5 m, von Ringwall mit Graben umgeben; Funde: Scherben Harte Grauware, Randscherbe Kugeltopf
- Marlow: Turmhügel Bookhorst (Marlow), 3 m hoch, Dm 15 m, von Wasser umgeben, vermüllt
- Marlow: Turmhügel Gresenhorst (Marlow), Wiebeking’sche Karte und Schmettau – kleine Insel mit Ringgraben
- Nehringen: Turmhügel Nehringen, Doppelturmhügel, einige Steinreste, 1 km nach O
- Papenhagen: Turmhügel Rolofshagen (Papenhagen), FlN „Räuberberg“, „Wallberg“, „Burggraben“, im Gutspark, Dm. ca. 40 m, H. ca. 3–5 m, Grabenbreite 5–10 m, Brückenzugang; Scherben Harte Grauware
- Preetz bei Stralsund: Turmhügel Preetz (Preetz (bei Stralsund)), sehr markanter TH, Maße: 20 × 25 m, H 2 m, mit Wassergraben
- Prerow: Turmhügel Prerow, FlN: „Hertesburg“ (Alter Burgwall), Frühdeutsch mit doppeltem Graben; Funde: 1 Enterbeil, 1 Grapen, blaugraue Henkelscherbe. Notbergung nach unerlaubten Baumaßnahmen: 10 Pfosten, 3,3 km nach O – am Prerow-Strom
- Prohn: Turmhügel Klein Damitz (Prohn), Maße: 40 × 42 m
- Prohn: Turmhügel Sommerfeld (Prohn), Maße: Dm 11 m, H 2,5 m, im Gutspark.
- Pütnitz: Turmhügel Pütnitz, Befestigter Adelshof, Brunnen, 3 m sö des Brunnens – Beginn des Grabens. SW Ecke: Feldsteinfundament in Lehm. Steine 80 cm Dm
- Quoltitz: Turmhügel Quoltitz, gen. Turmhügel Roisin – Wüstung, Maße: Dm. 50 m, H. ca. 2–3 m, umgebender Graben 30 m breit.
- Reinberg: Turmhügel Reinberg (Reinberg (Sundhagen)), große Anlage, in Flussschleife
- Saal in Vorpommern: Turmhügel Hessenburg (Saal (Vorpommern)), viereckiger Platz, mit Erdwall, vollständig mit Wassergraben – Breite ca. 10–15 m, im 19. Jahrhundert Familienbegräbnis, schwed. Matrikelkarte 1696 – ringförmiger Graben, neben dem zwei Türme stehen, Einzelfunde im Graben
- Schlemmin: Turmhügel Schlemmin, Steil geböscht, mit Wassergräben, gekesselt
- Semlow: Turmhügel Plennin (Semlow), urk. 1320 erwähnt
- Semlow: Turmhügel Semlow, „Alte Burg“ (Karte 1696), im Teich südwestlich des Schlosses kleine Insel – „Liebesinsel“ = Rest Turmhügel.
- Splietsdorf: Turmhügel Vorland (Splietsdorf), Maße: Dm. ca. 25 m, H. 2–3 m, Plateau Eintiefungen mit Steinen (Keller-, Fundamentreste); Graben teilweise trocken
- Turmhügel Stremlow, Stadt Tribsees, gut erhalten, Graben trocken
- Süderholz: Turmhügel Behnkenhagen (Süderholz), schwedischen Ortsaufnahme v. 1762 Bachlauf hinter Ort – in Schleife der TH
- Süderholz: Turmhügel Griebenow (Süderholz), Urmeßtischblatt v. 1836 noch 2/3 Wassergraben, MTB 1887 Graben noch 1/2, heute nur 1/3 Wassergraben.
- Sundhagen: Turmhügel Gerdeswalde (Sundhagen), Maße: 30 × 25 m
- Sundhagen: Turmhügel Jager (Sundhagen), Höhe 2,5 m, steil geböscht, Dm. ca. 8–10 m, N-Seite wasserführender Grabenabschnitt, andere Seite Grabenrudimente, Feldsteine, Scherben Grauware
- Sundhagen: Turmhügel Jeeser (Sundhagen), Maße: 4 m hoch, 80 × 60 m, slaw. – frühd. „Terra gristow“
- Sundhagen: Turmhügel Segebadenhau (Sundhagen), FlN „Schlossberg“, zweigliedrige Anlage, urkundlich „castrum Ekbergh“. Blaugraue Keramik, Ziegel- und Hüttenlehmbrocken, 2 km nach NO.
- Tribsees: Turmhügel Stremlow, siehe bei Stremlow.
- Velgast: Turmhügel Starkow (Velgast), schwedischen Matrikelkarte: östlich vom Turmhügel Wassergraben und Vorburg. Auf Turmhügel ein Gebäude, Vorburg zwei große und ein kleines.
- Wendisch Baggendorf: Turmhügel Wendisch Baggendorf, Höhe 4 m, Dm 20 m, geschädigt

## Niedersachsen

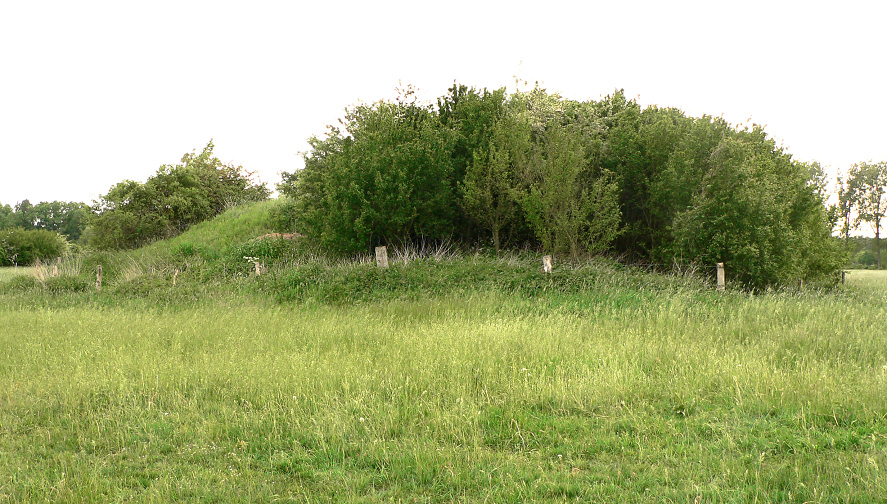
Burg Blankenhagen – Haupthügel
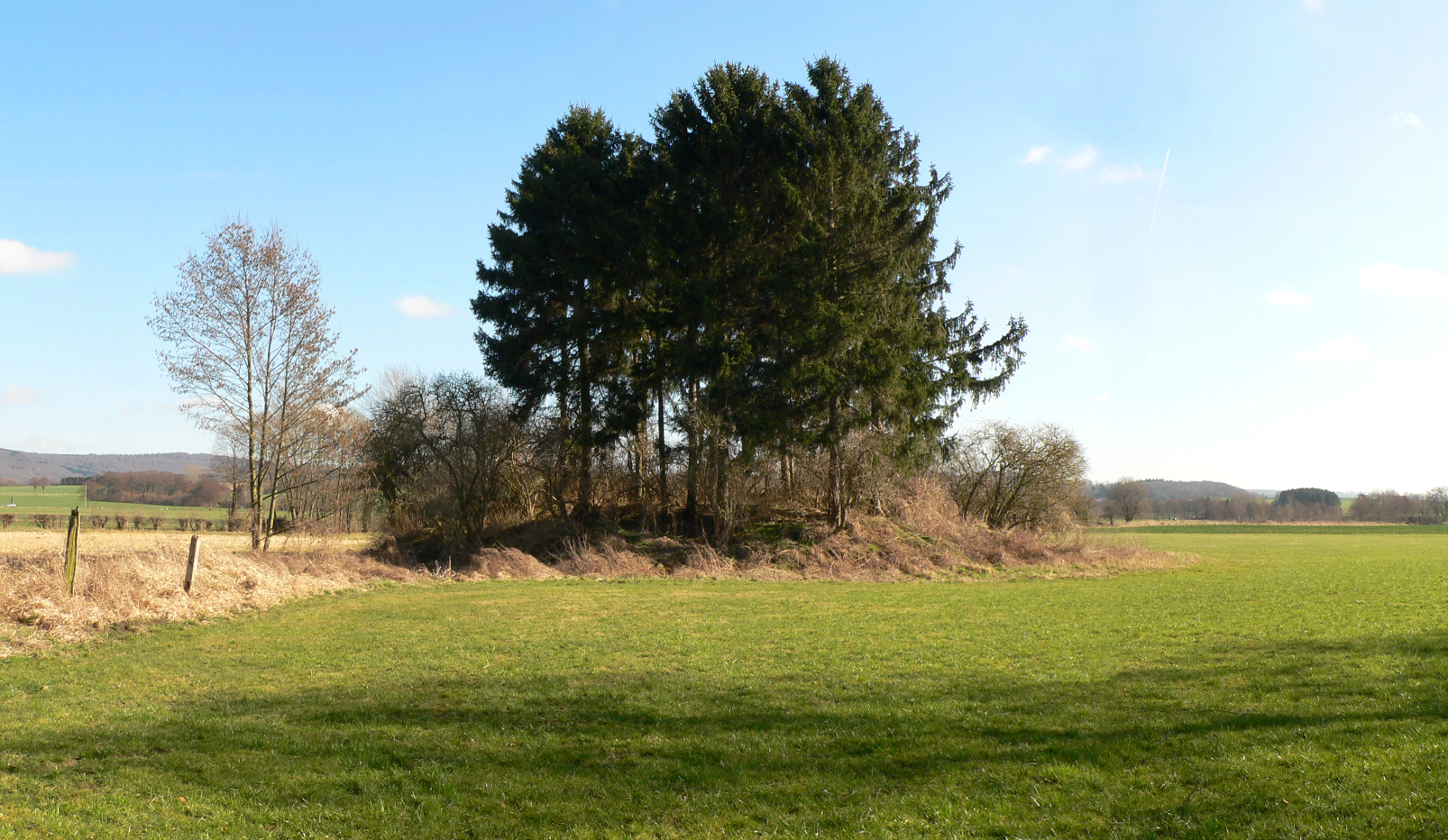
Burghügel bei Messenkamp, links der Deister
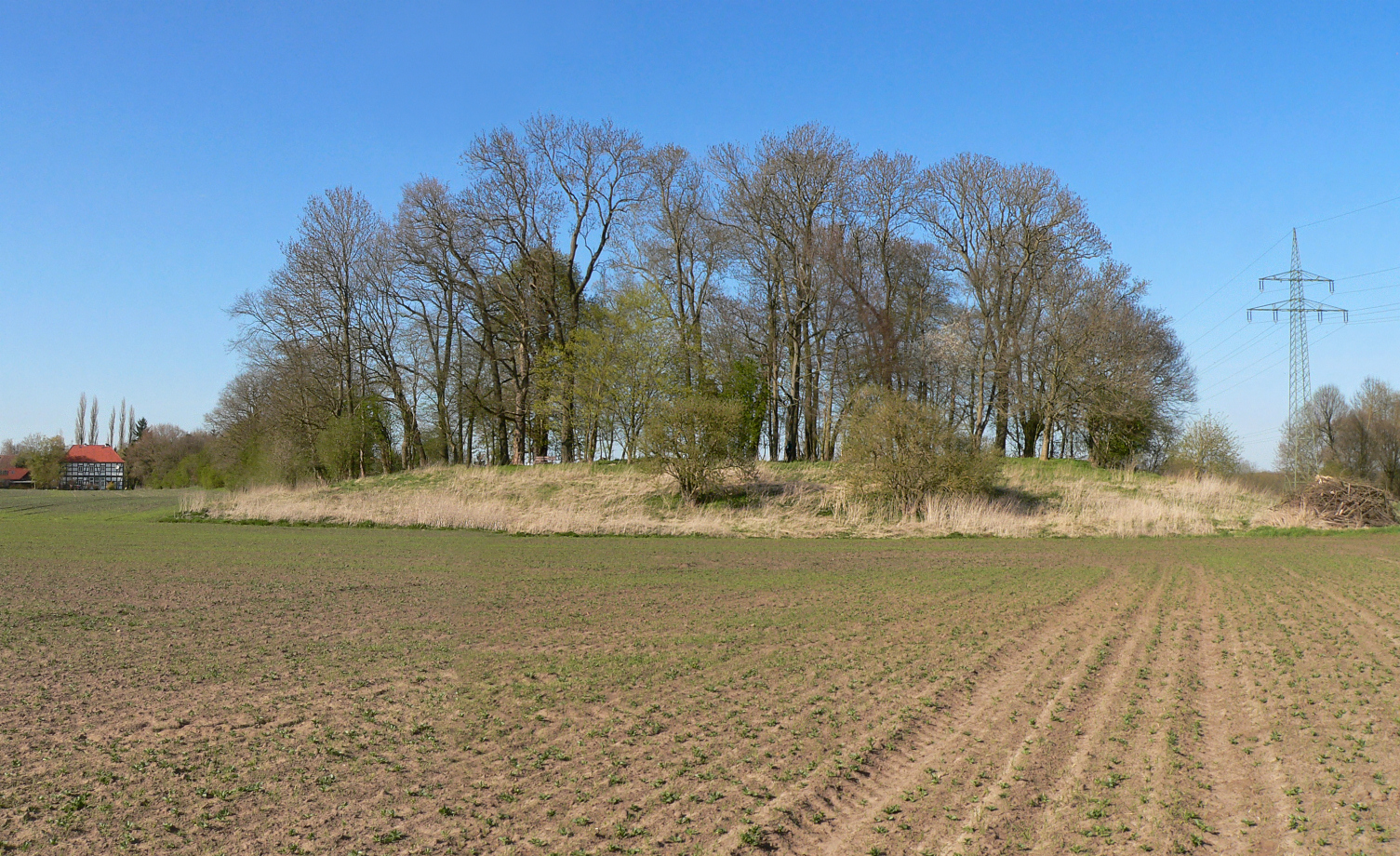
Burg Wölpe, der mit Bäumen bestandene Burghügel
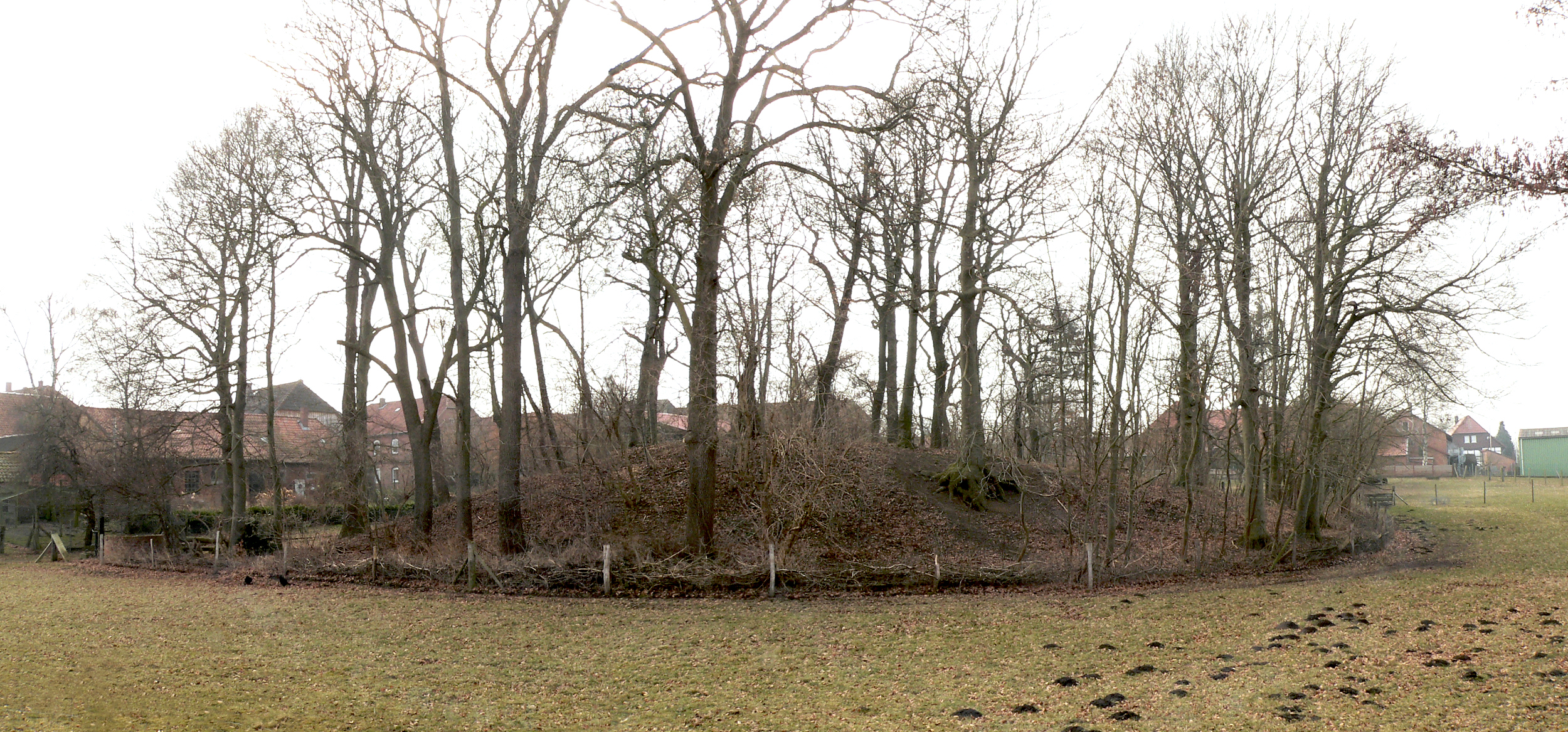
Burg Rautenberg mit Baumbestand

- Adersheim, Burg Adersheim (Burghügel mit Wassergraben auf abgegangener Motte) bei Adersheim bei Wolfenbüttel
- Altluneberg, Burg Altluneberg (geringe Reste) bei Altluneberg
- Burg Beverbäke (abgegangen) bei Oldenburg-Donnerschwee
- Bassum, Burg Freudenberg (neuere Gebäude erhalten) bei Bassum
- Berne, Burg Berne (Hügelrest) bei Berne
- Bockhorn, Motte beim Klosterhof Lindern (erhalten) bei Bockhorn
- Borgstede, Rahlingsburg (Burghügel) bei Borgstede
- Bühle, Alte Burg (Burghügel) bei Bühle
- Eldagsen, Burg Schlangenberg (abgegangen) bei Eldagsen
- Elmendorf, Burg Elmendorf Drei-Hügel-Motte (drei Hügel, Wall- und Grabenreste) in Bad Zwischenahn-Dreibergen
- Dinklage, Ferdinandsburg (Befestigung) bei Dinklage
- Flögeln, Dornburg (abgegangen) bei Flögeln
- Gedelitz, Burg Pölitz (Mauerrest) bei Gedelitz
- Grasdorf, Burg Grasdorf (abgegangen) bei Neuenhaus-Grasdorf
- Grethem, Burg Blankenhagen (zwei Burghügel) bei Grethem an der Aller
- Groß Förste, Burg Förste (Burghügel, abgegangen) in Giesen-Groß Förste
- Hagen-Grinden, Burg Hagen (Turmhügelburg, Wall-Graben-Reste) bei Hagen-Grinden (Flecken Langwedel)
- Heeßel, Burg Heeßel (Hügel in älterer Befestigung) bei Heeßel
- Hohne, Am Glindmoor, nördlich Hohne bei Celle: Palisaden fast armdick, 0,7 m unter Feld vorhanden. Nur noch schwer erkennbar, ca. 20 × 20 m auf dem Acker neben der Straße nach Hohnhorst sichtbar.
- Kettenburg, Burg Kettenburg (Mottenhügel und Gräben) bei Kettenburg
- Kluse, Gut Campe (abgegangen) bei Kluse-Steinbild
- Laatzen, Retburg (abgegangen) bei Laatzen
- Lathen, Fresenburg (abgegangen) bei Fresenburg
- Liebenburg, Grenzlerburg (Mauerreste) bei Liebenburg
- Loxten, Felddieksboll (Turmhügel, Graben) bei Nortrup-Loxten
- Melle, Burg Gröneburg (Burghügel) bei Melle
- Messenkamp, Burghügel bei Messenkamp (Burghügel) an der Rodenberger Aue bei Messenkamp
- Nienburg/W., Burg Wölpe (Erdhügel) bei Nienburg/Weser
- Oenigstedt, Motte Oenigstedt (Turmhügelburg der Klencke), bei Thedinghausen
- Pretzetze, Burg Pretzetze (Burghügel) in Pretzetze
- Querum, Borwall (Burghügel, Graben) bei Braunschweig-Querum
- Rautenberg, Burg Rautenberg (Burghügel) in Rautenberg
- Restorf, Burg Restorf (abgegangen) in Restorf
- Rhade, Burg Rhade (Geländespuren) bei Rhade
- Rhode, Burg Kahlenberg (Burghügel, Wall und Graben) bei Lutter am Barenberge-Rhode
- Rosebruch, Radesbroke (abgegangen) bei Rosebruch
- Rothehof, Burg Rothehof (Burghügel) in Wolfsburg-Rothehof
- Schulenburg, Burg Calenberg (auf abgegangener Motte entstanden) bei Pattensen-Schulenburg
- Seeburg, Burg Seeburg (abgegangen) bei Seeburg
- Trögen, Turmhügelburg Trögen (abgegangen) bei Hardegsen-Trögen
- Vöhrum, Wasserburg Vöhrum (untertägige Reste) bei Peine-Vöhrum
- Vorsfelde, Burgwall Vorsfelde (abgegangen) bei Wolfsburg-Vorsfelde
- Warberg, Burg Warburg (Wallrest) im Elm bei Warberg
- Wachendorf, Burg Knippenberg (Burghügel und Teile des Grabens) bei Wachendorf
- Wietzen, Burg Stumpenhusen (abgegangen) bei Wietzen
- Wildeshausen, Burg Wildeshausen (Burghügel) in Wildeshausen
- Wipshausen, Motte von Wipshausen (gut erhaltener Hügel und ausgetrockneter Wassergraben) bei Edemissen-Wipshausen
- Woltorf, Lumpenburg (ein kleiner Turmhügel) bei Woltorf im Landkreis Peine

## Nordrhein-Westfalen

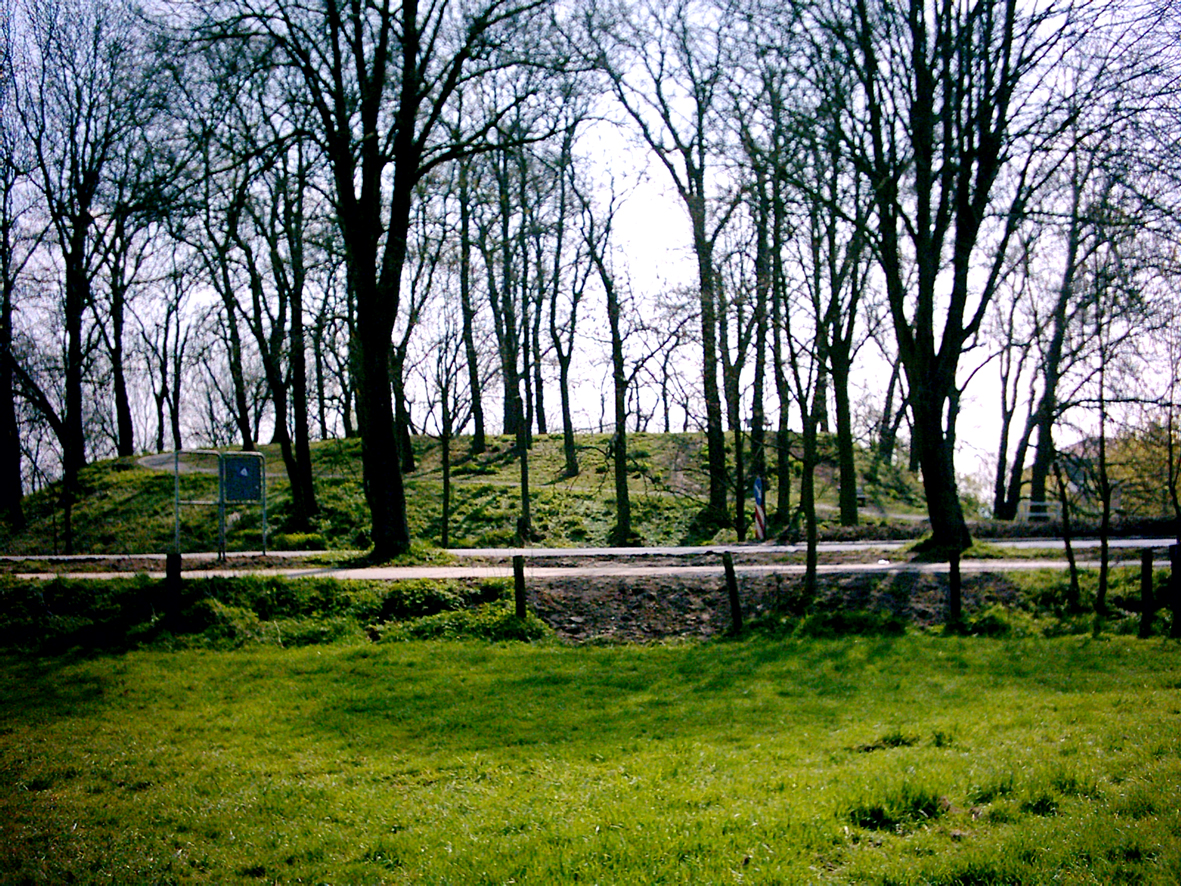
Burg Alpen Mottenhügel
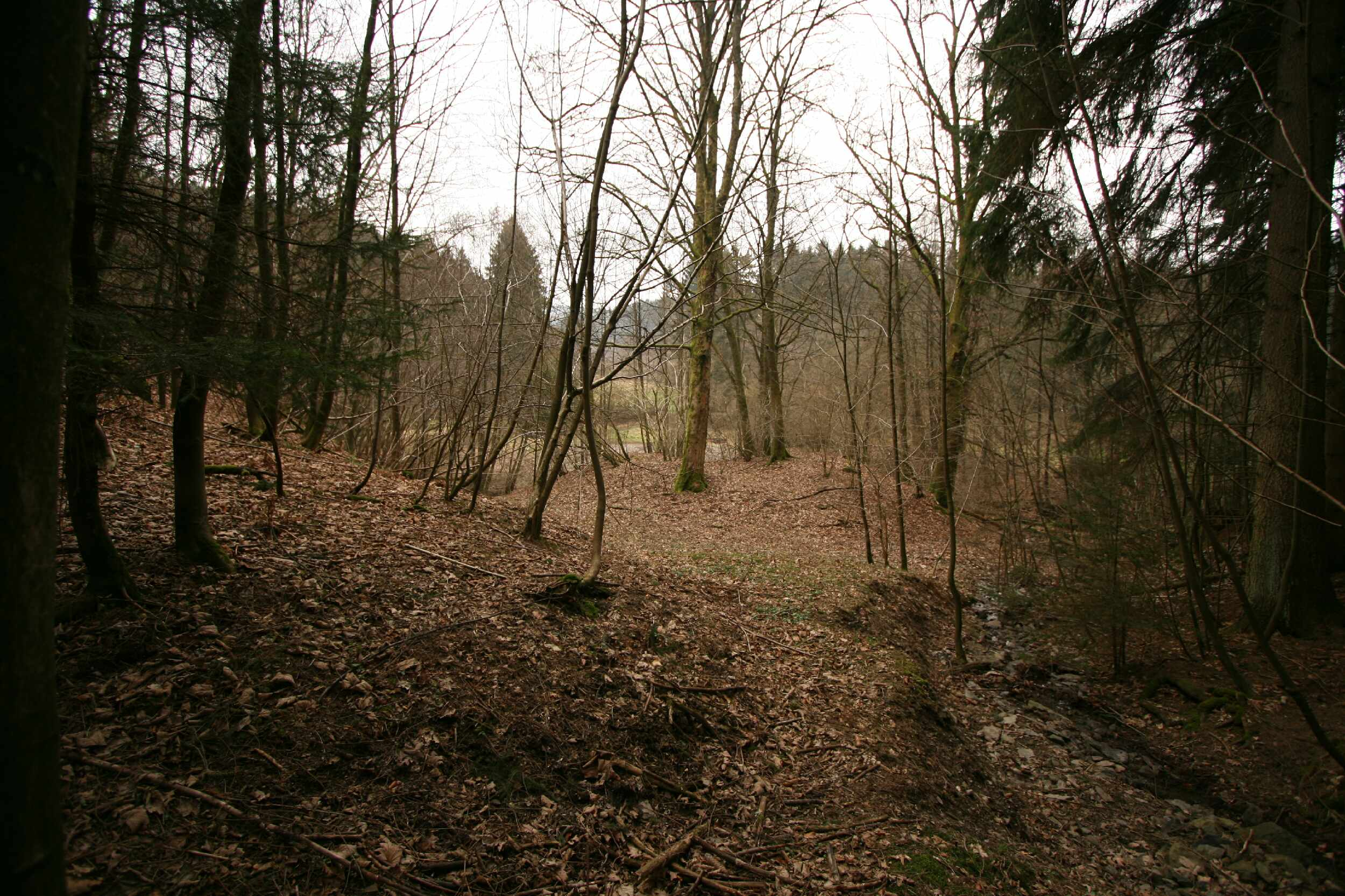
Turmhügelburg Attendorn
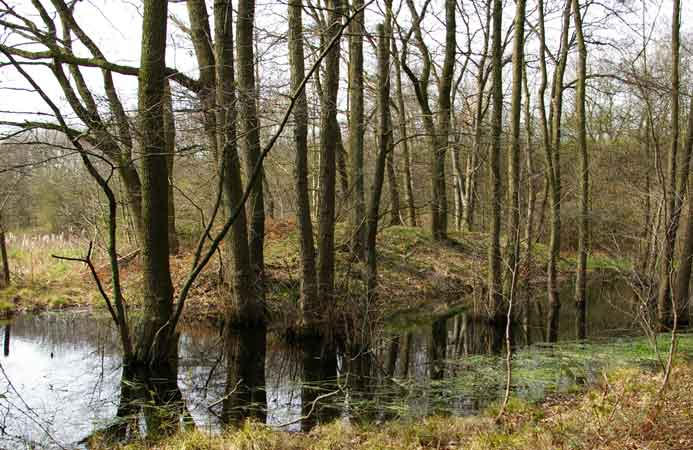
Motte Flachenhof am Blockbach
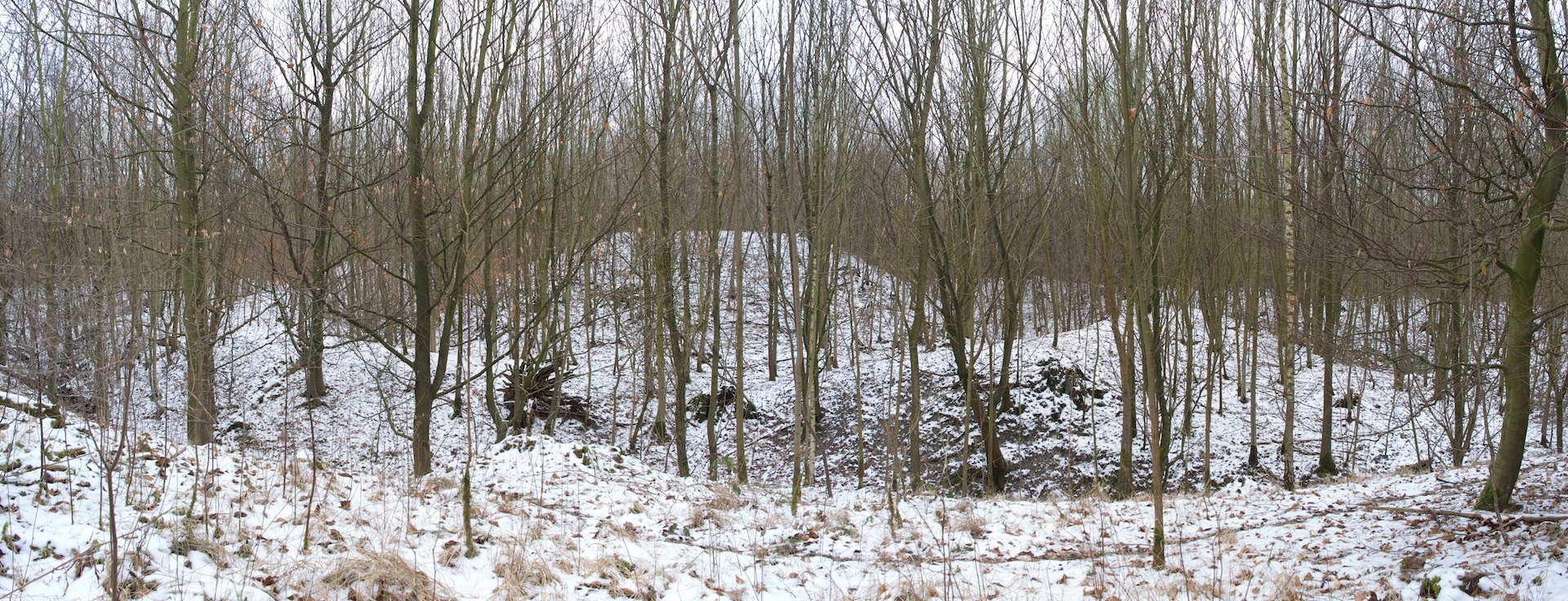
Imbsenburg im Februar 2013
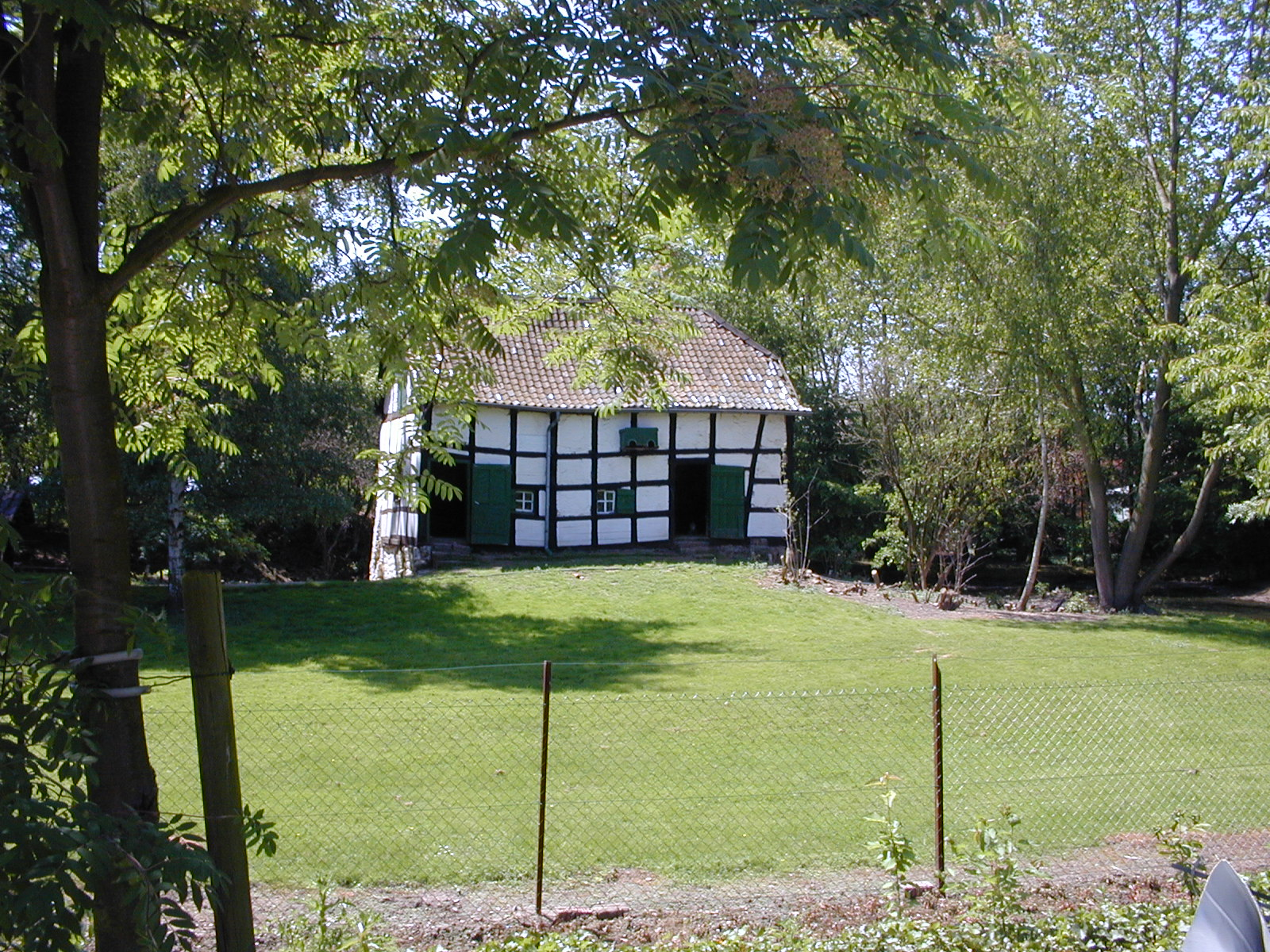
Motte Irresheim Motte mit Backhaus
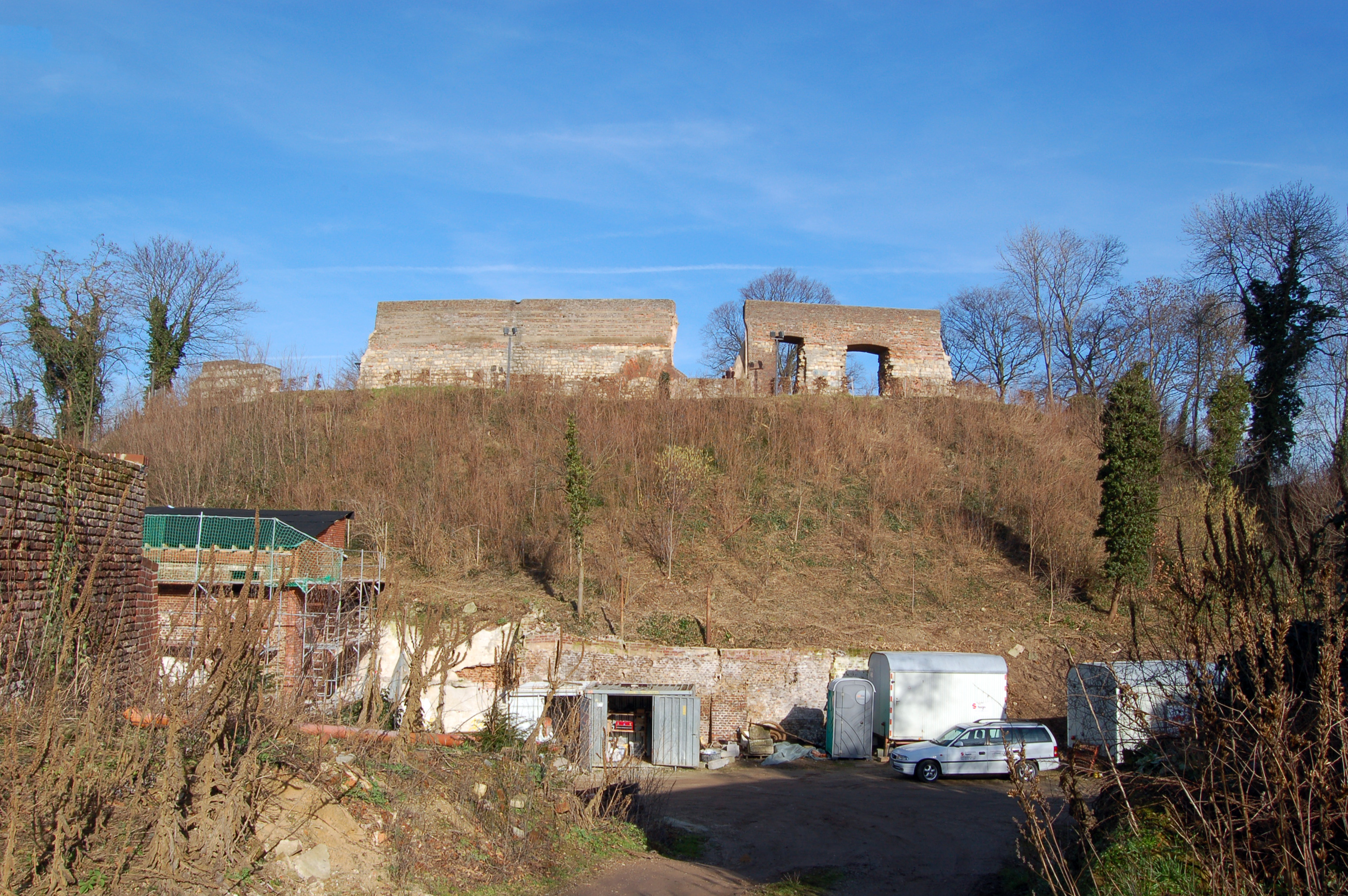
Burgberg in Heinsberg (Rheinland)
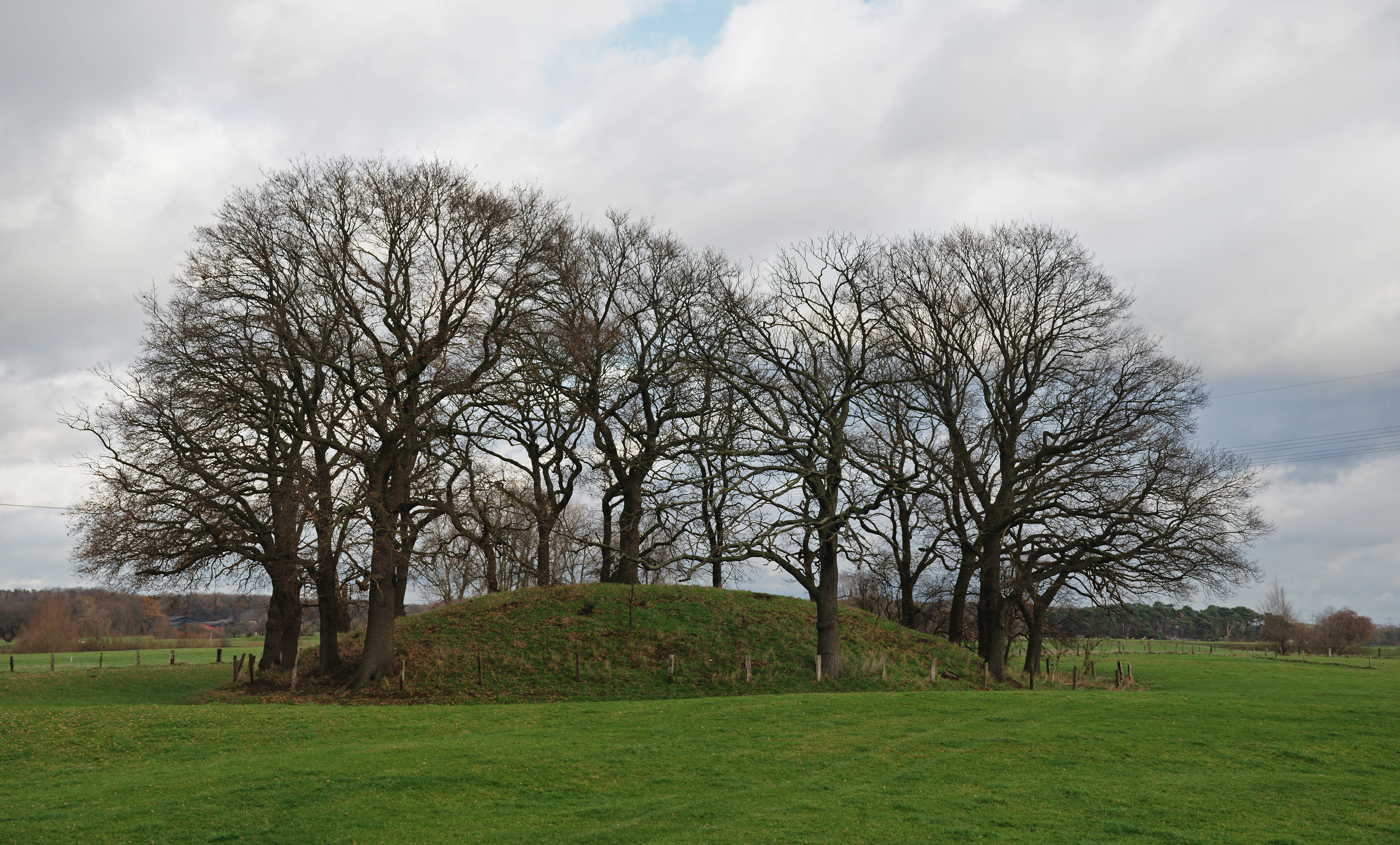
Motte Burgwart an der Lippe bei Hünxe
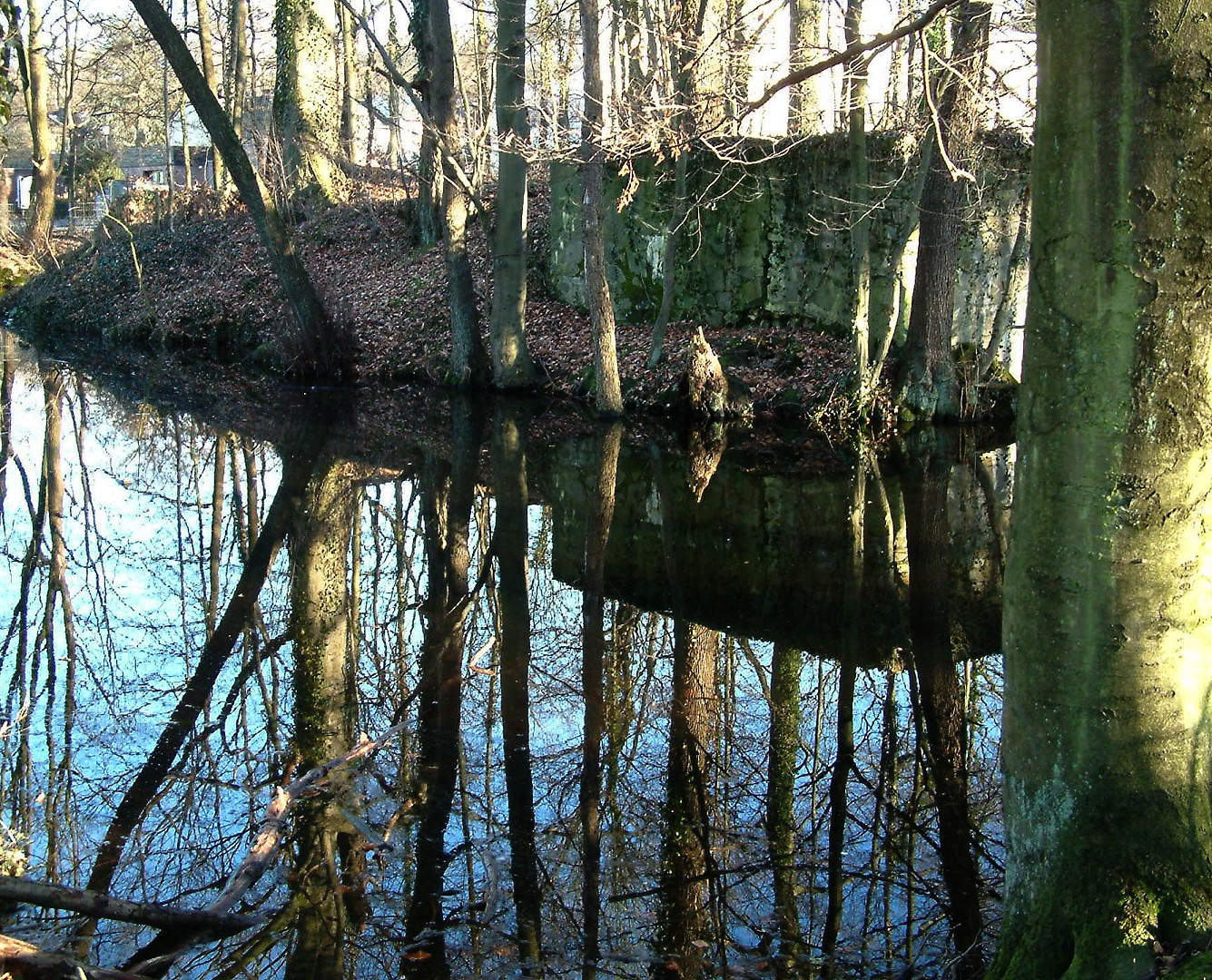
Motte Kippekausen
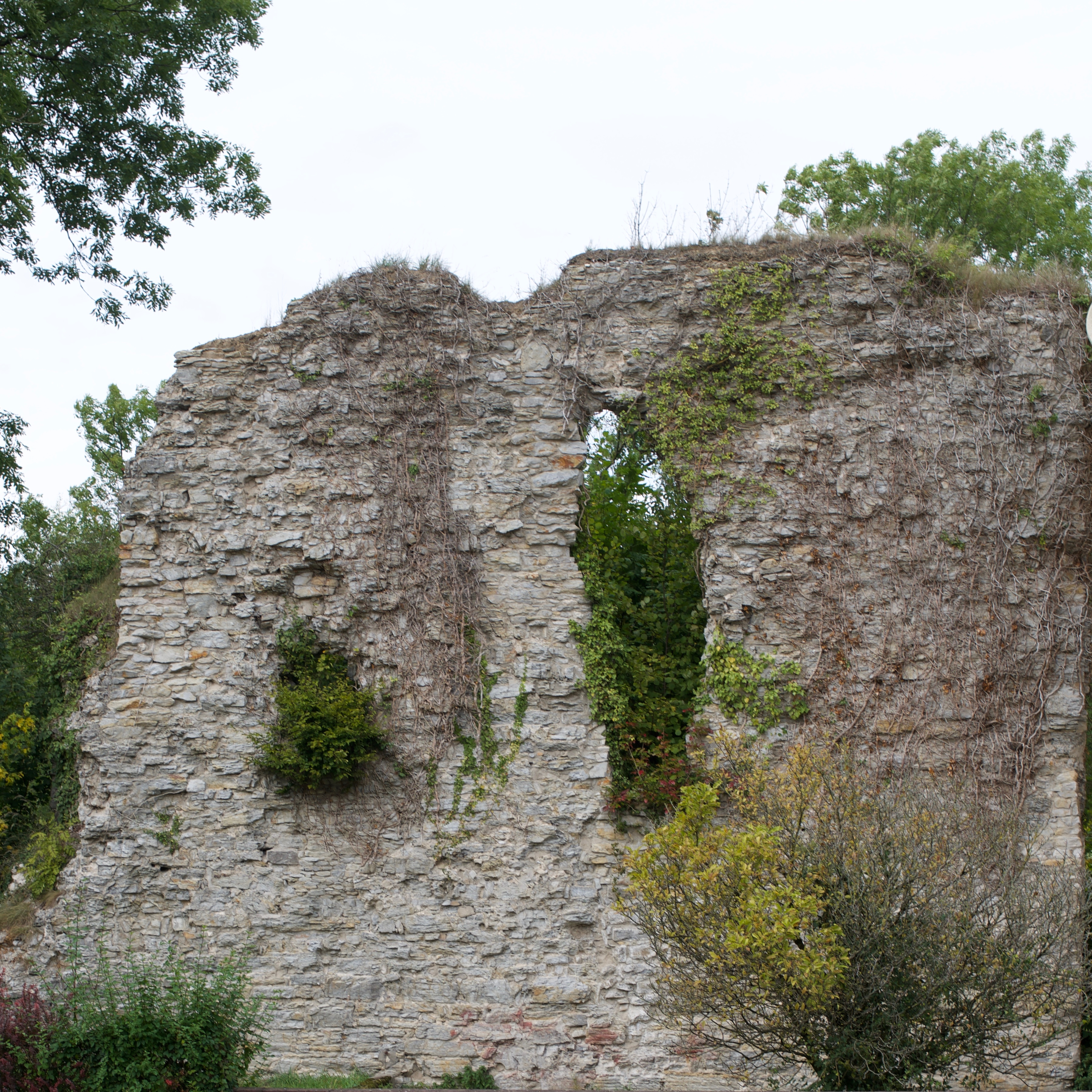
Turmhügelburgruine Kohlstädt
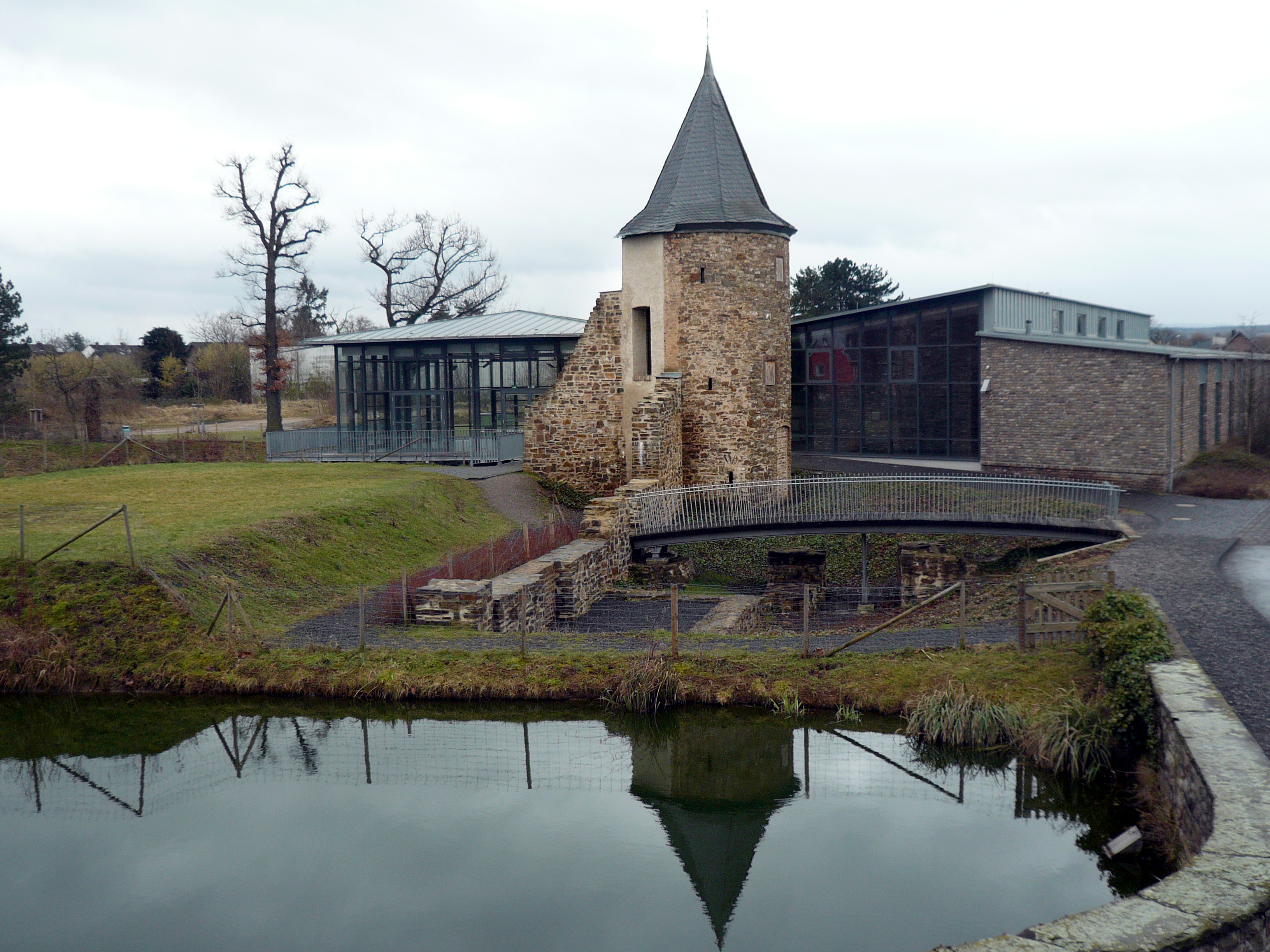
Obere Burg Kuchenheim, Heutiger Zustand
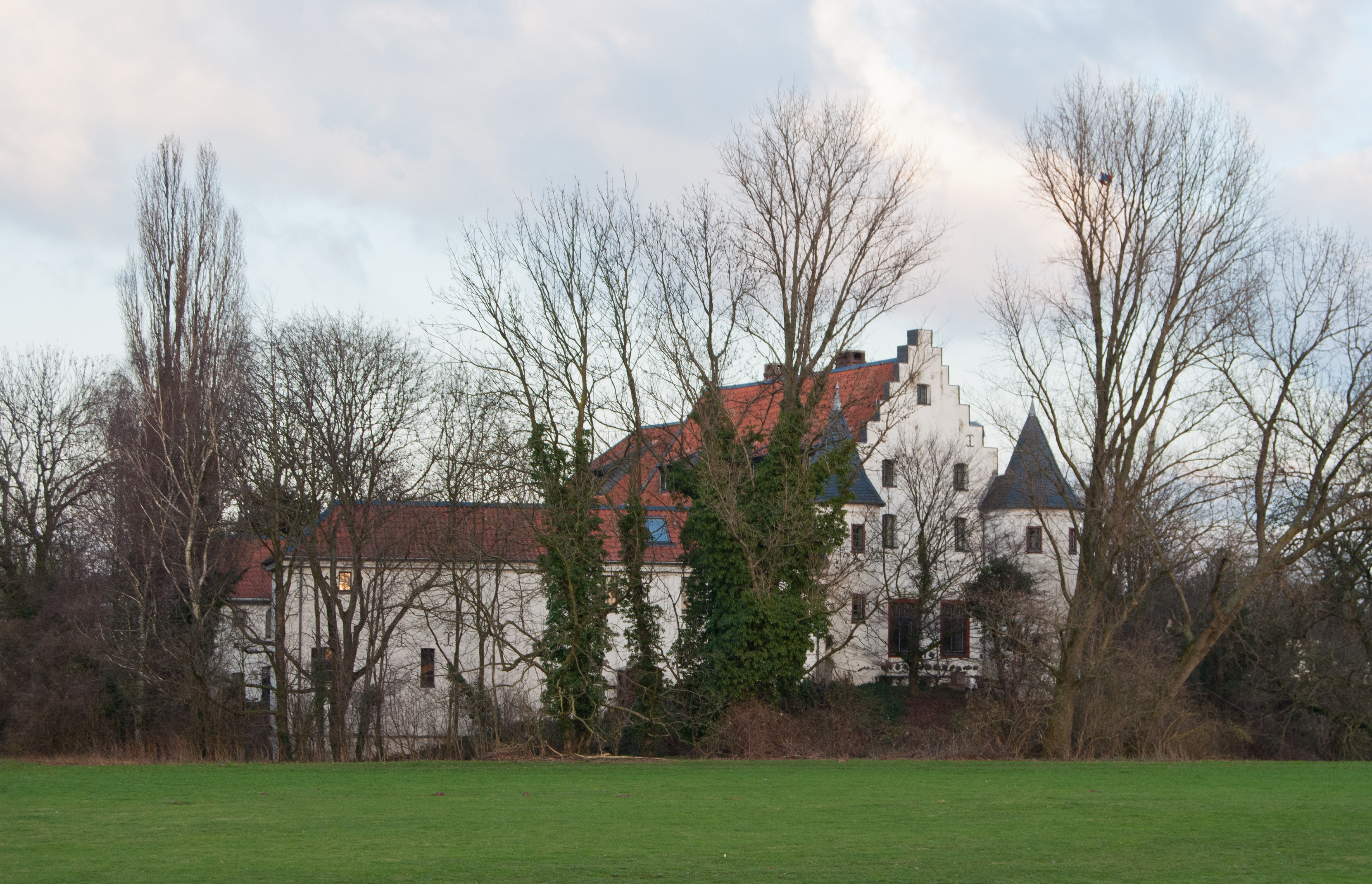
Haus Rath Südwestansicht, Januar 2013
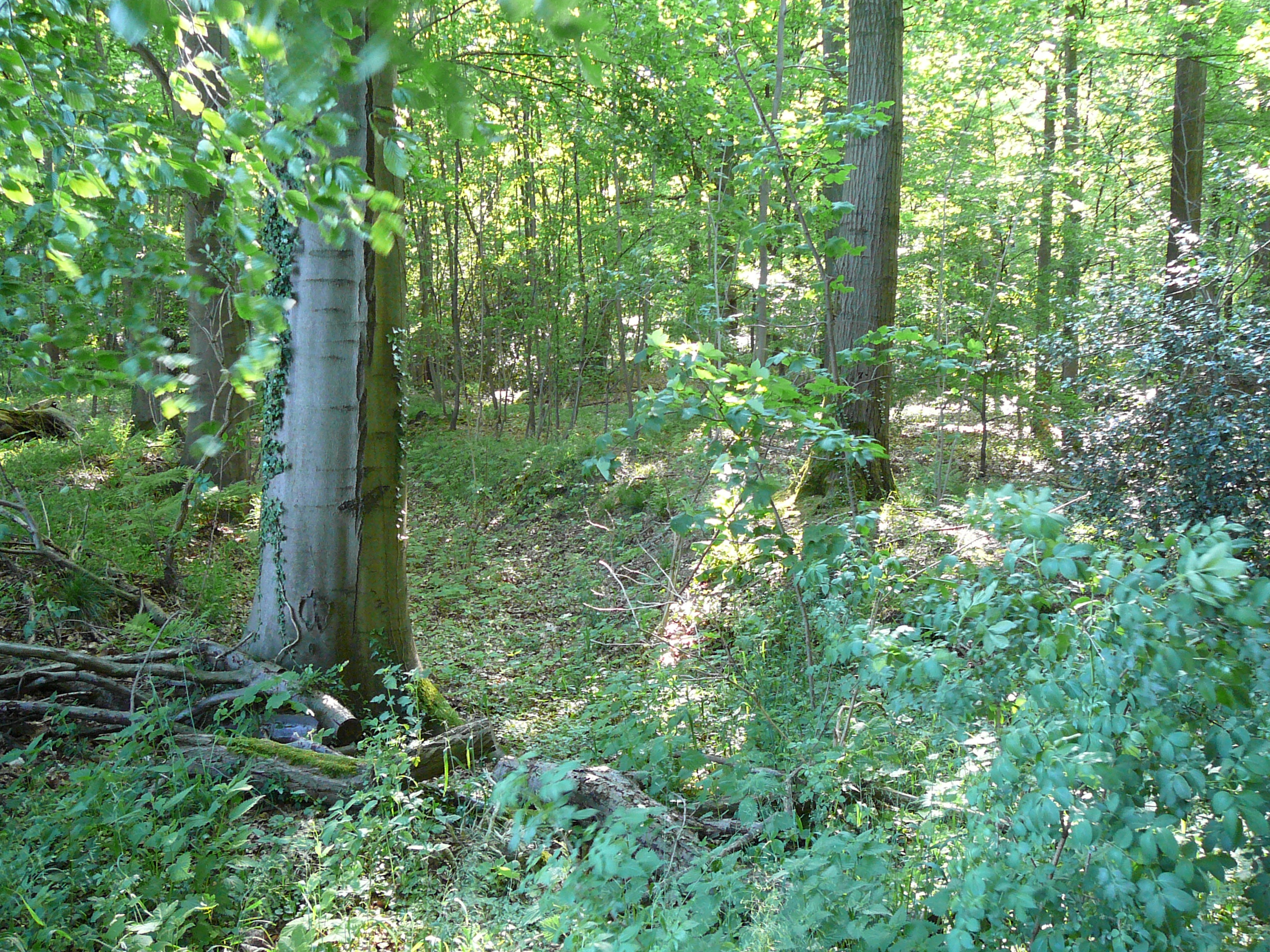
Motte Schwanenmühle Wälle im Wald

- Alfter, Hangmotte Alfter (Burghügel, Grabenrest) bei Alfter
- Alpen, Burg Alpen (Burghügel) bei Alpen
- Altenburg, Motte Altenburg (noch sichtbarer Turmhügel) in Jülich-Altenburg
- Appelhülsen, Haus Groß-Schonebeck (Befestigung, Mottenhügel und Reste des Amtssitzes) bei Nottuln-Appelhülsen
- Arsbeck, Motte Aldeberg, auch der „Alde Berg“ genannt, in Wegberg-Arsbeck.
- Attendorn-Bürberg, Turmhügelburg Attendorn (Turmhügel) bei Attendorn-Bürberg im Bremgetal
- Baukau, Turmhügelburg in Herne als Vorläufer des Schloss Strünkede, Herne-Baukau
- Beeck, Motte Beeck (gut erhaltener Turmhügel) in Wegberg-Beeck
- Beeck, Motte Gripekoven (Burghügel erhalten) nördlich von Beeck, Stadt Wegberg
- Beningsfeld, Motte Beningsfeld (schwache Reste des ehemaligen Mottenhügels sowie des umgebenden Grabens) in der Ortschaft Beningsfeld im Stadtteil Refrath von Bergisch Gladbach
- Berwicke, Haus Borghausen (Mottenhügel) bei Welver-Berwicke
- Bentrop, Burg Hünenknüfer (Steinreste) in Fröndenberg-Bentrop
- Berkum, Burg Odenhausen ehemalige Motte, als Wasserburg erhalten in Wachtberg-Berkum
- Blankenheimerdorf, Altenburg (teilweise erhalten) bei Blankenheimerdorf
- Borken-Marbeck, Haus Döring (Burgstelle/Hügel überbaut mit Barockschloss) in Borken-Marbeck
- Bracht, Turmhaus 1751 abgebrannt, 1753 mit dem Pastorat überbaut, Graben in Bodenstruktur nachgewiesen, im Ortskern von Bracht (Brüggen)
- Breberen, Haus Altenburg (überbaute Motte) bei Gangelt-Breberen
- Bruckhausen, Motte Bruckhausen (Turmhügel, Wall und Graben) bei Hünxe-Bruckhausen
- Brüggelchen, Motte Bollerberg (Erdhügel erkennbar) am westlichen Ortsrand von Waldfeucht-Brüggelchen-Biegerhof
- Datteln-Klostern, Burg Wildau nur noch geringe kreisförmige Vertiefung im Geländeprofil erhalten
- Dorsten-Rhade, Schwarze Burg, nur noch geringe kreisförmige Vertiefung im Geländeprofil erhalten.
- Drove, Motte bei Drove (Turmhügel) bei Drove
- Düren, Schloss Burgau (Herrenhaus in Insellage auf einer abgegangenen Motte errichtet) im Stadtwald von Düren
- Elfrath, Haus Rath (erhalten) in Krefeld-Elfrath
- Dinslaken, Motte Rouleersburg in Dinslaken (Zwischen Leitstrasse und Emscher, jetzt unter der Halde Wehofen verschüttet)
- Duissern, Motte Duissern (abgegangen) in Duisburg-Duissern
- Eickel, Haus Eickel (abgegangen) in Herne-Eickel
- Flittard, Motte Kurtekotten (Burghügel) bei Köln-Flittard
- Forsbach, Motte Beienburg (Burghügel) in Rösrath-Forsbach
- Frimmersdorf, Husterknupp (abgegangen) bei Grevenbroich-Frimmersdorf, ehemalige Burg der Herren von Hochstaden
- Haldern, Motte Haus Aspel (Burghügel) in Haus Aspel bei Rees-Haldern
- Hamminkeln, Motte Tollborg unmittelbar an der Issel nahe der Römerrast, daher wurde die Motte in der Forschung des 19. Jahrhunderts als römische bzw. germanische Anlage gedeutet. Zeitstellung 8. und 9. Jahrhundert. Die Vorburg hat eine Seitenlänge von 30 m nordwestlich der Hauptburg, die einen Durchmesser von 30 m und eine Höhe von 2 m aufweist.
- Hamm-Pelkum, Burg Nordhof (Burghügel mit Gräfte) in Hamm-Pelkum
- Heinsberg, Burg Heinsberg (Mauerreste) Der Burgberg und die Vorburg (Kirchberg) in Heinsberg zählt zu den größten noch erhaltenen Motten im Rheinland
- Helpenstein, Burg Helpenstein (Burghügel) in Neuss-Helpenstein
- Hennen, Burg Gerkendahl (abgegangen) in Iserlohn-Hennen
- Hamm-Herringen, Homburg (überbaut), bei Hamm-Herringen
- Holtheim, Marschallsburg (abgegangen) bei Lichtenau-Holtheim
- Holtheim, Burg und Wüstung Sewardissen (abgegangen) bei Lichtenau-Holtheim
- Holtwick, Barenborg (Wallreste) bei Rosendahl-Holtwick
- Horm, Haus Hocherbach Motte bei Horm (Turminsel) bei Hürtgenwald-Horm
- Huckingen, Biegerhof eine vermutete Motte auf dem Hofglände (Burghügel) in Duisburg-Huckingen
- Hünxe, Burg Berge (zwei Burghügel, Wassergraben) in Hünxe
- Hünxe, Motte „Burgwart“ in Hünxe direkt an der Lippe innerhalb einer Viehweide. Auf dem Hügel befindet sich ein Altbaum (Stieleiche/Kopfeiche, weitere Bäume in Kreisform am unteren Rand des Hügels)
- Hünxe, Motte „Uhlenbrucks Busch“ unmittelbar am Wesel-Datteln-Kanal nahe dem Gartroper Mühlenbach in Hünxe
- Hünxe-Gahlen, Motte / Hügelgrab alter Busch bei Gahlen / Hünxe
- Huppenbroich, Meyssenburg Reste kaum zu erkennen bei Huppenbroich
- Irresheim, Motte Irresheim (Reste) bei Nörvenich-Irresheim
- Kettwig, Kattenturm Essen (Burg Luttelnau), Essen-Kettwig
- Kettwig, Motte Nettelshof (abgegangen) bei Essen-Kettwig
- Keyenberg, Motte in Keyenberg, Stadt Erkelenz
- Kinzweiler, zwei Motten in Eschweiler-Kinzweiler: der Mühlenbongert und der Kalvarienberg. (Wer sie als Wehranlagen genutzt hat, ist unbekannt. Erst mit den Kinzweiler Rittern treten sie in Erscheinung, als keine mehr gebaut wurden. Das Untere Haus auf dem Kalvarienberg erscheint erstmals 1237, das Obere Haus auf dem Bongert 1357 nach der Linientrennung des Hauses Kinzweiler.) Ende der 1970er Jahre wurde zusammen mit Eschweiler-Lürken eine Motte wegen Braunkohletagebaus abgebaggert. Lageplan siehe hier
- Kippekausen, Motte Kippekausen (Grundmauerreste) in Bergisch Gladbach-Refrath
- Kleinenberg, Turmhügelburg Zuckerberg (Burghügelrest) bei Kleinenberg, Stadt Lichtenau
- Kohlstädt, Burgruine Kohlstädt in der Gemeinde Schlangen
- Kranenburg, Burg Kranenburg (abgegangen) in Kranenburg
- Kuchenheim, Obere Burg auf einer abgegangenen Motte im Euskirchener Stadtteil Kuchenheim
- Langenfeld-Immigrath, Motte Flachenhof (Burghügel) bei Langenfeld-Immigrath
- Leiffarth, Burg Borberg (Erdwerk) in Geilenkirchen-Leiffarth
- Leysiefen, Motte Zoppesmur (Burghügel- und Mauerreste) bei Leichlingen-Leysiefen
- Linn, Burg Linn ehemalige Motte in Krefeld-Linn
- Margarethenhöhe, Sommerburg (Hügel erkennbar) in Essen-Margarethenhöhe
- Mark, Burg Mark (zwei Hügel der Vor- und Hauptburg von Gräfte umgeben) bei Hamm-Mark
- Meerbusch, Haus Meer (abgegangen), bei Stadt Meerbusch
- Moers, Moerser Schloss ehemalige Motte mit Keller des Wohnturms im Schlosshof in Moers
- Münster, Burg Haskenau (abgegangen) bei Münster
- Niederpleis, Niederungsmotte Niederpleis (abgegangen) in Sankt Augustin-Niederpleis
- Nörvenich, Alte Burg, eine abgegangene Großmotte bei Nörvenich
- Obermaubach, Burg Obermaubach (geringe Reste) bei Obermaubach
- Obermeiderich, Burg Hagen (Turmhügel und Gräfte) in Duisburg-Obermeiderich
- Odenthal-Niederscherf, Motte Wiebershausen/Niederscherf (Burghügel) bei Odenthal-Niederscherf
- Paderborn, Turmhügel Haxterberg mit Graben, beim Haxterberg, alternativ Pohlberg, heute Schlossberg, unterhalb des Knickwegs in Paderborn.[2]
- Pelkum, Haus Northof (Mottenhügel mit Graben) in Hamm-Pelkum
- Raesfeld, Burg Kretier (Wall- und Grabenreste) bei Raesfeld
- Randerath, Burg Randerath (überbaute Motte um 900) in Heinsberg-Randerath
- Ravenstein, Burg Ravenstein (geringe Reste) bei Hennef
- Recklinghausen Klutenburg Turmhügelburg Suderwich, gut erhaltener Hügel nebst Grabenanlagen
- Ripsdorf, Stromberg (Reste) bei Ripsdorf
- Saaler Mühle, Motte Saaler Mühle (Burghügel) bei Bergisch Gladbach-Bensberg
- Salzkotten, Burg Vielsen „Vielser Berg“ (Reste im Wiesenhügel) bei Salzkotten
- Sassenberg, Burg Sassenberg (abgegangen) in Sassenberg
- Senftenberg, Turmhügel Obersenftenberg (Turmhügel, Graben, zwei Ringwälle) bei Buttenheim-Senftenberg
- Soest, Hinderking (Turmhügel) bei Soest
- Stirpe, Burg Brockhof (Mottenhügel und Gräben) bei Erwitte-Stirpe
- Störmede, Burg Störmede (ursprüngliche Motte) in Geseke-Störmede
- Telgte, Turmhügelburg in Telgte
- Tüschenbroich, Motte Tüschenbroich (abgegangen) in Wegberg-Tüschenbroich
- Unterrath, Alte Burg (abgegangen) in Düsseldorf-Unterrath
- Unterrath, Motte Ickt (Burghügel) in Düsseldorf-Unterrath
- Voerde, Turmhügelburg im "Wohnungswald" unmittelbar am Rotbach, Geländebezeichnung "Die Wülbeck". Das Bodendenkmal besteht aus 2 Hügeln und umlaufenden Gräben einschließlich eines separaten Bereichs für die Vorburg
- Voßwinkel, Hünenbräuken (gut sichtbare Reste) bei Arnsberg-Voßwinkel
- Wanne, Haus Horst (abgegangen) in Herne-Wanne
- Warburg-Ossendorf, Asselerburg (Ruine des Wohnturms) bei Warburg-Ossendorf
- Wevelinghoven, Burg Wevelinghoven (Burghügel), auch Motte im Zubend genannt, bei Wevelinghoven
- Wewer, Imbsenburg (Wallrest) im Sammtholz bei Gut Wilhelmsburg, Paderborn-Wewer
- Wiescheid, Motte Schwanenmühle (Wallanlage und Burghügel) bei Langenfeld-Wiescheid
- Wildshausen, Burg Wildshausen (Burghügelrest) in Arnsberg-Wildshausen

## Rheinland-Pfalz

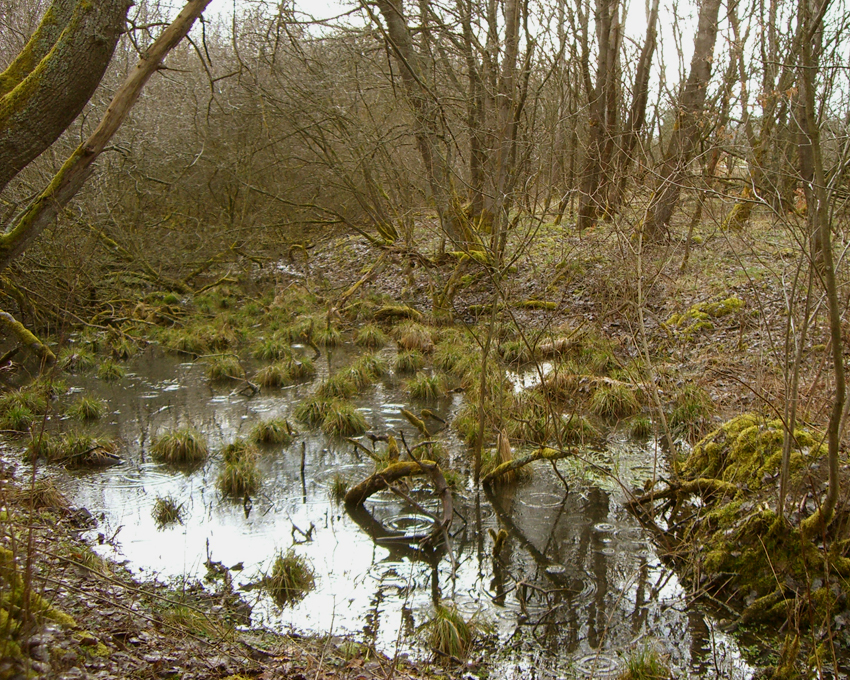
Dudenrother Schanze
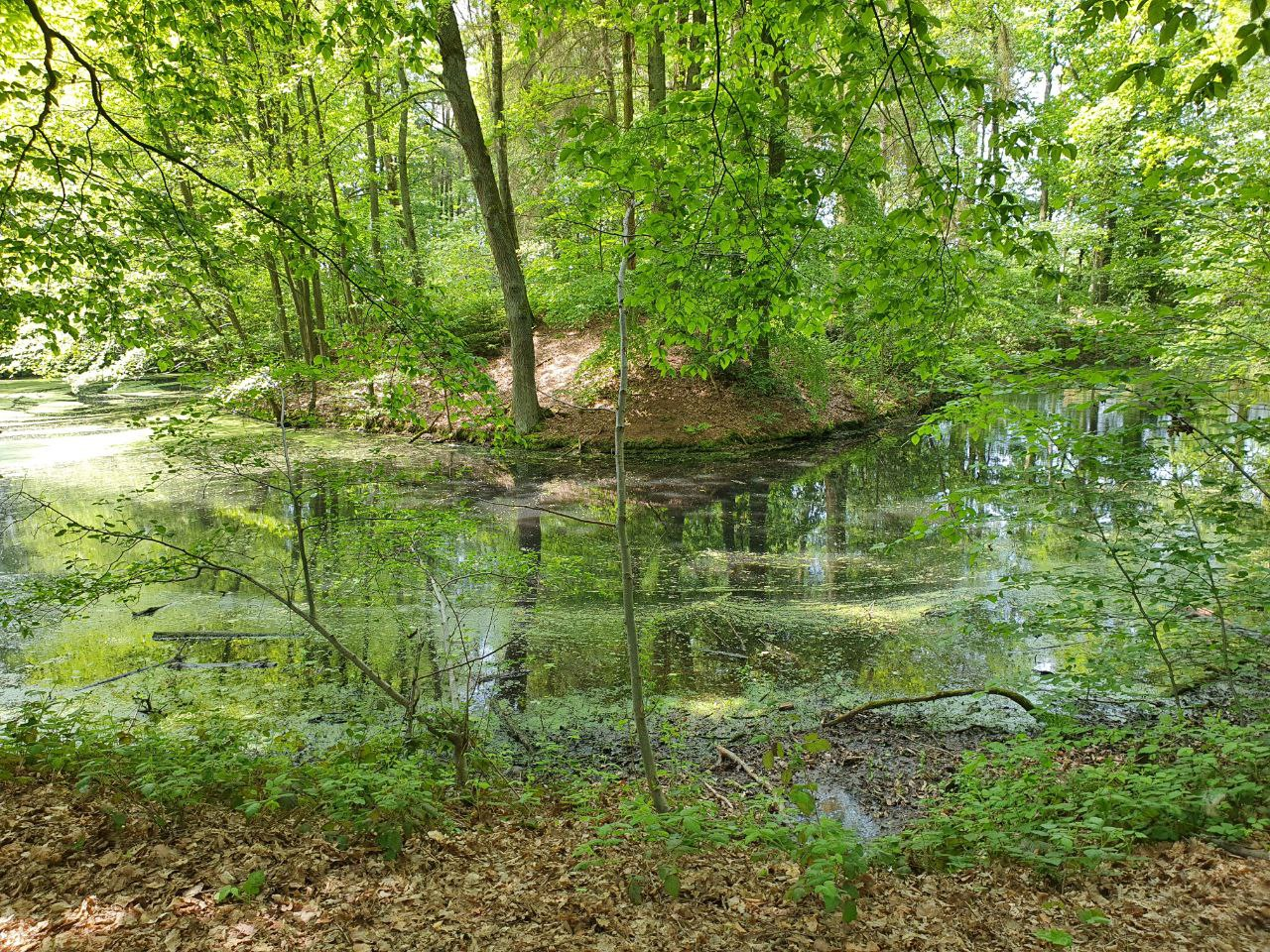
Motte Broichhausen bei Kircheib
Turmhügelburg Ütgenbach Rekonstruktion

- Alsenborn, Burg Alsenborn, (Turmhügel, geringe Mauerreste) bei Alsenborn-Enkenbach
- Asbach-Krankel, Turmhügelburg Ütgenbach (Burghügel) bei Asbach (Westerwald)
- Bolanderhof, Burg Altenbolanden (Erdwerk) in Bolanden-Bolanderhof
- Braunshorn, Burg Braunshorn (Erdwerk) bei Braunshorn
- Dannenfels, Burg Tannenfels (Mauerreste) bei Dannenfels
- Dannenfels, Burg Wildenstein (Mauerreste) bei Dannenfels
- Dudenroth, Dudenrother Schanze, (Wälle und Gräben) bei Braunshorn-Dudenroth
- Enkenbach, Burg Breidenborn (abgegangen) bei Enkenbach-Alsenborn
- Gimmeldingen, Alte Burg, (geringe Reste) bei Gimmeldingen
- Horn, Horner Burg (geringe Reste), bei Horn (Hunsrück)
- Klingenmünster, Waldschlössel, (Ruine) bei Klingenmünster
- Kircheib, Motte Broichhausen (Burghügel) bei Kircheib
- Kruft, Burg Laach (abgegangen) bei Kruft-Maria Laach
- Laudert, Alte Burg (Erdwerk) bei Laudert
- Neuhemsbach, Anselburg (geringe Reste) bei Neuhemsbach
- Orenhofen, Motte Orenhofen (abgegangen) bei Orenhofen
- Rotenhain, Alte Burg (Grundmauern, Graben, Brunnen) bei Rotenhain
- Streithausen, Motte Streithausen (Turmhügel und Graben) bei Streithausen
- Weisel, Schanze Weisel (Wall- und Grabenreste) vermutete Motte bei Weisel (Rhein-Lahn-Kreis)
- Zweibrücken, Tschifflicker Burg (Mauer-, Grabenreste und Brunnen) bei Zweibrücken

## Saarland

Mühlenberg bei Schmelz-Bettingen
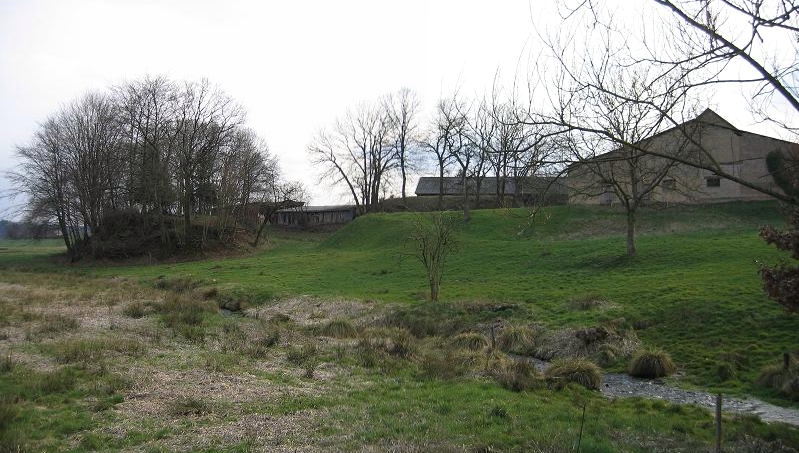
Burg Weierweiler „Hungerburg“

- Bettingen, Mühlenberg, (vermuteter Turmhügel) bei Schmelz-Bettingen
- Einöd, Alte Burg (abgegangen) bei Homburg-Einöd
- Faha, Turmhügelburg Faha bei Mettlach-Faha
- Mettlach, Burg Skiva (Turmhügel) bei Mettlach
- Neunkirchen, Alte Burg, (Turmhügel, Wallrest) Nohfelden-Neunkirchen
- Numborn, Burg Mühlenbach (Turmhügelrest) Heusweiler-Numborn
- Rappweiler, Burg Rappweiler, (abgegangen) bei Weiskirchen-Rappweiler
- Weierweiler, Burg Weierweiler Hungerburg, (abgegangen) Weiskirchen-Weierweiler
- Weiskirchen, Finkenburg (Geländespuren) bei Weiskirchen

## Sachsen

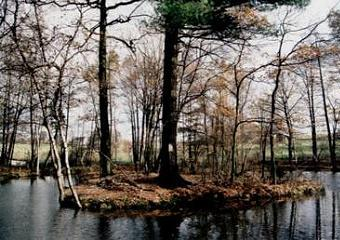
Wasserburg Abtei Thierfeld, Wassergraben und Insel
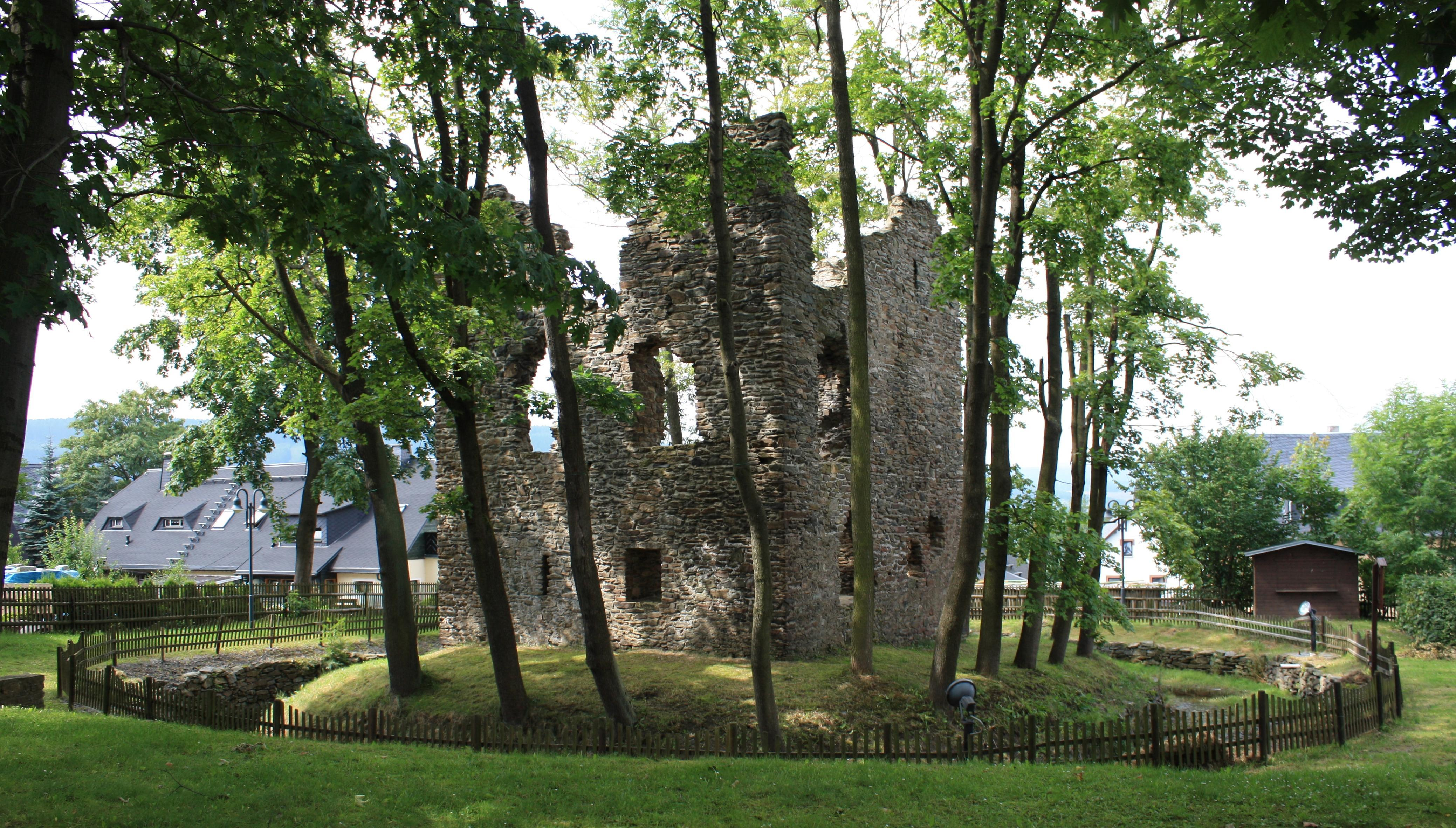
Wartturm und späteres Jagdhaus Breitenbrunn auf Turmhügel mit umlaufendem Wassergraben, Erzgebirge, Sachsen

- Bad Elster: Ringwallanlage Elster ("Altes Schloss Schönfeld") bei Bad Elster
- Beerwalde: Wasserburg Beerwalde (geringe Reste, als Motte gegründet) in Erlau-Beerwalde, östlich der Kirche von Beerwalde
- Breitenbrunn: Wasserburg/Wartturm Breitenbrunn als Vorgängerbau des barocken Jagdhauses Breitenbrunn, Breitenbrunn/Erzgeb.

- Chemnitz-Borna: ehem. Wasserburg Blankenau mit zwei runden Wassergräben herum (im 19. Jahrhundert eingeebnet) in Borna, siehe Herrschaft Blankenau
- Chemnitz-Schönau: ehem. Wasserburg Höckericht (abgegangen), minimale Reste in Firmengelände neben der Autobahnbrücke in Chemnitz-Schönau

- Ebersbrunn: ehem. Wasserburg Ebersbrunn in Ebersbrunn (Lichtentanne)

- Friedrichsgrün: Reste der Turmhügelburg Friedrichsgrün in Reinsdorf-Friedrichsgrün

- Gehringswalde: Wasserburg Inselteich in Gehringswalde bei Wolkenstein
- Gelenau: Wasserburg Hofteich in Gelenau
- Glauchau: in DDR-Zeit freigelegte frühdeutsche Miniaturburg im Ortsteil Sachsenallee beim Sportstadion, wurde entweder beseitigt oder zugeschüttet, nichts aktuell sichtbar
- Grünau: Turmhügelburg Grünau, auch "Wohl" genannt, in Langenweißbach-Grünau

- Hartenstein: Burgwall Turmhügelburg "Ur-Stein" (auch "Türmelberg"), gut erhaltene Anlage, am Berghang oberhalb des Bahnhofes Hartenstein (Sachsen), nach neueren Untersuchungen soll es sich um eine Belagerungsburg handeln
- Hartmannsdorfer Forst: Fürstenberg (Hoher Forst) (oder Burg Fürstenberg) im Hartmannsdorfer Forst, Graben-Wall-System erhalten

- Kemnitz: Turmhügel des ehem. Wasserschlosses von Kemnitz und zwei weitere Ringwallburgen im Ort Kemnitz, Vogtlandkreis
- Kürbitz: Wasserburg Kürbitz

- Lauterbach: Inselteich Lauterbach bei Crimmitschau, Sachsen
- Lichtenberg/Erzgeb.: Wasserburg Lichtenberg (Ringelteich), Lichtenberg/Erzgeb.

- Marienthal/Weißenborn: Turmhügelburg Rappendorf, gut erhaltener Turmhügel mit halbem Graben in Hanglage neben der Wüstung Rappendorf im Zwickauer Waldpark "Weißenborner Wald" direkt am Wanderweg neben dem eingezäunten Wasserloch "Böser Brunnen", ca. 500 m ab Lorenz-Str. in Marienthal (Zwickau), Weißenborn

- Mühlhausen: ehem. Wasserburg von Mühlhausen/Vogtland bei Bad Elster
- Mülsen-Neuschönburg: ehem. Wasserburg (Inselteich) in Neuschönburg (vor 1923 "Neudörfel"), Ortsteil von Mülsen

- Oelsnitz: ehem. Burgwall von Oelsnitz/Erzgeb. nahe der Kirche, siehe älteste Ortsansicht
- Ostro Turmhügelburg Ostro

- Pohrsdorf: Burg Pohrsdorf, ehem. Turmhügelburg, Pohrsdorf bei Tharandt

- Reinholdshain: abgegangene Wasserburg Reinholdshain, Reinholdshain (Dippoldiswalde), Osterzgebirge
- Reinsdorf: weitgehend durch Überbauung abgegangene Turmhügelburg Reinsdorf in Reinsdorf

- Ringethal: Wasserburg Ringethal
- Rochlitz: "Alte Burg" im Muldental bei Rochlitz
- Rußdorf: ehem. Rudelsburg (Wallanlagen/Graben erhalten) in Rußdorf bei Blankenhain (Crimmitschau)

- Schlettau: Vorgängerbau von Schloss Schlettau lt. Modell im Schlossmuseum
- Schlunzig: ehem. Wasserburg (Inselteich) Schlunzig
- Schönfels: ehem. Turmhügelburg Schönfels in Schönfels, OT von Lichtentanne (Landkreis Zwickau)
- Seelingstädt: Wasserburg Seelingstädt, "Wallteich" oder "Walteich" in Seelingstädt (Trebsen), Turmfundamente vorhanden

- Tannenberg: ehem. Wasserburg mit Paßklausenturm, Tannenberg (Sachsen)
- Thierfeld: nördliche Wasserburg "Abtei" in Thierfeld, Quadratischer Teich mit quadratischer Insel bei Hartenstein
- Thierfeld: südliche Wasserburg in Thierfeld, runder Teich mit runder Insel, bei Hartenstein

- Vielau: Reste der weitgehend durch Überbauung abgegangenen Turmhügelburg Vielau, genannt „Wohl“, in Reinsdorf-Friedrichsgrün: „Wohl“ im Gelände des früheren Hammelhofes (heute Ortsteil Friedrichsgrün). Der Hammelhof war als „Oberes Vorwerk“ des Vielauer Rittergutes schon sehr früh angelegt worden. Am 3. April 1835 brannte der Hammelhof ab. Es gab ursprünglich noch eine zweite Wehranlage in Vielau.
- Werdeck/Krauschwitz: ca. 100 m vom Königshügel entfernt liegen im alten Flussbett der Neiße drei Kreisgebilde ineinander, nach Ansicht des LfA Sachsen wahrscheinlich eine Motte,

- Wermsdorfer Forst: ehem. Wasserburg "Wüstes Schloss Hayn", Wasserburg Hayn im Wermsdorfer Forst direkt an der Kreuzung zweier befahrbarer Waldwege gelegen, geringe Mauerreste und Gräben
- Wermsdorfer Forst: Wasserburg Laubental im Wermsdorfer Forst
- Wermsdorfer Forst: Turmhügelburg der Wüstung Nennewitz im Wermsdorfer Forst, Grundmauern des Bergfriedes (rechteckig mit runden Ecken) ergraben
- Wildbach: Turmhügelburg "Vogelherd" im Poppenwald, 1 km östlich von Wildbach, auf einem Bergsporn über der Mulde gegenüber der Ruine Isenburg gelegen
- Wolftitz: Ruine Wolfsburg (Wolftitz), Burghügel mit geringen Mauerresten, Wall-u. Grabenanlage, Streitwald-Wolftitz
- Wolkenburg: Turmhügelburg auf dem Ullersberg oder auch Ullrichsberg, nur halb erhaltener Burgwall (1300–1355) am Rande des mittelalterlichen Bergbaugebietes "Ullersberg" (Wolkenburger Revier) -kleines rundes Wäldchen in einem Feld- bei Uhlsdorf/Wolkenburg oberhalb des Segen-Gottes-Erbstolln gelegen, nördlich von Waldenburg (Sachsen)

- Ziegra-Knobelsdorf: Knobelsdorff Knobelsdorff (Adelsgeschlecht) (11./12. Jahrhundert nachgewiesene Motte) Ziegra-Knobelsdorf, heute Waldheim/Döbeln

## Sachsen-Anhalt
- Breitenbach: Ursprungsbau der Reichsburg Breitenbach in Breitenbach (Wetterzeube) bei Zeitz, Turmhügel mit zwei kreisrunden Wall-Graben-Anlagen erhalten geblieben
- Breitenhain: ehem. Wasserburg/späteres Wasserschloss Breitenhain (Lucka), Schlossanlage abgerissen im 20. Jahrhundert, Gräben und Wälle vorhanden

- Dessau: Burg Waldeser, Dessau-Roßlau

- Etzoldshain: Hochmotte Burg Etzoldshain mit erhaltenem Bergfried, Schlossruine und teilweise erhaltenem Wassergraben, in Könderitz-Etzoldshain

- Gladitz: ehem. Wasserburg "Waal" am heutigen Rittergut Gladitz
- Göbitz: ehem. Wasserburg Göbitz, Insel mit Wassergraben erhalten, Elsteraue-Göbitz
- Gölzau: Burg Gölzau (Ruine, ursprüngliche Motte) bei Weißandt-Gölzau

- Lindau: Burg Lindau (Bergfried, Umfassungsmauern) bei Lindau

- Odenburg: Odenburg (Burghügel) bei Colbitz

- Pobles: "Wallteich" mit Burghügel in Pobles, Ortsteil von Muschwitz

- Schkopau: Schloss Schkopau, erhaltener Kernburgbereich mit Bergfried auf Turmhügel
- Schulenburg: Schulenburg (Burghügelrest) bei Salzwedel-Stappenbeck

## Schleswig-Holstein

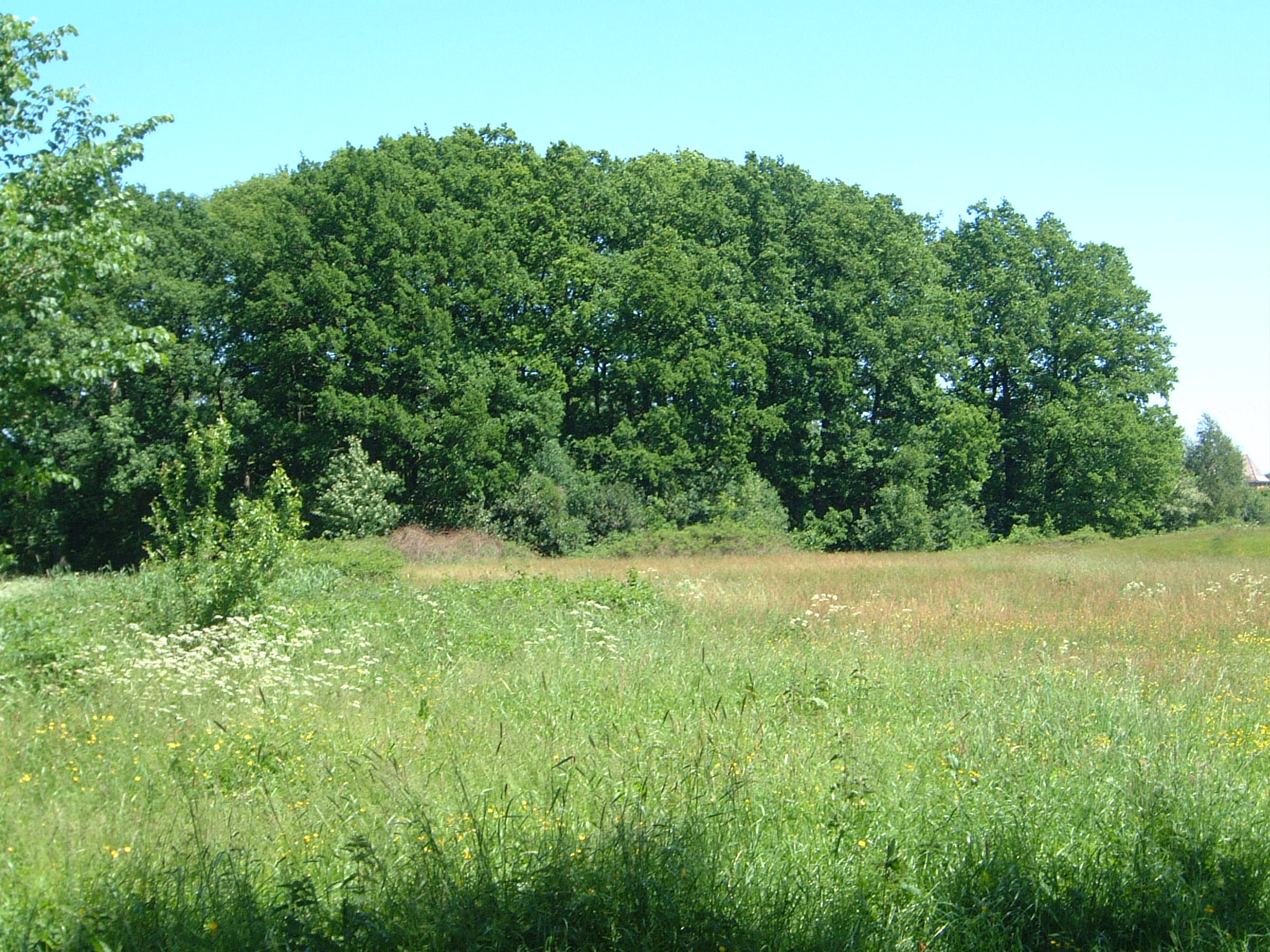
Turmhügelburg „Bori“ Turmhügelrest
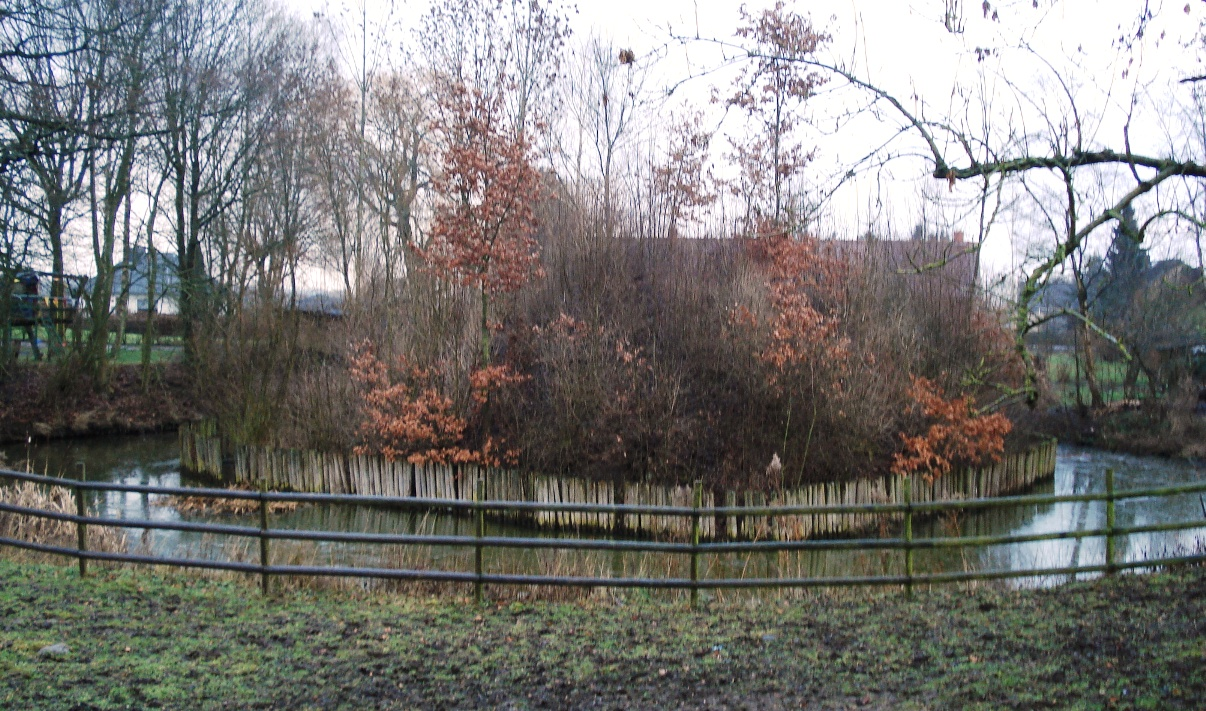
Turmhügelburg Havekost
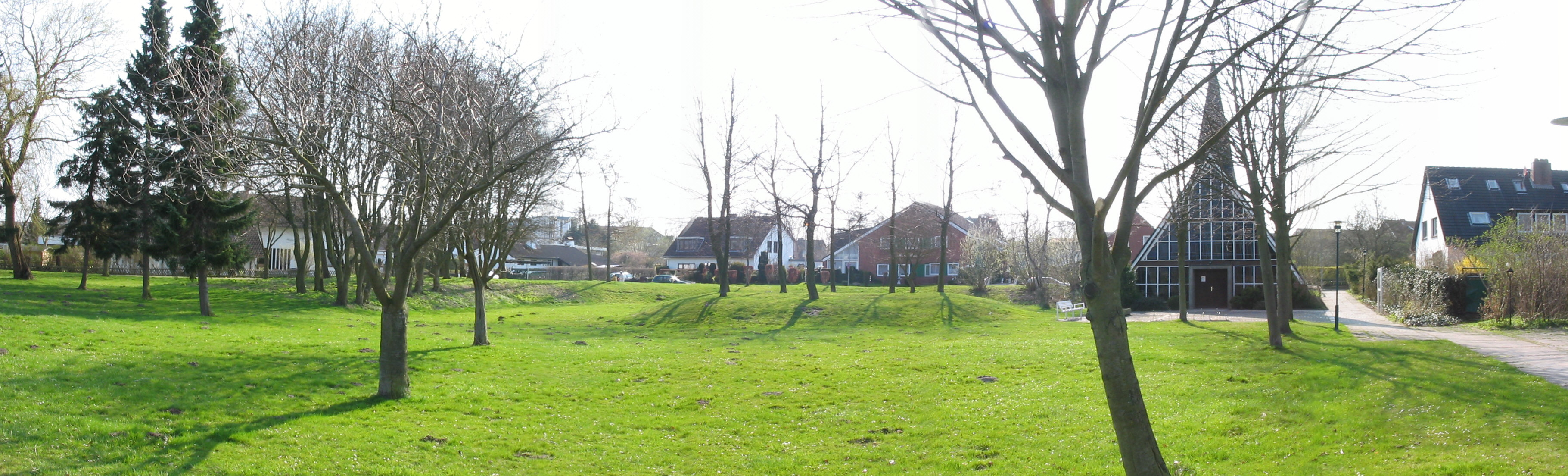
Wittenwiewerbarg

- Altenholz: ehem. Motte an der B503 zw. Altenholz-Klausdorf und Altenholz-Stift (Hügel- und Wallrest) bei Altenholz
- Aukrug: Burg Bargfeld (Turmhügelrest) bei Aukrug
- Ausacker: Böge-Schloss (Burghügelrest) bei Ausacker

- Blekendorf: Großer Schlichtenberg (Hügel- und Wallrest) bei Blekendorf
- Bohnert: Königsburg (abgegangen) bei Kosel-Bohnert
- Bünzen: Burg Bori (Burghügelrest) in Aukrug-Bünzen

- Dahme: Wittenwiewerbarg (geringer Turmhügelrest) in Dahme
- Döhnsdorf: Döhnsdorfer Burg (Turmhügel) bei Döhnsdorf

- Futterkamp: Kleiner Schlichtenberg (Turmhügel) in Blekendorf-Futterkamp

- Giekau: Waterburg (Burghügel, Graben) am Selenter See in Giekau
- Giekau: Neuhaus (Turmhügel) bei Giekau
- Groß Parin: Groß Parin (Wall- und Grabenreste) bei Groß Parin
- Groß Zecher: Burg Boko (Turmhügel, Grabenrest) bei Groß Zecher

- Haffkrug: Snykrode (Turmhügelrest) bei Scharbeutz-Haffkrug
- Handewitt: Turmhügelburg Handewitt (Burghügel) bei Handewitt
- Havekost: Turmhügelburg Havekost (Burghügel, Wassergraben, Palisaden) bei Ahrensbök-Havekost

- Krummesse: Burg Krummesse (abgegangen) in Lübeck-Krummesse

- Linau: Burg Linau (Turmhügel, Mauerreste) bei Linau
- Lütjenburg: Turmhügelburg in Lütjenburg Rekonstruktion einer mittelalterlichen Turmhügelburg

- Niehuus: Burg Niehuus „Dat niege Huus“ (Fundamente) bei Niehuus, nördlich von Flensburg
- Nübel: Burg Nübel (Burghügel, Grabenrest) bei Nübel

- Offendorf: Burghügel in Offendorf (Turmhügel) in Ratekau-Offendorf

- Ratzeburg: Müggenburg (Bodenreste) zwischen Ratzeburg und Salem (Lauenburg)
- Rethwisch: Motte Rethwisch (Burghügel) Lehmkuhlen-Rethwisch

- Süderau: Steinburg deutlich sichtbarer (Turmhügelrest) mit (Grabenrest) dicht nördlich der Hauptstraße

- Timmendorfer Strand: Burg Gosevelde (geringe Reste) bei Timmendorfer Strand

- Wedel: Hatzburg (Fundamente, Erdwerk) bei Wedel

## Thüringen

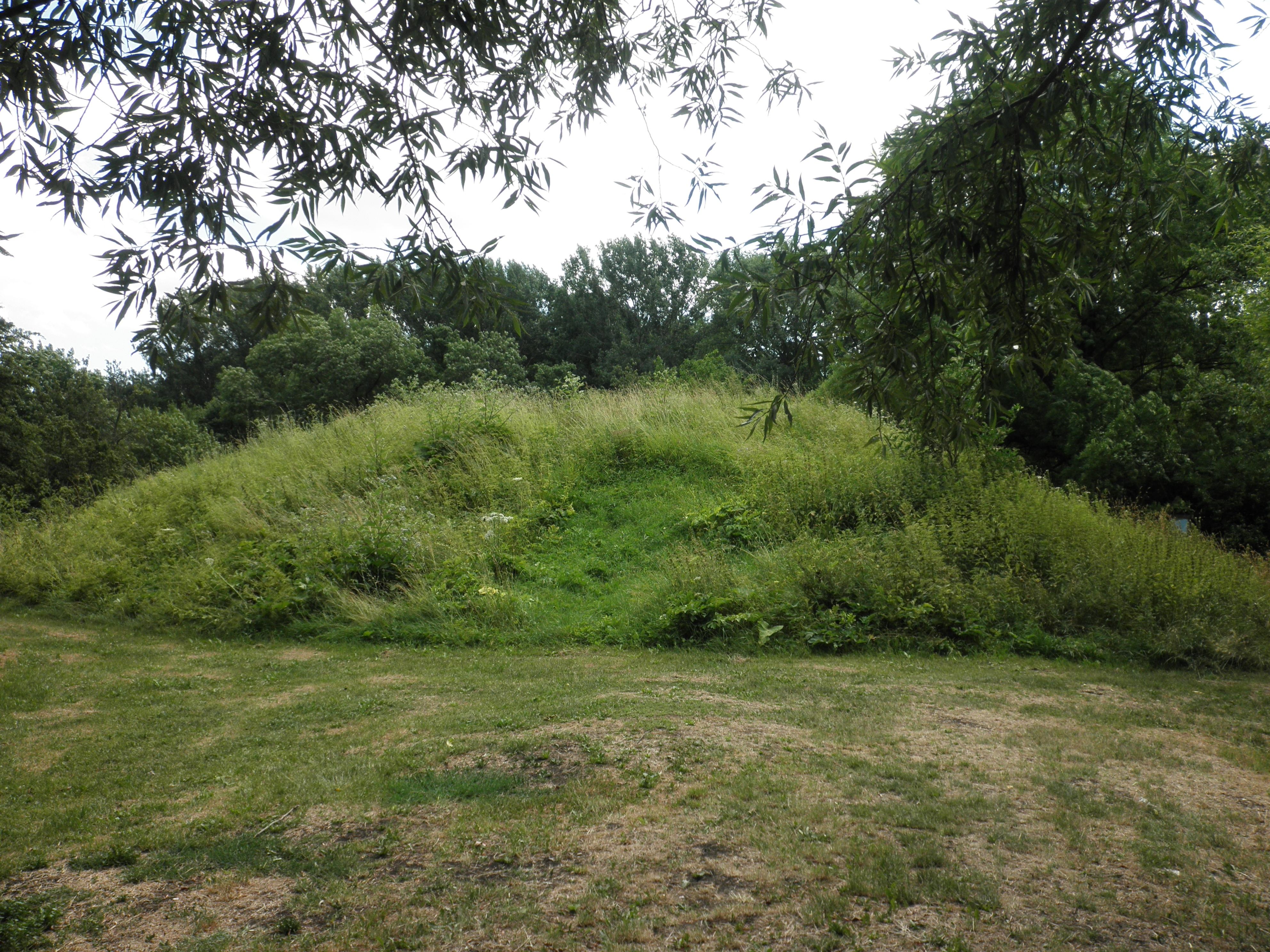
Burgstelle Tafelberg Burghügel

- Berlstedt: ehem. Wasserburg Das Wahl, Berlstedt
- Brückla: Reste einer Turmhügelburg südöstlich von Brückla bei Hohenleuben
- Brüheim: Käseburg (Turm, Graben, Wirtschaftsgebäude) in Brüheim

- Dörnfeld: ehem. Wasserburg Dörnfeld an der Ilm, Inselteich erhalten

- Ehrenhain: ehem. Wasserburg (Inselteich) "Waal" am Schloss Ehrenhain (ehem. Schulgebäude), Ehrenhain (Nobitz), nur teilerhaltener Wassergraben

- Flarchheim: mutmaßlicher Turmhügel der Hünenburg (Flarchheim), Flarchheim

- Gerstenberg: Burgwall auf dem Kirchberg von Gerstenberg nahe Altenburg
- Gommerstedt: Turmhügelburg der Wüstung Gommerstedt, durch Grabungen belegt

- Hain: Turmhügelburg "Tempel"; ehem. sorbische Kultstätte des Gottes Hain, auf von drei Eichen bestandenem Hügel nördlich von Hain, etwa 50 m rechts des Weges nach Lunzig, links des Kühbaches, Hügelrest 4 Meter × 8 Meter, vermutlich ehemaliger Sitz der Ritter von Hain/Hayn, Landkreis Greiz
- Hainspitz: ehemalige Wasserburg Hainspitz, Hügel und Reste des Wallgrabens erhalten, Hainspitz
- Herrmannsacker: Burg Friedenland, im Forst nördlich von Herrmannsacker
- Hohenleuben: Bodendenkmal "Walteich" Hohenleuben (Inselburg) im Hegeholz bei Hohenleuben mit im Vogtland einzigartigem Vorwall, sagenbehaftete Anlage
- Hohenleuben: mindestens drei Bühlanlagen, so der große Bühl östlich der Burgruine Reichenfels an der Pflaumenallee, und der baumbewachsene kleine Bühl auf einem Feld über dem Museum Reichenfels und dort noch ein weiterer am Waldrand
- Hohenleuben-Brückla: Bodendenkmal "Tumelle", sagenbehaftete frühdeutsche Turmhügelburg des 12./13. Jahrhunderts

- Isserstedt: ehemalige Wasserburg Isserstedt bei Jena, erhaltener Hügel mit umlaufendem Grabenrest

- Kalthausen: Turmhügelburg der Wüstung Kalthausen
- Kapellendorf: Ursprungsbau (Kernburg) der Wasserburg Kapellendorf, Kapellendorf
- Könitz: Altes Schloss Könitz zwischen Bucha (Unterwellenborn) und Seisla gelegen, in der Gemarkung von Könitz
- Köttendorf: Turmhügelburg Köttendorf mit angebauter Bastion aus dem Jahre 1683, Mellingen-Köttendorf
- Kranichfeld: Enzenburg oder "Weißenburg", (geringe Reste) zwischen Kranichfeld und Stausee Hohenfelden am Haubach gelegen
- Kranichfeld: Turmhügelburg "Neues Mahl" in Kranichfeld, kreisrunder Wald in einem Feld, Kranichfeld

- Ladnitz: Turmhügelburg der Wüstung Ladnitz, bei Gröben, durch Grabungen bestätigt
- Langenwetzendorf: "Wal" in Langenwetzendorf
- Lengenfeld unterm Stein: Burg Stein (Thüringen), Burghügel des ehemaligen "Niederen Hauses", und Burghügel der Oberburg?, Lengenfeld unterm Stein
- Lichtentanne: Burgstelle Herrenhof (Reste) in Lichtentanne (Probstzella)
- Löbichau: Wasserburg Löbichau, Teich mit Insel und Turmhügel im Schlosspark
- Lunzig: frühdeutsche Ringwallanlage "Wal" Lunzig direkt neben dem Herrenhaus "Karstädt-Schloß", das den Wal teilweise überbaute, Grabenrest und Wallrest mit Eiche (Naturdenkmal) darauf, Landkreis Greiz

- Magdala: Wasserburg Magdala, Mauerreste auf ca. 2 m hohem Turmhügel mit etwa 20 m Durchmesser, Magdala
- Mauderode: Kleine Herrenburg (Burghügel) in Werther-Mauderode
- Mehla: Bodendenkmal "Vogelherd" bei Mehla

- Naulitz: Naulitzer Schanze, Naulitz (Gera)
- Nöbdenitz: ehemalige Wasserburg (Inselteich) Nöbdenitz, heute Schloßrest auf ehemaliger Insel
- Nobitz: ehemalige Wasserburg (Inselteich) in Nobitz

- Rüßdorf: Wallanlage "Rüßburg" oder "Rüßdorfer Raubschloss" in den "Rüßdorfer Alpen" bei Rüßdorf

- Schlöpitz: Wasserburg "Inselteich" der Wüstung Schlöpitz in Kosma bei Altenburg

- Teichwolframsdorf: Alter Schlossberg (Damm- und Wallreste) bei Mohlsdorf-Teichwolframsdorf
- Teutleben: Wasserburg Teutleben, Hochmotte mit erhaltenem Turmrest

- Udestedt: Burgstelle Tafelberg (Burghügel, Graben) bei Udestedt

- Wernrode: Hochmotte im Park Schloss Wernrode (Durchmesser 22 m, Höhe 1,5 m, oberer Durchmesser 9 m) mit flachem Graben von 18 m Breite in Wernrode